# 1911

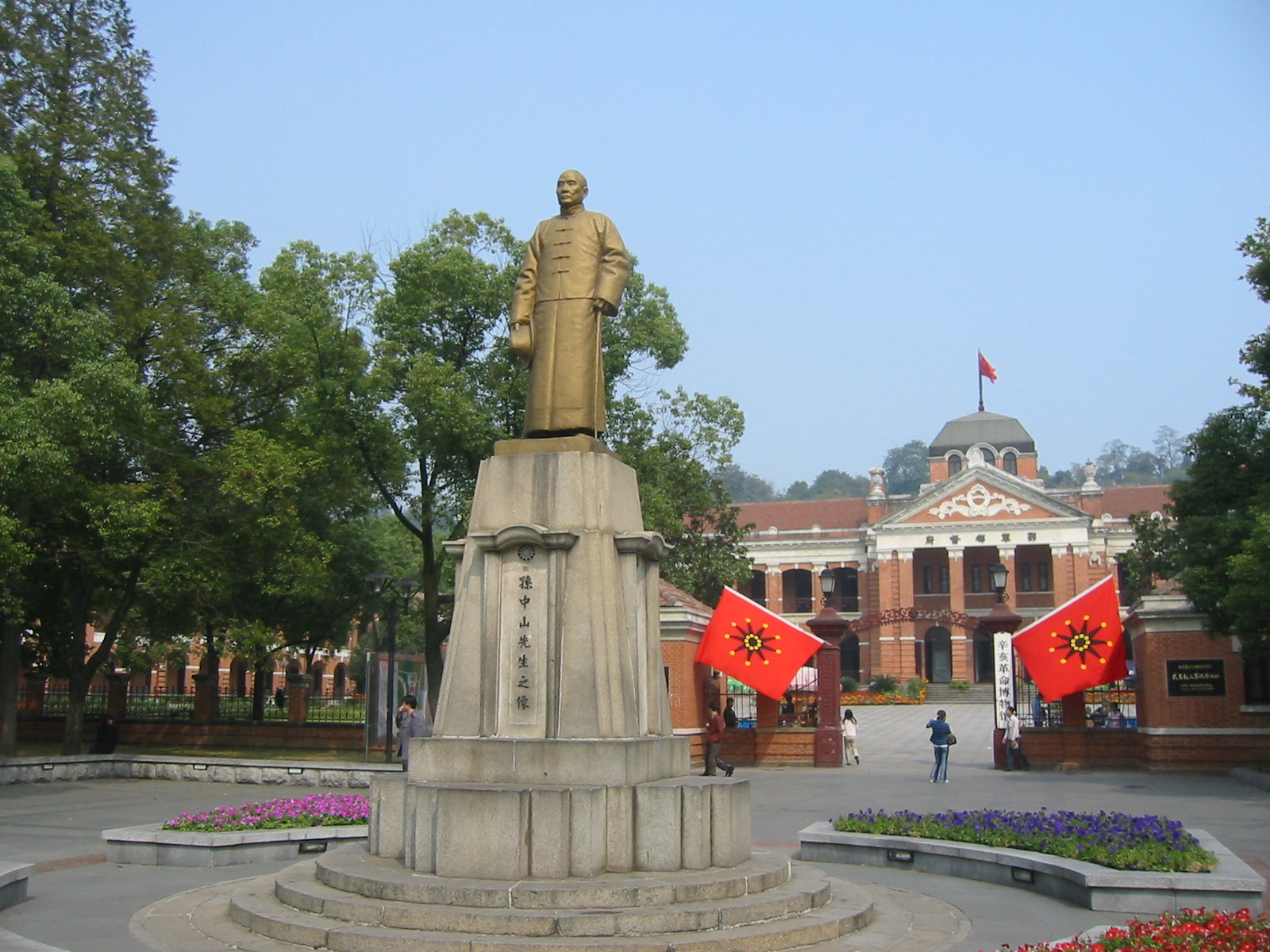
Die Sun Yat-Sen Statue in Wuhan erinnert an den Aufstand von Wuchang. Hinter der Statue befindet sich der damalige Sitz der Übergangsregierung der Republik China.

Portal Geschichte | Portal Biografien | Aktuelle Ereignisse | Jahreskalender | Tagesartikel

◄ |
19. Jahrhundert |
20. Jahrhundert
| 21. Jahrhundert

◄ |
1880er |
1890er |
1900er |
1910er
| 1920er | 1930er | 1940er | ►

◄◄ |
◄ |
1907 |
1908 |
1909 |
1910 |
1911
| 1912 | 1913 | 1914 | 1915 | ► | ►►
Staatsoberhäupter · Wahlen · Nekrolog · Kunstjahr · Literaturjahr · Musikjahr · Filmjahr  · Sportjahr
| Januar | Januar | Januar | Januar | Januar | Januar | Januar | Januar |
| Kw     | Mo     | Di     | Mi     | Do     | Fr     | Sa     | So     |
| ------ | ------ | ------ | ------ | ------ | ------ | ------ | ------ |
| 52     |        |        |        |        |        |        | 1      |
| 1      | 2      | 3      | 4      | 5      | 6      | 7      | 8      |
| 2      | 9      | 10     | 11     | 12     | 13     | 14     | 15     |
| 3      | 16     | 17     | 18     | 19     | 20     | 21     | 22     |
| 4      | 23     | 24     | 25     | 26     | 27     | 28     | 29     |
| 5      | 30     | 31     |        |        |        |        |        |

| Februar | Februar | Februar | Februar | Februar | Februar | Februar | Februar |
| Kw      | Mo      | Di      | Mi      | Do      | Fr      | Sa      | So      |
| ------- | ------- | ------- | ------- | ------- | ------- | ------- | ------- |
| 5       |         |         | 1       | 2       | 3       | 4       | 5       |
| 6       | 6       | 7       | 8       | 9       | 10      | 11      | 12      |
| 7       | 13      | 14      | 15      | 16      | 17      | 18      | 19      |
| 8       | 20      | 21      | 22      | 23      | 24      | 25      | 26      |
| 9       | 27      | 28      |         |         |         |         |         |

| März | März | März | März | März | März | März | März |
| Kw   | Mo   | Di   | Mi   | Do   | Fr   | Sa   | So   |
| ---- | ---- | ---- | ---- | ---- | ---- | ---- | ---- |
| 9    |      |      | 1    | 2    | 3    | 4    | 5    |
| 10   | 6    | 7    | 8    | 9    | 10   | 11   | 12   |
| 11   | 13   | 14   | 15   | 16   | 17   | 18   | 19   |
| 12   | 20   | 21   | 22   | 23   | 24   | 25   | 26   |
| 13   | 27   | 28   | 29   | 30   | 31   |      |      |

| April | April | April | April | April | April | April | April |
| Kw    | Mo    | Di    | Mi    | Do    | Fr    | Sa    | So    |
| ----- | ----- | ----- | ----- | ----- | ----- | ----- | ----- |
| 13    |       |       |       |       |       | 1     | 2     |
| 14    | 3     | 4     | 5     | 6     | 7     | 8     | 9     |
| 15    | 10    | 11    | 12    | 13    | 14    | 15    | 16    |
| 16    | 17    | 18    | 19    | 20    | 21    | 22    | 23    |
| 17    | 24    | 25    | 26    | 27    | 28    | 29    | 30    |

| Mai | Mai | Mai | Mai | Mai | Mai | Mai | Mai |
| Kw  | Mo  | Di  | Mi  | Do  | Fr  | Sa  | So  |
| --- | --- | --- | --- | --- | --- | --- | --- |
| 18  | 1   | 2   | 3   | 4   | 5   | 6   | 7   |
| 19  | 8   | 9   | 10  | 11  | 12  | 13  | 14  |
| 20  | 15  | 16  | 17  | 18  | 19  | 20  | 21  |
| 21  | 22  | 23  | 24  | 25  | 26  | 27  | 28  |
| 22  | 29  | 30  | 31  |     |     |     |     |

| Juni | Juni | Juni | Juni | Juni | Juni | Juni | Juni |
| Kw   | Mo   | Di   | Mi   | Do   | Fr   | Sa   | So   |
| ---- | ---- | ---- | ---- | ---- | ---- | ---- | ---- |
| 22   |      |      |      | 1    | 2    | 3    | 4    |
| 23   | 5    | 6    | 7    | 8    | 9    | 10   | 11   |
| 24   | 12   | 13   | 14   | 15   | 16   | 17   | 18   |
| 25   | 19   | 20   | 21   | 22   | 23   | 24   | 25   |
| 26   | 26   | 27   | 28   | 29   | 30   |      |      |

| Juli | Juli | Juli | Juli | Juli | Juli | Juli | Juli |
| Kw   | Mo   | Di   | Mi   | Do   | Fr   | Sa   | So   |
| ---- | ---- | ---- | ---- | ---- | ---- | ---- | ---- |
| 26   |      |      |      |      |      | 1    | 2    |
| 27   | 3    | 4    | 5    | 6    | 7    | 8    | 9    |
| 28   | 10   | 11   | 12   | 13   | 14   | 15   | 16   |
| 29   | 17   | 18   | 19   | 20   | 21   | 22   | 23   |
| 30   | 24   | 25   | 26   | 27   | 28   | 29   | 30   |
| 31   | 31   |      |      |      |      |      |      |

| August | August | August | August | August | August | August | August |
| Kw     | Mo     | Di     | Mi     | Do     | Fr     | Sa     | So     |
| ------ | ------ | ------ | ------ | ------ | ------ | ------ | ------ |
| 31     |        | 1      | 2      | 3      | 4      | 5      | 6      |
| 32     | 7      | 8      | 9      | 10     | 11     | 12     | 13     |
| 33     | 14     | 15     | 16     | 17     | 18     | 19     | 20     |
| 34     | 21     | 22     | 23     | 24     | 25     | 26     | 27     |
| 35     | 28     | 29     | 30     | 31     |        |        |        |

| September | September | September | September | September | September | September | September |
| Kw        | Mo        | Di        | Mi        | Do        | Fr        | Sa        | So        |
| --------- | --------- | --------- | --------- | --------- | --------- | --------- | --------- |
| 35        |           |           |           |           | 1         | 2         | 3         |
| 36        | 4         | 5         | 6         | 7         | 8         | 9         | 10        |
| 37        | 11        | 12        | 13        | 14        | 15        | 16        | 17        |
| 38        | 18        | 19        | 20        | 21        | 22        | 23        | 24        |
| 39        | 25        | 26        | 27        | 28        | 29        | 30        |           |

| Oktober | Oktober | Oktober | Oktober | Oktober | Oktober | Oktober | Oktober |
| Kw      | Mo      | Di      | Mi      | Do      | Fr      | Sa      | So      |
| ------- | ------- | ------- | ------- | ------- | ------- | ------- | ------- |
| 39      |         |         |         |         |         |         | 1       |
| 40      | 2       | 3       | 4       | 5       | 6       | 7       | 8       |
| 41      | 9       | 10      | 11      | 12      | 13      | 14      | 15      |
| 42      | 16      | 17      | 18      | 19      | 20      | 21      | 22      |
| 43      | 23      | 24      | 25      | 26      | 27      | 28      | 29      |
| 44      | 30      | 31      |         |         |         |         |         |

| November | November | November | November | November | November | November | November |
| Kw       | Mo       | Di       | Mi       | Do       | Fr       | Sa       | So       |
| -------- | -------- | -------- | -------- | -------- | -------- | -------- | -------- |
| 44       |          |          | 1        | 2        | 3        | 4        | 5        |
| 45       | 6        | 7        | 8        | 9        | 10       | 11       | 12       |
| 46       | 13       | 14       | 15       | 16       | 17       | 18       | 19       |
| 47       | 20       | 21       | 22       | 23       | 24       | 25       | 26       |
| 48       | 27       | 28       | 29       | 30       |          |          |          |

| Dezember | Dezember | Dezember | Dezember | Dezember | Dezember | Dezember | Dezember |
| Kw       | Mo       | Di       | Mi       | Do       | Fr       | Sa       | So       |
| -------- | -------- | -------- | -------- | -------- | -------- | -------- | -------- |
| 48       |          |          |          |          | 1        | 2        | 3        |
| 49       | 4        | 5        | 6        | 7        | 8        | 9        | 10       |
| 50       | 11       | 12       | 13       | 14       | 15       | 16       | 17       |
| 51       | 18       | 19       | 20       | 21       | 22       | 23       | 24       |
| 52       | 25       | 26       | 27       | 28       | 29       | 30       | 31       |

| Januar | Januar | Januar | Januar | Januar | Januar | Januar | Januar |
| Kw     | Mo     | Di     | Mi     | Do     | Fr     | Sa     | So     |
| ------ | ------ | ------ | ------ | ------ | ------ | ------ | ------ |
| 52     |        |        |        |        |        |        | 1      |
| 1      | 2      | 3      | 4      | 5      | 6      | 7      | 8      |
| 2      | 9      | 10     | 11     | 12     | 13     | 14     | 15     |
| 3      | 16     | 17     | 18     | 19     | 20     | 21     | 22     |
| 4      | 23     | 24     | 25     | 26     | 27     | 28     | 29     |
| 5      | 30     | 31     |        |        |        |        |        |

| Februar | Februar | Februar | Februar | Februar | Februar | Februar | Februar |
| Kw      | Mo      | Di      | Mi      | Do      | Fr      | Sa      | So      |
| ------- | ------- | ------- | ------- | ------- | ------- | ------- | ------- |
| 5       |         |         | 1       | 2       | 3       | 4       | 5       |
| 6       | 6       | 7       | 8       | 9       | 10      | 11      | 12      |
| 7       | 13      | 14      | 15      | 16      | 17      | 18      | 19      |
| 8       | 20      | 21      | 22      | 23      | 24      | 25      | 26      |
| 9       | 27      | 28      |         |         |         |         |         |

| März | März | März | März | März | März | März | März |
| Kw   | Mo   | Di   | Mi   | Do   | Fr   | Sa   | So   |
| ---- | ---- | ---- | ---- | ---- | ---- | ---- | ---- |
| 9    |      |      | 1    | 2    | 3    | 4    | 5    |
| 10   | 6    | 7    | 8    | 9    | 10   | 11   | 12   |
| 11   | 13   | 14   | 15   | 16   | 17   | 18   | 19   |
| 12   | 20   | 21   | 22   | 23   | 24   | 25   | 26   |
| 13   | 27   | 28   | 29   | 30   | 31   |      |      |

| April | April | April | April | April | April | April | April |
| Kw    | Mo    | Di    | Mi    | Do    | Fr    | Sa    | So    |
| ----- | ----- | ----- | ----- | ----- | ----- | ----- | ----- |
| 13    |       |       |       |       |       | 1     | 2     |
| 14    | 3     | 4     | 5     | 6     | 7     | 8     | 9     |
| 15    | 10    | 11    | 12    | 13    | 14    | 15    | 16    |
| 16    | 17    | 18    | 19    | 20    | 21    | 22    | 23    |
| 17    | 24    | 25    | 26    | 27    | 28    | 29    | 30    |

| Mai | Mai | Mai | Mai | Mai | Mai | Mai | Mai |
| Kw  | Mo  | Di  | Mi  | Do  | Fr  | Sa  | So  |
| --- | --- | --- | --- | --- | --- | --- | --- |
| 18  | 1   | 2   | 3   | 4   | 5   | 6   | 7   |
| 19  | 8   | 9   | 10  | 11  | 12  | 13  | 14  |
| 20  | 15  | 16  | 17  | 18  | 19  | 20  | 21  |
| 21  | 22  | 23  | 24  | 25  | 26  | 27  | 28  |
| 22  | 29  | 30  | 31  |     |     |     |     |

| Juni | Juni | Juni | Juni | Juni | Juni | Juni | Juni |
| Kw   | Mo   | Di   | Mi   | Do   | Fr   | Sa   | So   |
| ---- | ---- | ---- | ---- | ---- | ---- | ---- | ---- |
| 22   |      |      |      | 1    | 2    | 3    | 4    |
| 23   | 5    | 6    | 7    | 8    | 9    | 10   | 11   |
| 24   | 12   | 13   | 14   | 15   | 16   | 17   | 18   |
| 25   | 19   | 20   | 21   | 22   | 23   | 24   | 25   |
| 26   | 26   | 27   | 28   | 29   | 30   |      |      |

| Juli | Juli | Juli | Juli | Juli | Juli | Juli | Juli |
| Kw   | Mo   | Di   | Mi   | Do   | Fr   | Sa   | So   |
| ---- | ---- | ---- | ---- | ---- | ---- | ---- | ---- |
| 26   |      |      |      |      |      | 1    | 2    |
| 27   | 3    | 4    | 5    | 6    | 7    | 8    | 9    |
| 28   | 10   | 11   | 12   | 13   | 14   | 15   | 16   |
| 29   | 17   | 18   | 19   | 20   | 21   | 22   | 23   |
| 30   | 24   | 25   | 26   | 27   | 28   | 29   | 30   |
| 31   | 31   |      |      |      |      |      |      |

| August | August | August | August | August | August | August | August |
| Kw     | Mo     | Di     | Mi     | Do     | Fr     | Sa     | So     |
| ------ | ------ | ------ | ------ | ------ | ------ | ------ | ------ |
| 31     |        | 1      | 2      | 3      | 4      | 5      | 6      |
| 32     | 7      | 8      | 9      | 10     | 11     | 12     | 13     |
| 33     | 14     | 15     | 16     | 17     | 18     | 19     | 20     |
| 34     | 21     | 22     | 23     | 24     | 25     | 26     | 27     |
| 35     | 28     | 29     | 30     | 31     |        |        |        |

| September | September | September | September | September | September | September | September |
| Kw        | Mo        | Di        | Mi        | Do        | Fr        | Sa        | So        |
| --------- | --------- | --------- | --------- | --------- | --------- | --------- | --------- |
| 35        |           |           |           |           | 1         | 2         | 3         |
| 36        | 4         | 5         | 6         | 7         | 8         | 9         | 10        |
| 37        | 11        | 12        | 13        | 14        | 15        | 16        | 17        |
| 38        | 18        | 19        | 20        | 21        | 22        | 23        | 24        |
| 39        | 25        | 26        | 27        | 28        | 29        | 30        |           |

| Oktober | Oktober | Oktober | Oktober | Oktober | Oktober | Oktober | Oktober |
| Kw      | Mo      | Di      | Mi      | Do      | Fr      | Sa      | So      |
| ------- | ------- | ------- | ------- | ------- | ------- | ------- | ------- |
| 39      |         |         |         |         |         |         | 1       |
| 40      | 2       | 3       | 4       | 5       | 6       | 7       | 8       |
| 41      | 9       | 10      | 11      | 12      | 13      | 14      | 15      |
| 42      | 16      | 17      | 18      | 19      | 20      | 21      | 22      |
| 43      | 23      | 24      | 25      | 26      | 27      | 28      | 29      |
| 44      | 30      | 31      |         |         |         |         |         |

| November | November | November | November | November | November | November | November |
| Kw       | Mo       | Di       | Mi       | Do       | Fr       | Sa       | So       |
| -------- | -------- | -------- | -------- | -------- | -------- | -------- | -------- |
| 44       |          |          | 1        | 2        | 3        | 4        | 5        |
| 45       | 6        | 7        | 8        | 9        | 10       | 11       | 12       |
| 46       | 13       | 14       | 15       | 16       | 17       | 18       | 19       |
| 47       | 20       | 21       | 22       | 23       | 24       | 25       | 26       |
| 48       | 27       | 28       | 29       | 30       |          |          |          |

| Dezember | Dezember | Dezember | Dezember | Dezember | Dezember | Dezember | Dezember |
| Kw       | Mo       | Di       | Mi       | Do       | Fr       | Sa       | So       |
| -------- | -------- | -------- | -------- | -------- | -------- | -------- | -------- |
| 48       |          |          |          |          | 1        | 2        | 3        |
| 49       | 4        | 5        | 6        | 7        | 8        | 9        | 10       |
| 50       | 11       | 12       | 13       | 14       | 15       | 16       | 17       |
| 51       | 18       | 19       | 20       | 21       | 22       | 23       | 24       |
| 52       | 25       | 26       | 27       | 28       | 29       | 30       | 31       |

Das Jahr 1911 ist wie das Vorjahr ein Jahr der Revolutionen. Die im Vorjahr begonnene Revolution in Mexiko führt zum Sturz von Langzeitpräsident Porfirio Díaz, dem der Revolutionär Francisco Madero folgt. In China kommt es nach dem erfolglosen Huanghuagang-Aufstand zum Wuchang-Aufstand und der Xinhai-Revolution, die Anfang des folgenden Jahres zur Gründung der Republik China unter Präsident Sun Yat-sen führt. In Wien bricht die Teuerungsrevolte aus, in deren Verlauf das österreichische Militär zum ersten Mal seit 1848 wieder auf demonstrierende Menschen schießt. Und von Clara Zetkin initiiert wird weltweit erstmals ein Internationaler Frauentag begangen.
Der „Panther-Sprung“ des deutschen Kriegsschiffes Panther löst die erste internationale Krise des Jahres aus: Die Zweite Marokkokrise zwischen dem Deutschen Reich und Frankreich kann erst durch den Marokko-Kongo-Vertrag beigelegt werden.
Italien versucht von innenpolitischen Problemen mit kolonialer Expansion abzulenken und erklärt dem geschwächten Osmanischen Reich den Krieg. Der Italienisch-Türkische Krieg, im Zuge dessen es zu Massakern an der Zivilbevölkerung und erstmals zu Bombenabwürfen aus der Luft kommt, führt schließlich zur Annexion der nordafrikanischen Gebiete Tripolis und der Cyrenaika durch Italien.
Im Laufe des Jahres befinden sich gleich fünf verschiedene Expeditionen in der Antarktis. Das erstmalige Erreichen des Südpols durch die norwegische Fram-Expedition unter der Leitung von Roald Amundsen kurz vor Jahresende bildet schließlich den Höhepunkt des „Goldenen Zeitalters der Antarktis-Forschung“.

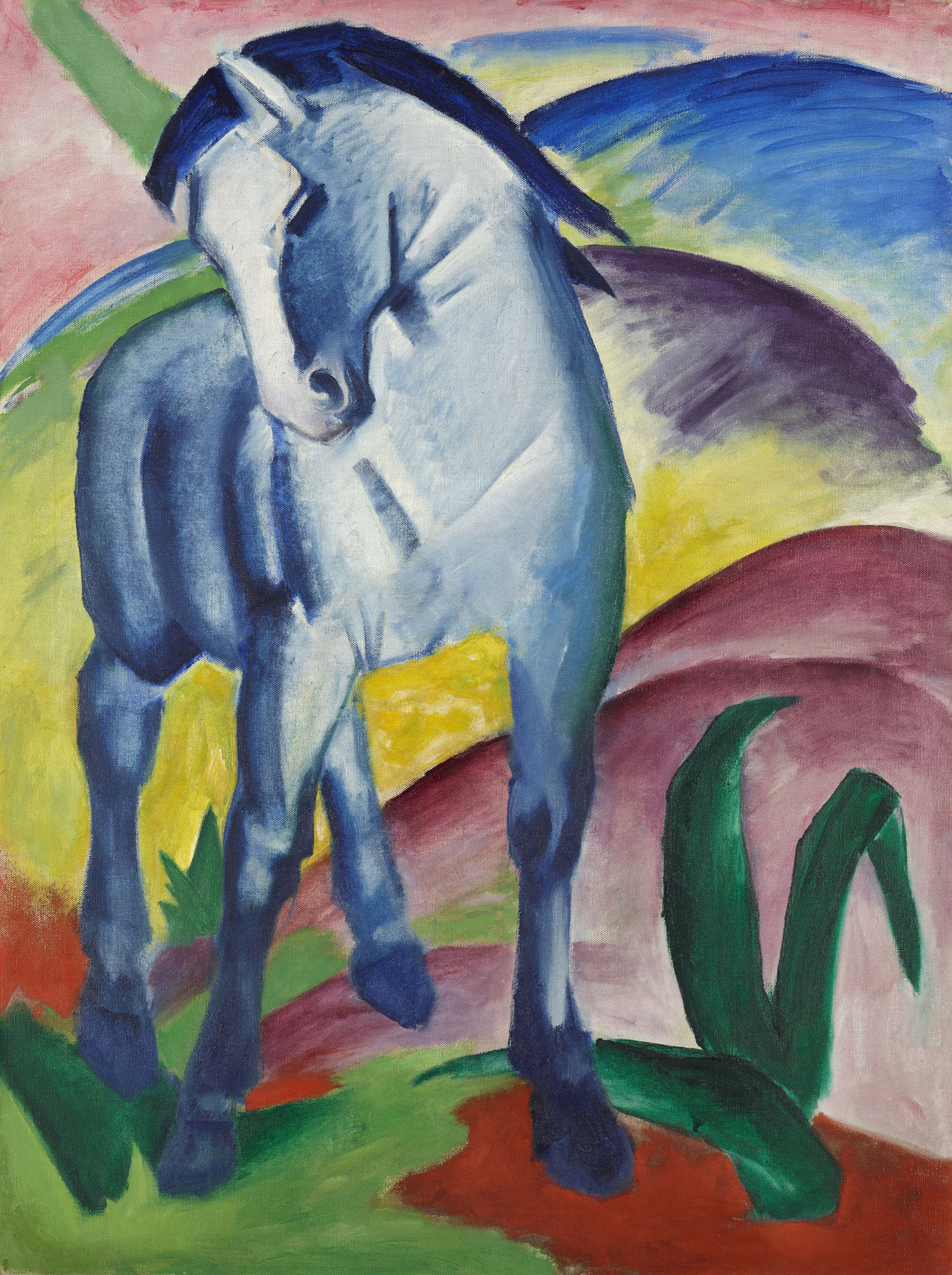
Franz Marc: Blaues Pferd I, 1911, Öl auf Leinwand

Der Oper Der Rosenkavalier von Richard Strauss ist bei ihrer Uraufführung in der Dresdner Hofoper ein überwältigender Erfolg beschieden und die am Berliner Lessingtheater uraufgeführte naturalistische Tragikomödie Die Ratten ist „vielleicht der wichtigste Beitrag Gerhart Hauptmanns zum modernen Welttheater“. Leonardo da Vincis Mona Lisa wird von Vincenzo Peruggia aus dem Louvre gestohlen, Wassily Kandinsky und Franz Marc gründen den Blauen Reiter und der Bremer Künstlerstreit schlägt Wellen in ganz Deutschland.
In der Technik besteht der Wunsch nach Superlativen: Der Ponte del Risorgimento wird eröffnet, die erste Eisenbetonbrücke Italiens und bei ihrer Eröffnung die Betonbogenbrücke mit der größten Spannweite und in der Werft von Harland & Wolff läuft das größte Schiff der Welt, die Titanic vom Stapel.

## Ereignisse

### Politik und Weltgeschehen

#### Italienisch-Türkischer Krieg

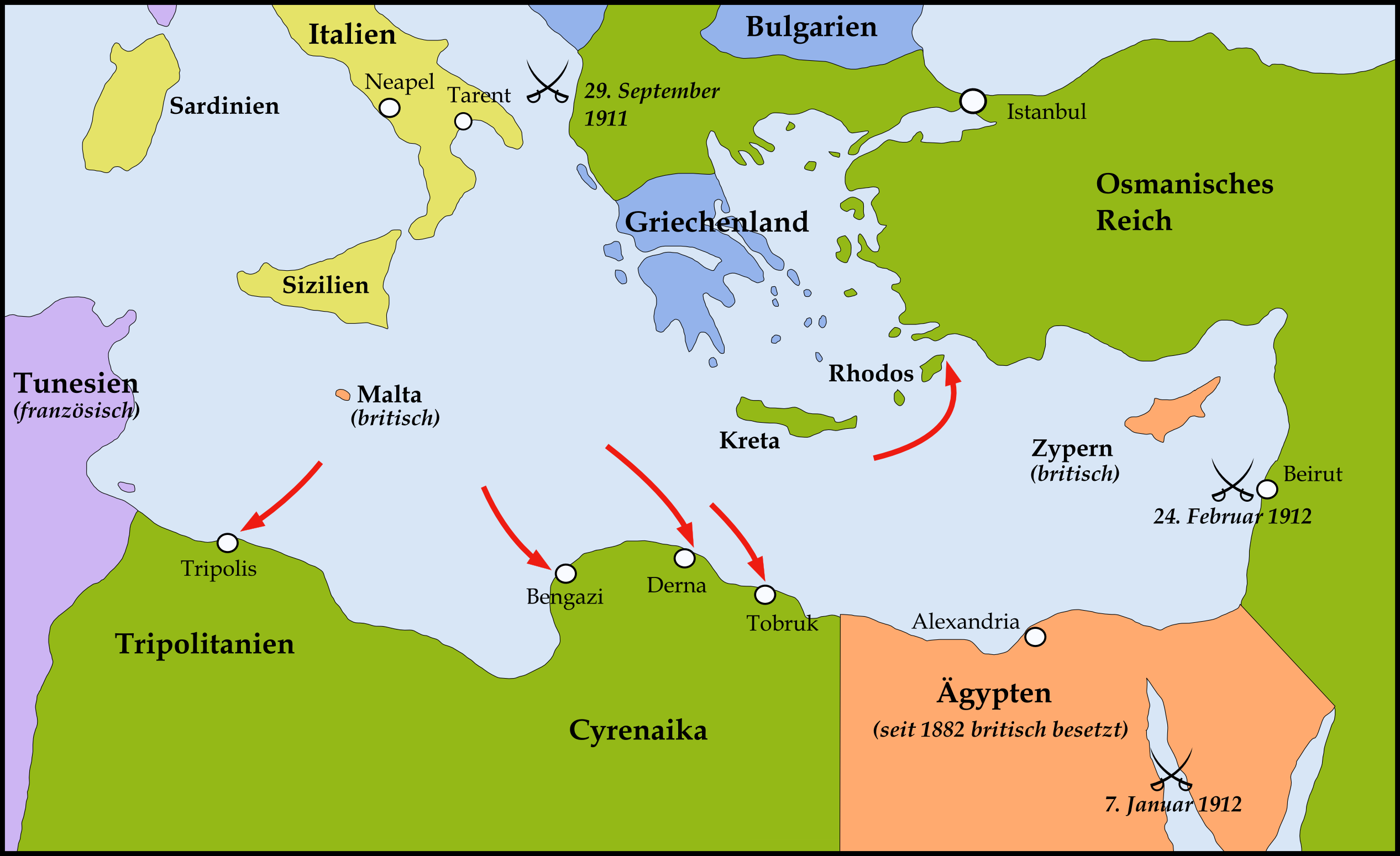
Der Italienisch-Türkische Krieg im Mittelmeer 1911–1912

- 26. September: Die italienische Regierung unter Ministerpräsident Giovanni Giolitti stellt der Hohen Pforte ein Ultimatum. Sie verlangt vom Osmanischen Reich die sofortige Abtretung der Provinzen Tripolitanien und Cyrenaika.
- 29. September: Das Königreich Italien erklärt dem Osmanischen Reich den Krieg.

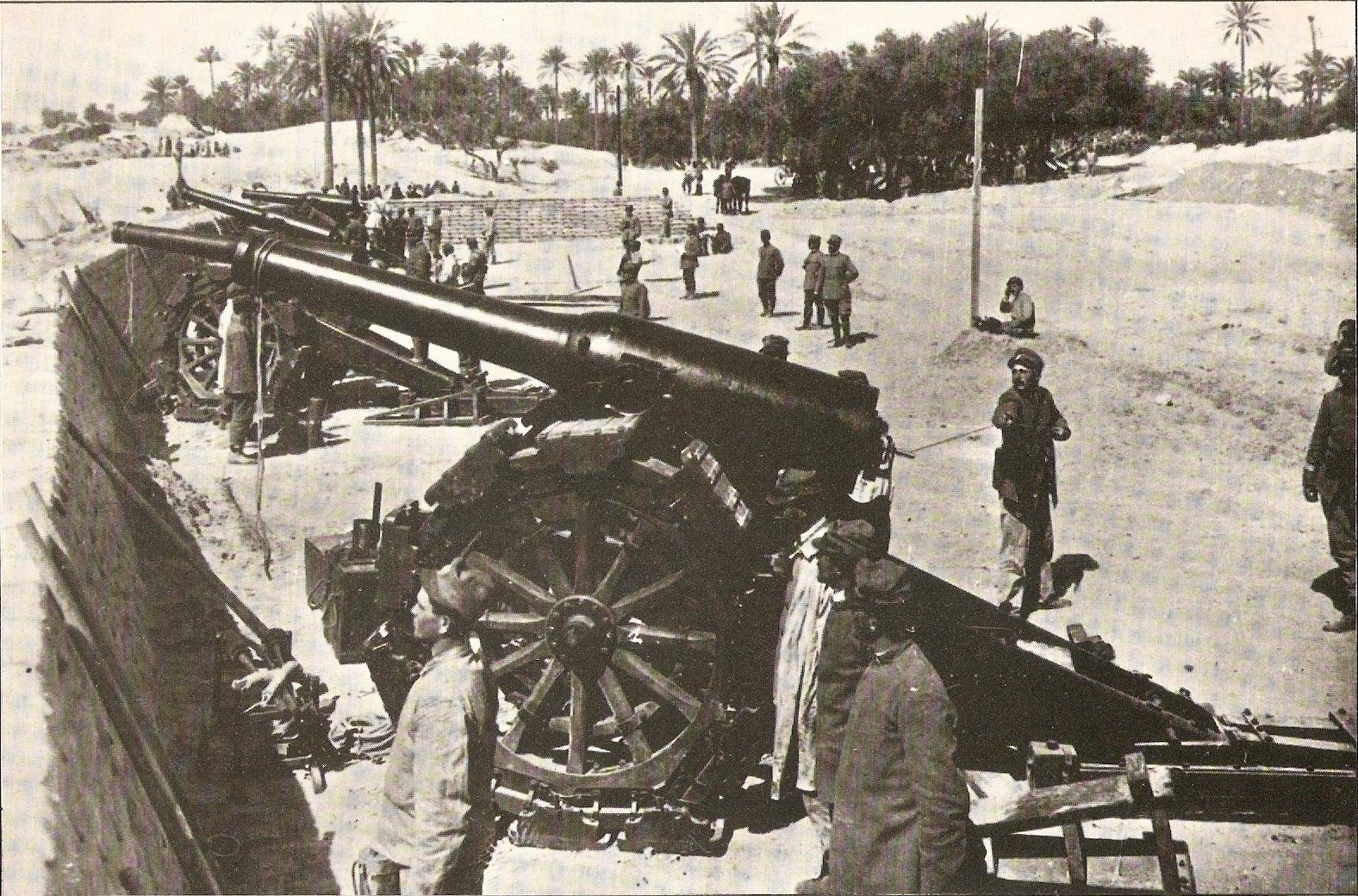
Italienische Geschütze vor Tripolis 1911

- 3. Oktober: Die Italiener beginnen mit dem Beschuss von Tripolis.
- 4. Oktober: Tripolis und Tobruk werden erobert.
- 14. Oktober: Alle Küstengebiete Tripolitaniens und der Cyrenaika befinden sich in italienischer Hand.
- 23. Oktober: Im Italienisch-Türkischen Krieg wird erstmals militärische Aufklärung aus der Luft betrieben. Der Italiener Carlo Piazza überfliegt zur Feindbeobachtung eine türkische Stellung bei Bengasi.
- 23. Oktober: Nach einem blutigen Gefecht bei Sciara Sciat verüben italienische Truppen ein Massaker an der arabischen Bevölkerung, die überwiegend auf der Seite der Osmanen steht. Auch in den folgenden Wochen führt die Besatzungsmacht Massenhinrichtungen auf öffentlichen Plätzen durch und deportiert etwa 4.000 Araber auf Strafinseln wie Tremiti und Ponza. Trotzdem kommen die italienischen Vorstöße in den folgenden Monaten nicht über die Küstenoasen hinaus. Stattdessen muss die Truppenstärke bis auf 100.000 Mann erhöht werden.

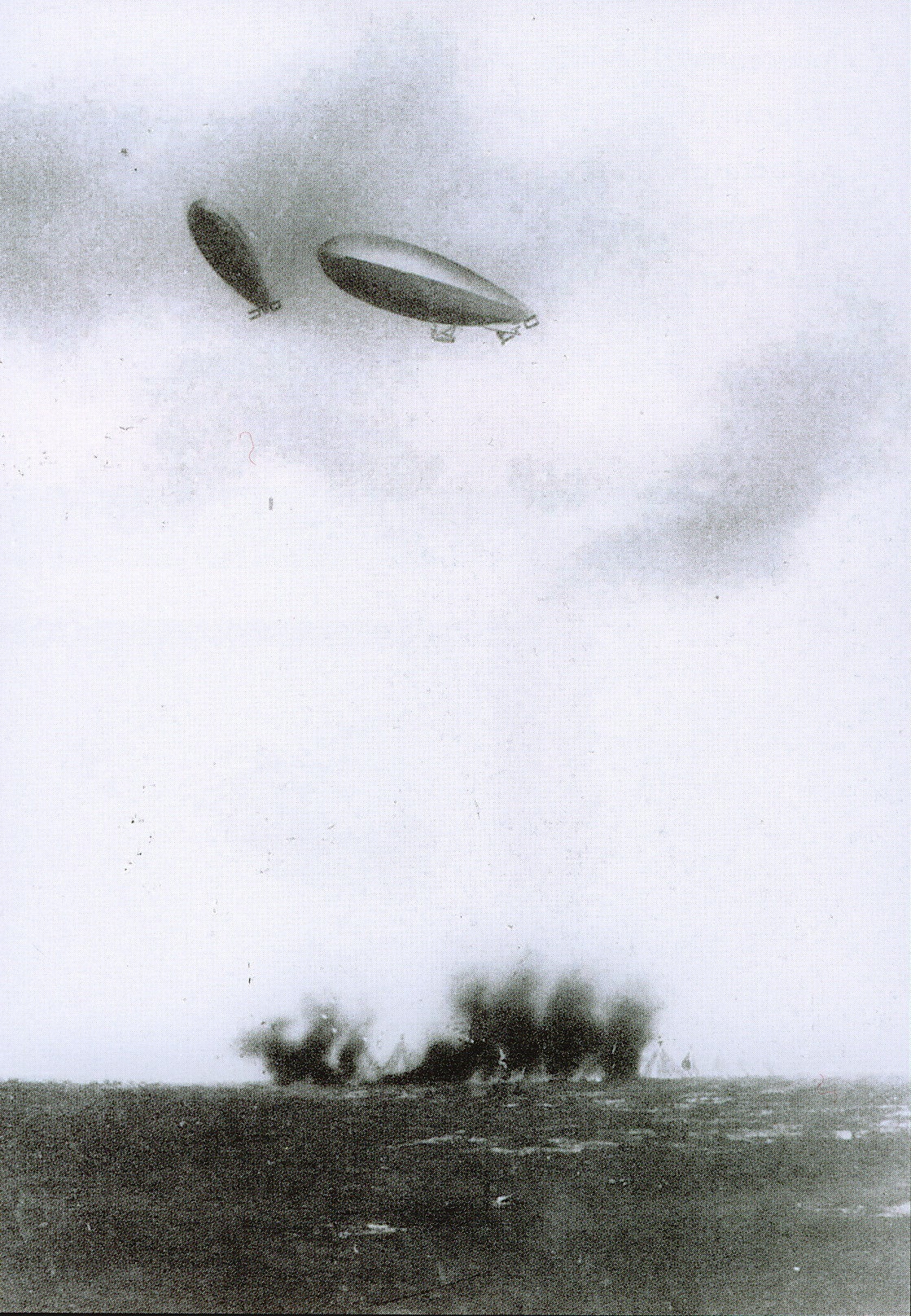
Italienische Luftschiffe bombardieren osmanische Positionen

- 1. November: Im Italienisch-Türkischen Krieg werden aus einer Etrich Taube die ersten Zwei-Kilo-Bomben händisch auf Personen in Oasen abgeworfen.
- 5. November: Italien annektiert Tripolis und die Cyrenaika, beides Teile des Osmanischen Reiches.

#### Deutsches Reich
- 1. Januar: Kaiser Wilhelm II. ernennt in Berlin Colmar Freiherr von der Goltz, Alfred Graf von Schlieffen und Max von Bock und Polach zu Generalfeldmarschällen.
- 4. Mai: Der deutsche Reichstag lehnt die Einführung der Schriftart Antiqua als Amtsschrift ab und entscheidet sich für das Beibehalten der Frakturschrift.
- 19. Juli: Die Reichsversicherungsordnung, die als gesetzliche Grundlage des Sozialstaates in Deutschland gilt (Vorläufer des SGB), wird verabschiedet.
- 22. Oktober: Nach Inkrafttreten der neuen Verfassung findet in Elsaß-Lothringen die Wahl zum neu gebildeten Landtag statt.
- 20. Dezember: Mit dem Versicherungsgesetz für Angestellte (VGfA) beginnt die Rentenversicherung für die Angestellten.
- Gustav Landauers Aufruf zum Sozialismus erscheint in Deutschland.

#### Österreich-Ungarn
- 19. März: Inspiriert von einer Rede der deutschen Sozialistin Clara Zetkin rund um die Einführung eines Internationalen Frauentags organisieren Adelheid Popp und andere Sozialdemokratinnen in Wien eine Demonstration für das Frauenwahlrecht in Österreich. Laut der Arbeiter-Zeitung nehmen rund 20.000 Frauen und auch Männer an der Demonstration teil.
- 28. Juni: Nach dem Verlust der Regierungsmehrheit bei den Reichsratswahlen tritt Richard von Bienerth-Schmerling als Ministerpräsident zurück. Sein Nachfolger wird Paul Gautsch von Frankenthurn.

Teuerungsrevolte: Polizei bezieht vor einem Lebensmittelgeschäft Stellung

- 17. September: In Wien kommt es zur Teuerungsrevolte von Arbeitern, die vom Militär gewaltsam niedergeschlagen wird. Zum ersten Mal seit 1848 wird in Wien wieder das Feuer auf Demonstranten eröffnet. Dabei kommen drei Menschen ums Leben, 149 werden verletzt. Mehr als 488 Personen werden verhaftet, von denen später 283 zu schwerem Kerker verurteilt werden. Justizminister Viktor von Hochenburger schaltet zu diesem Zweck eigens die Schwurgerichte aus.
- 5. Oktober: Der arbeitslose Tischlergeselle Nikola Njegos schießt im Wiener Reichsrat während einer Rede Victor Adlers zur Teuerungsrevolte auf Viktor von Hochenburger und Unterrichtsminister Karl Stürgkh, verfehlt sie jedoch.
- 3. November: Ministerpräsident Paul Gautsch von Frankenthurn tritt als Folge der Teuerungsrevolte zurück. Auf das Kabinett Gautsch III folgt das Ministerium Stürgkh.

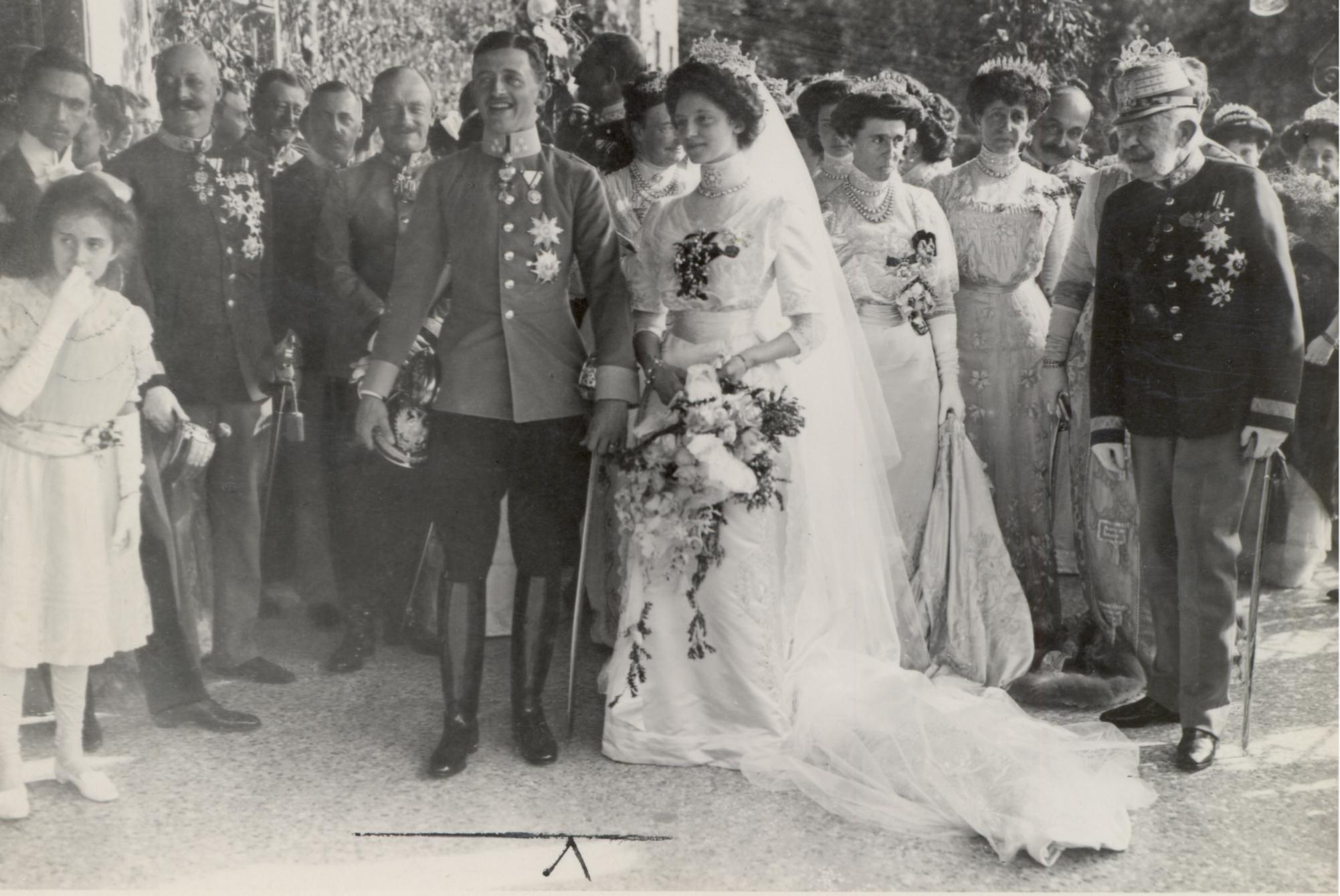
Die Hochzeit in Schwarzau am Steinfeld

- 21. Oktober: Nach der Verlobung am 13. Juni bei Lucca heiratet Erzherzog Karl, der spätere österreichische Kaiser Karl I., in Schloss Schwarzau am Steinfeld die 19-jährige Zita von Bourbon-Parma.

#### Großbritannien und seine Kolonien

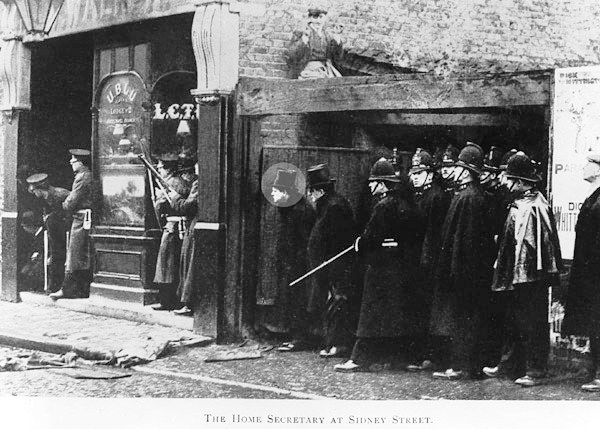
Winston Churchill (hervorgehoben) in der Londoner Sidney Street

- 3. Januar: Um Mitglieder einer Bande baltischer Anarchisten festzunehmen, riegeln Ordnungskräfte einen Wohnblock in der Sidney Street im Londoner East End ab, woraufhin – im Beisein von Innenminister Churchill – ein heftiger Schusswechsel stattfindet, bei dem die meisten Anarchisten ums Leben kommen. Fünf Personen, darunter Jacob Peters, nach der Oktoberrevolution Chef der sowjetischen Geheimpolizei, werden wegen mutmaßlicher Mitgliedschaft in der Piaktow-Bande verhaftet, jedoch allesamt im später eingeleiteten Gerichtsverfahren freigesprochen.
- 22. Juni: Das britische Königspaar George V. und Maria von Teck wird in Westminster Abbey gekrönt.

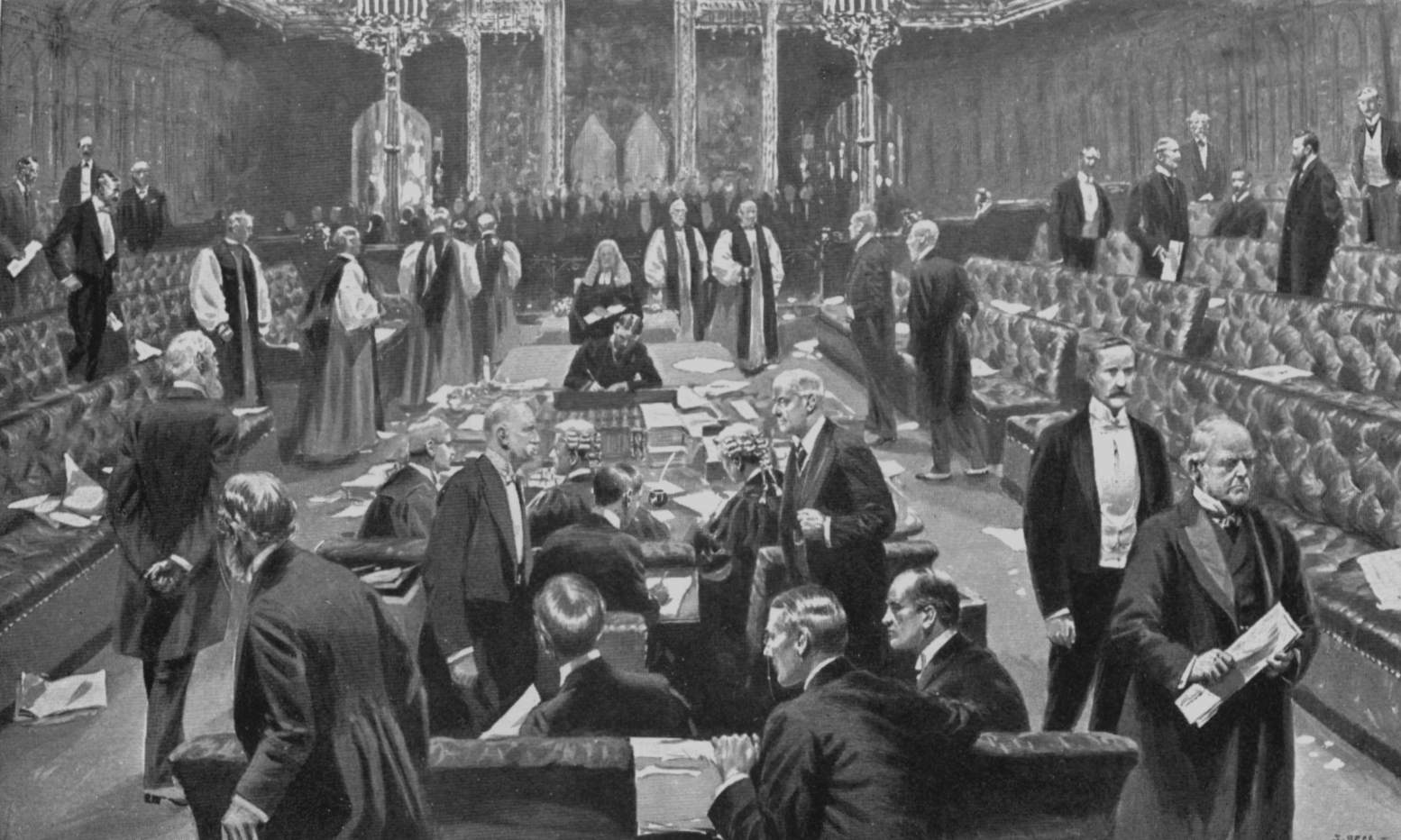
Abstimmung im House of Lords über den Parliament Act von 1911

- 10. August: Im britischen Parlament wird der Parliament Act beschlossen. Mit dem Inkrafttreten dieses Gesetzes werden die Befugnisse des House of Lords beschnitten, das vom House of Commons beschlossene Gesetze nicht mehr aufheben oder beliebig lange hinauszögern kann.
- 13. November: Beim Carlton-Club-Treffen der britischen Conservative Party im namensgebenden Londoner Carlton Club wird nach dem Rücktritt von Arthur Balfour der neue Vorsitzende der konservativen Parteifraktion im House of Commons gewählt. Aufgrund einer Pattsituation zwischen den beiden führenden Kandidaten Austen Chamberlain und Walter Long wird der Kompromisskandidat und klare Außenseiter Andrew Bonar Law zum Vorsitzenden gekürt.
- 12. Dezember: Georg V. wird auf dem Delhi Durbar zum Kaiser von Indien gekrönt. Es ist die einzige Kaiserkrönung in der Geschichte Britisch-Indiens.

#### Portugal und seine Kolonien
- 28. Mai: Die Wahl zur Verfassunggebenden Nationalversammlung, bei der erstmals alle männlichen Portugiesen wahlberechtigt sind, wird von der Republikanischen Partei gewonnen.
- 30. Juni: Der „Flaggenkrieg“ endet mit der offiziellen Einführung der rot-grünen republikanischen Flagge, die damit die blau-weiße Flagge der Monarchisten ablöst.

Die alte (seit 1830) und …
… die neue Flagge Portugals

- 21. August: Portugal erhält eine neue Verfassung.

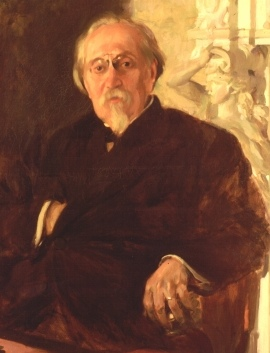
Manuel José de Arriaga

- 24. August: Manuel José de Arriaga wird auf Vorschlag von António José de Almeida gegen Bernardino Machado zum ersten verfassungsmäßigen Präsidenten der Republik Portugal gewählt.
- 4. September: João Pinheiro Chagas wird erster verfassungsmäßiger Regierungschef der neuerrichteten Republik in Portugal.
- 13. November: Sturz der Regierung Chagas in Portugal. Augusto de Vasconcelos wird neuer Regierungschef des Landes.
- 24. Dezember: Die Rebellion von Manufahi in Portugiesisch-Timor unter dem timoresischen Herrscher Boaventura beginnt.

#### Weitere Ereignisse in Europa
- 1. Januar: Marc Ruchet wird erneut Bundespräsident der Schweiz.
- 8. Januar: Monaco, die letzte absolute Monarchie in Europa, erhält unter Fürst Albert I. eine Verfassung.
- 10. März: Frankreich wechselt von der bisherigen Pariser Zeit auf die Zeitzone des Nullmeridians in Greenwich und führt die Westeuropäische Zeit ein.
- 19. März: Von Clara Zetkin initiiert wird in Dänemark, Deutschland, Österreich-Ungarn und der Schweiz erstmals ein Internationaler Frauentag begangen.
- 20. März: Mit dem Auffinden des offenbar ermordeten 12-jährigen Andrej Jušcinskij beginnt in Kiew die Beilis-Affäre. Konservative Angehörige der Organisation der Schwarzen Hundert versuchen den Mord als jüdischen Ritualmord darzustellen, obwohl alle Indizien in eine andere Richtung weisen.
- 29. März: Iwan Geschow löst Aleksandar Malinow als Ministerpräsident im Zarentum Bulgarien ab.
- Juli: Die Parti républicain-socialiste wird in Frankreich gegründet.

#### Nicaragua
- 1. Januar: Die neu konstituierte verfassungsgebende Versammlung wählt den schon seit 29. August des Vorjahres an der Macht befindlichen General Juan José Estrada zum verfassungsmäßigen Präsident von Nicaragua.
- 2. Januar: Die neue Regierung von Nicaragua wird durch die Vereinigten Staaten anerkannt.
- 8. Mai: Kriegsminister Luís Mena Solórzano wird auf Befehl von Estrada unter Arrest gestellt.
- 9. Mai: Juan José Estrada tritt zurück. Nachfolger wird der bisherige Vizepräsident Adolfo Díaz. Er wird von den USA gestützt. Emiliano Chamorro Vargas wird neuer Kriegsminister.

#### Mexiko

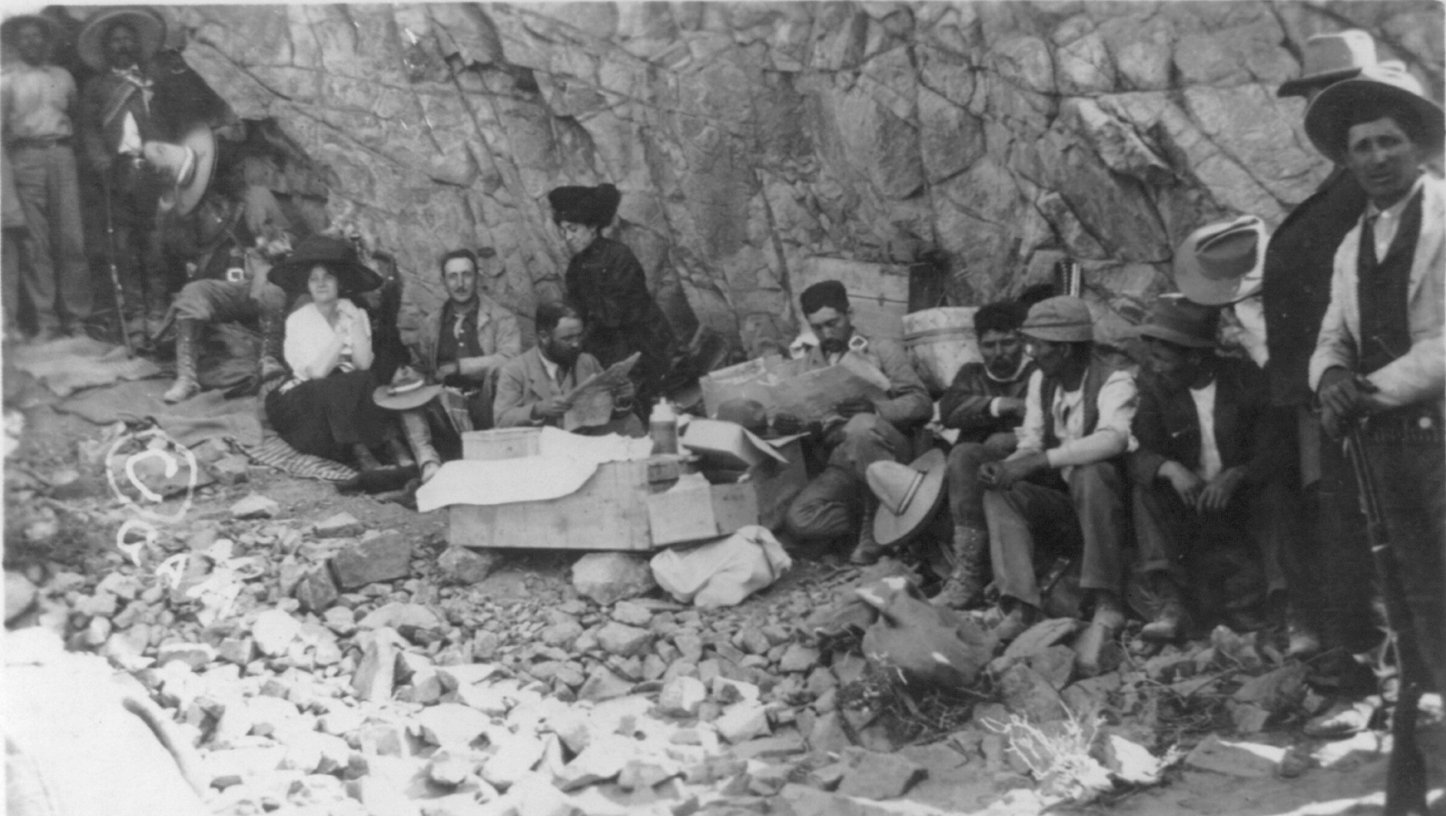
Francisco Madero, seine Frau und Rebellen; Foto aus der ersten Jahreshälfte

Mexiko-Stadt 1911

- 25. Mai: Diktator Porfirio Díaz wird im Zuge der Mexikanischen Revolution gestürzt. Er tritt zurück und flieht ins Exil nach Paris. Revolutionsführer Francisco Madero wird im Oktober zum neuen Präsidenten Mexikos gewählt. Madero belässt alle Abgeordneten und Offiziere des Díaz-Regimes in ihren Ämtern.
- 25. oder 28. November: Der Plan von Ayala, das politische Programm Emiliano Zapatas und seiner Anhänger für den weiteren Verlauf der mexikanischen Revolution, wird unterzeichnet. Hauptpunkte des Plans sind: Rücktritt Francisco Maderos als Präsident und freie Wahlen, sobald sich das Land beruhigt hat, Ernennung Pascual Orozcos zum Führer der Revolution und Emiliano Zapatas zu seinem Vertreter, Verteilung des Landes an die Bauern und Ejidos sowie die Betonung des ländlichen Charakters der mexikanischen Revolution.

#### China
- 27. April: Der Huanghuagang-Aufstand in China beginnt.
- 10. Oktober: Mit dem Wuchang-Aufstand in der Garnison von Wuchang (武昌), heute Wuhan (武漢市) bricht die Xinhai-Revolution aus und führt schließlich nach einigen Wochen zum Ende des Kaiserreichs und zur Gründung der Republik China.
- 29. Dezember: Sun Yat-sen wird zum ersten Präsidenten von China gewählt.
- 29. Dezember: In der Äußeren Mongolei erhebt sich der 8. Jebtsundamba Khutukhtu zum Bogd Khan und erklärt das Land für unabhängig.

#### Kaiserreich Indien

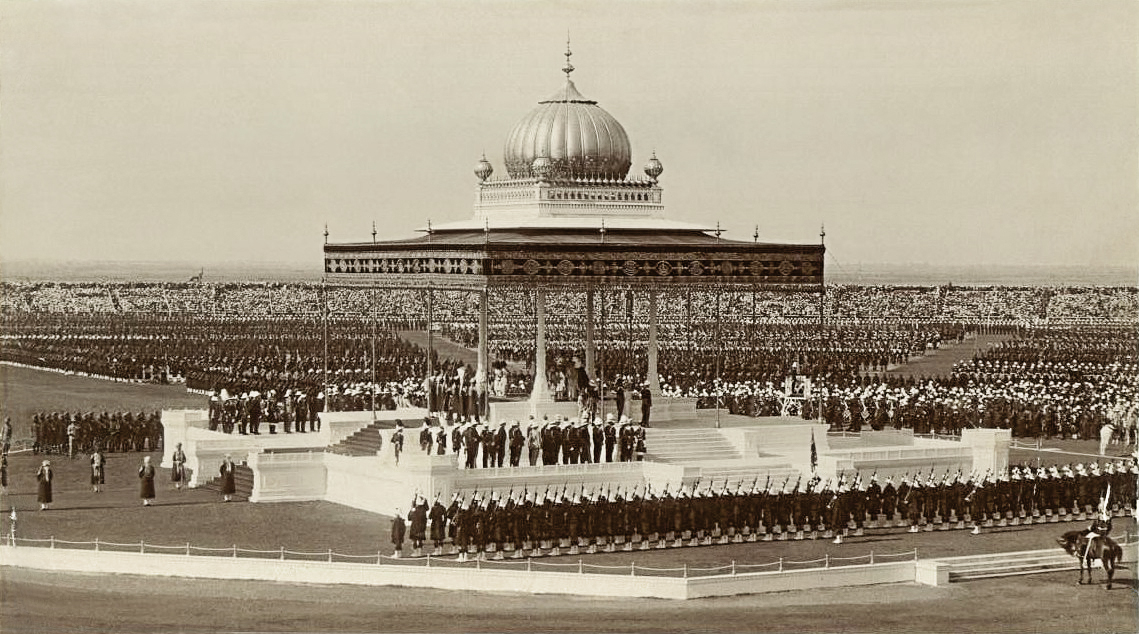
George V. und Königin Mary beim Delhi Durbar 1911

- 12. Dezember: Der britische König George V. wird in Delhi im Rahmen des einwöchigen Delhi Durbar zum Kaiser von Indien gekrönt. Der Hauptstadtsitz Britisch-Indiens wird im Rahmen der Krönungsfeierlichkeiten von Kalkutta hierher verlegt, Neu-Delhi entsteht in der Folge.
- Die 1905 erfolgte Teilung von Bengalen wird von den britischen Kolonialherren nach gewalttätigen Ausschreitungen revidiert.

#### Japan
- 24. Januar: Der Anarchist Kōtoku Shūsui und zehn weitere der Beteiligung an einer Verschwörung zur Ermordung des Kaisers für schuldig Befundene werden hingerichtet.

#### Australien
- 1. Januar: Nach dem Kompromiss über die zukünftige australischen Hauptstadt Canberra tritt New South Wales das Gebiet des Federal Capital Territory an die Zentralregierung des Australischen Bundes ab. 1913 wird mit dem Bau der Planhauptstadt begonnen.

#### Afrika
- 21. Mai: Französische Truppen marschieren in Marokko ein und besetzen Fès und Rabat. Begründet wird das mit einem Hilferuf des Sultans Mulai Abd al-Hafiz, der gerade in Auseinandersetzungen mit aufständischen Stämmen verwickelt ist. Der Sultan dementiert wenig später einen solchen Hilferuf.

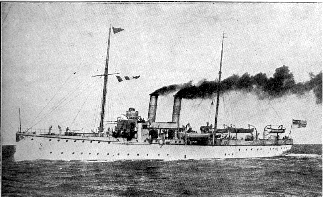
Das Kanonenboot Panther

- 1. Juli: Das nach Agadir beorderte deutsche Kriegsschiff Panther löst die Zweite Marokkokrise aus.
- 4. November: Die Zweite Marokkokrise wird durch den deutsch-französischen Marokko-Kongo-Vertrag beendet.
- In Südafrika wird der Mines and Works Act verabschiedet.
- Die Kolonialisierung des Wadai durch Frankreich wird abgeschlossen.

### Wirtschaft

#### Internationale Ausstellungen

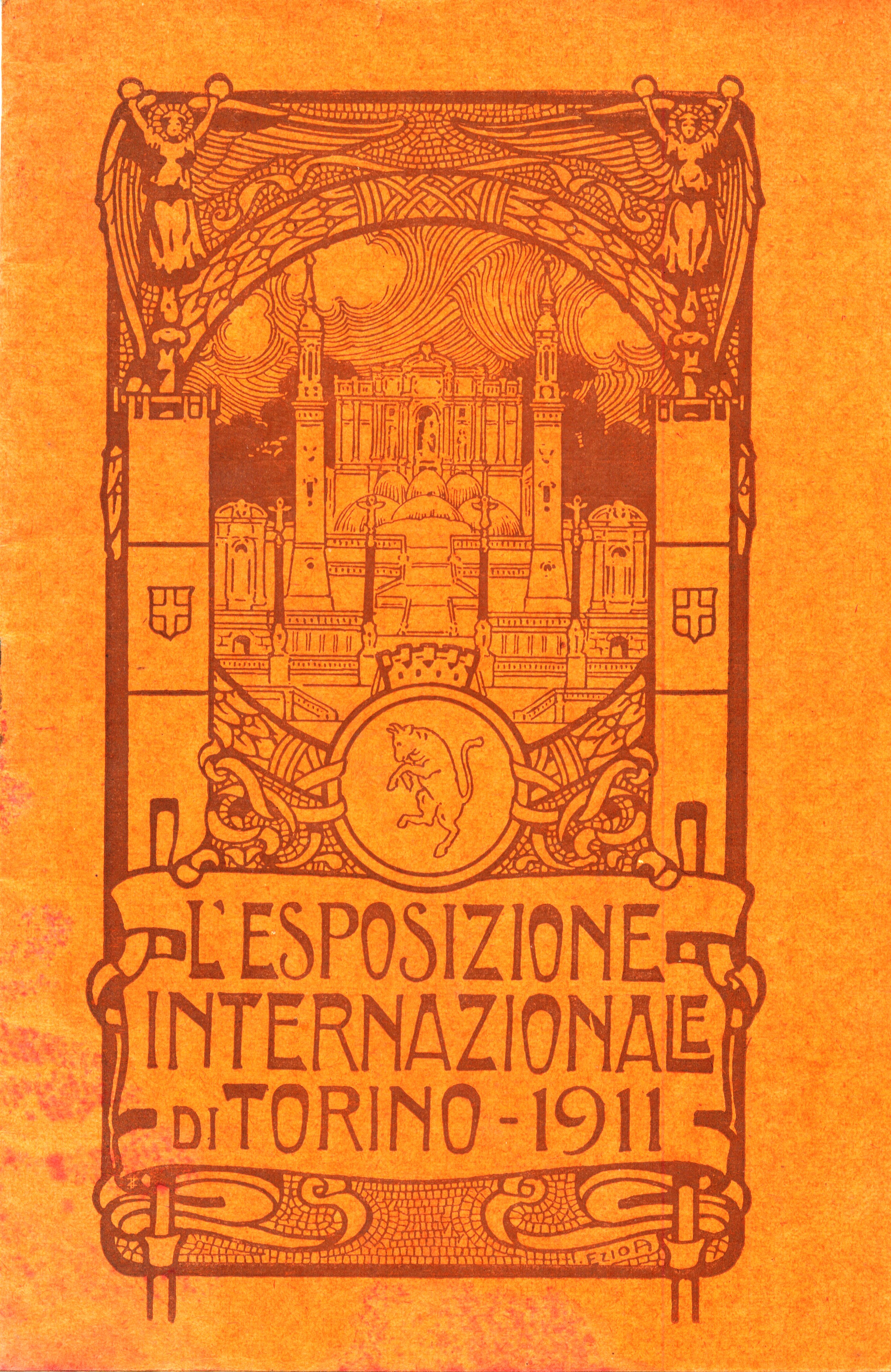
Plakat der Expo 1911 in Turin

- 29. April: König Vittorio Emanuele III. eröffnet die Esposizione internazionale dell'industria e del lavoro, die anlässlich der 50-Jahr-Feier der Vereinigung zum Königreich Italien abgehaltene Weltausstellung 1911 in Turin. Sie dauert bis zum 19. November und wird von über 7 Millionen Menschen besucht.

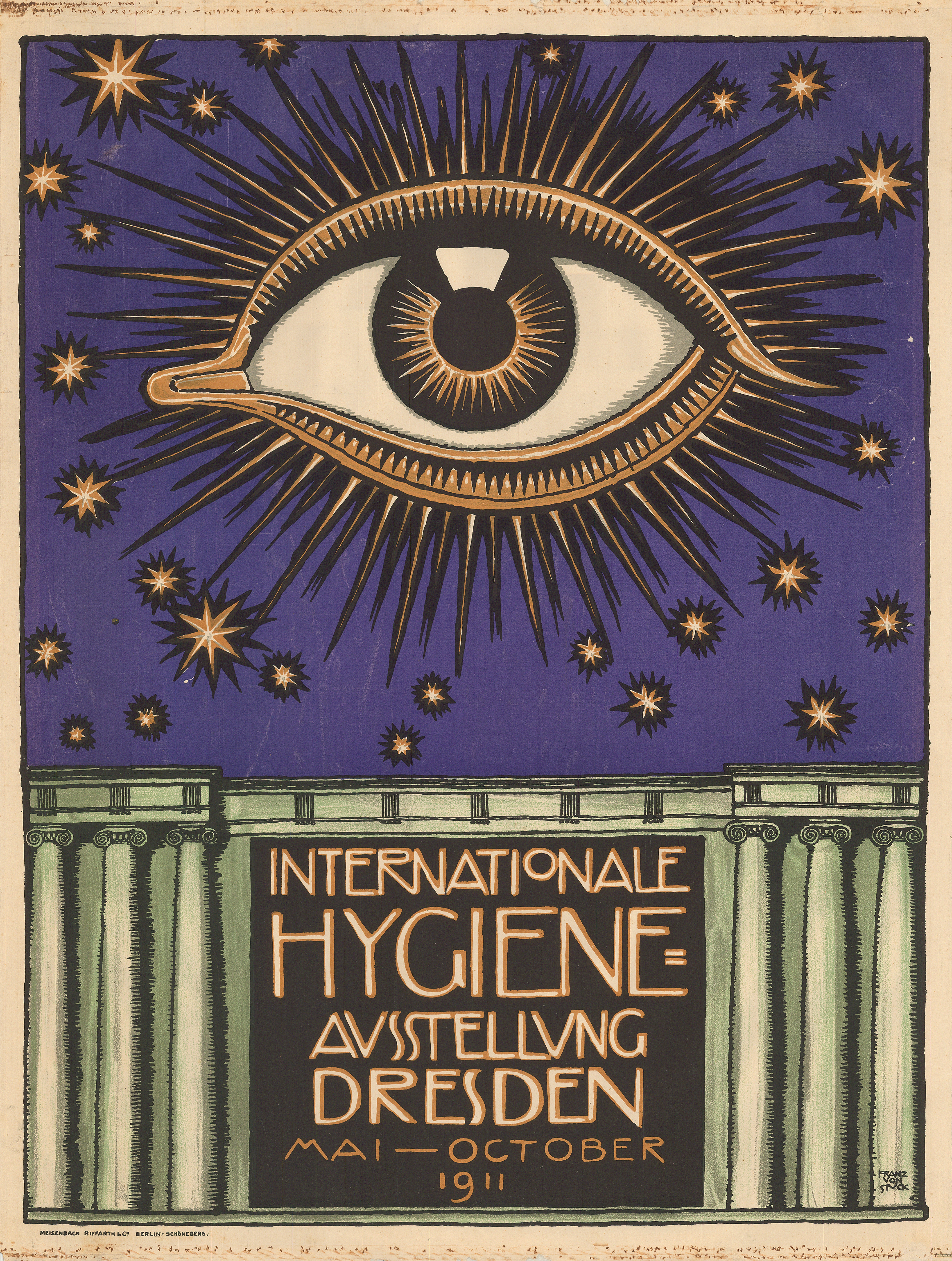
Plakat der Internationalen Hygiene-Ausstellung

- 6. Mai: Auf Anregung des Odol-Fabrikanten Karl August Lingner wird im Städtischen Ausstellungspalast in Dresden die Internationale Hygiene-Ausstellung eröffnet. Sie dauert bis zum 31. Oktober und ist mit 5,2 Millionen Personen bis heute die am stärksten besuchte Ausstellung in Dresden.

#### Firmengründungen
- 15. Juli: In La Chaux-de-Fonds gründen Eugène Blum und Alice Lévy den Uhrenhersteller Ebel. Der Markenname ist eine Wortschöpfung aus den Gründernamen Eugene Blum et Lévy. Eugène Blum ist für die technische Seite der Markenentwicklung zuständig, Alice Levy gestaltet die ästhetischen Aspekte der Ebel-Uhren.
- 3. November: Der Rennfahrer Louis Chevrolet und der Unternehmer William Durant gründen in Detroit das Automobilunternehmen Chevrolet Motor Car Company.

#### Weitere Ereignisse
- 29. März: Die Selbstladepistole Colt M1911 wird nach mehreren Testreihen als Ordonanzwaffe der US-Streitkräfte eingeführt.
- 4. Oktober: Die Gesamtstrecke der Usambarabahn in Deutsch-Ostafrika wird nach 18-jährigen Bauarbeiten in Betrieb genommen.
- Oktober: Jahrhundertjahrgang für die deutschen Winzer, der Wein wird auch als Kometenwein bezeichnet.
- 1. Dezember: Die Bahnstrecke Lampertsmühle-Otterbach–Otterberg wird für den Güterverkehr eröffnet.

### Wissenschaft und Technik

#### Antarktisforschung

##### Der Wettlauf zum Südpol

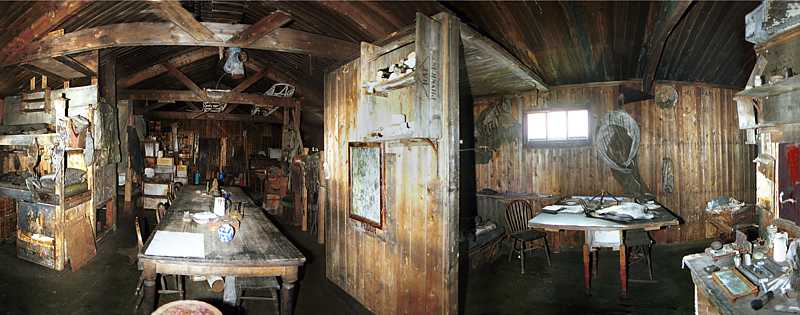
Innenraum der Terra-Nova-Hütte am Kap Evans

- 4. Januar: Robert Falcon Scott erreicht mit seiner Terra-Nova-Expedition die Ross-Insel, etwa 3 Wochen später als geplant, weil die Terra Nova 20 Tage im Packeis eingeschlossen war. Bei Kap Evans wird schließlich angelandet und neben den Expeditionsmitgliedern werden 17 Ponys, 32 Hunde, 3 Motorschlitten, von denen einer beim Entladen verloren geht, etwa 30 Tonnen Vorräte und eine komplette, vorgefertigte Hütte mit den Maßen 15 × 7,7 Meter abgeladen. Die Hütte wird bis zum 17. Januar errichtet und dient als Winterquartier.
- 14. Januar: Amundsens Südpolexpedition erreicht mit ihrem Schiff Fram wie geplant die Bucht der Wale und beginnt dort mit dem Aufbau einer Hütte und eines Zeltlagers, das am 27. Januar fertiggestellt und nach Amundsens Schiff Framheim getauft wird.
- 4. Februar: Die Terra Nova mit der „Nordgruppe“ der britischen Expedition besucht Framheim.
- 10. Februar: Amundsen und seine Begleiter beginnen mit der Anlage von Depots auf dem Weg zum Südpol, die am 11. April abgeschlossen sind.
- 15. Februar: Die Fram verlässt Framheim.

Eine Karte des Rossmeers mit den Routen der Terra Nova-Expedition (grün) und jener Amundsens (rot)

- 8. September: Amundsen bricht mit sieben Männern Richtung Südpol auf, muss jedoch bis 16. September wieder nach Framheim zurückkehren.
- 20. Oktober: Amundsen bricht mit vier Männern neuerlich Richtung Südpol auf.
- 24. Oktober: Eine motorisierte Gruppe der Terra-Nova-Expedition bricht Richtung Südpol auf, um Depots für die weiteren Teams anzulegen, die das Winterquartier in der Evans-Bucht am 31. Oktober verlassen.
- 17. November: Amundsens Expedition erreicht das Transantarktische Gebirge.
- 20. November: Amundsens Expedition erreicht den Axel-Heiberg-Gletscher.
- 4. Dezember: Scotts Expedition wird durch einen Blizzard bis zum 9. Dezember aufgehalten.
- 11. Dezember: Scotts Expedition erreicht den Beardmore-Gletscher und überquert ihn bis zum 20. Dezember.
- 14. Dezember: Roald Amundsen und seine vier Begleiter Helmer Hanssen, Olav Bjaaland, Oscar Wisting und Sverre Hassel erreichen als erste Menschen den geographischen Südpol und gründen das Camp Polheim.
- 18. Dezember: Amundsen und seine Begleiter beginnen mit dem Rückweg nach Norden.

##### Weitere Antarktisexpeditionen

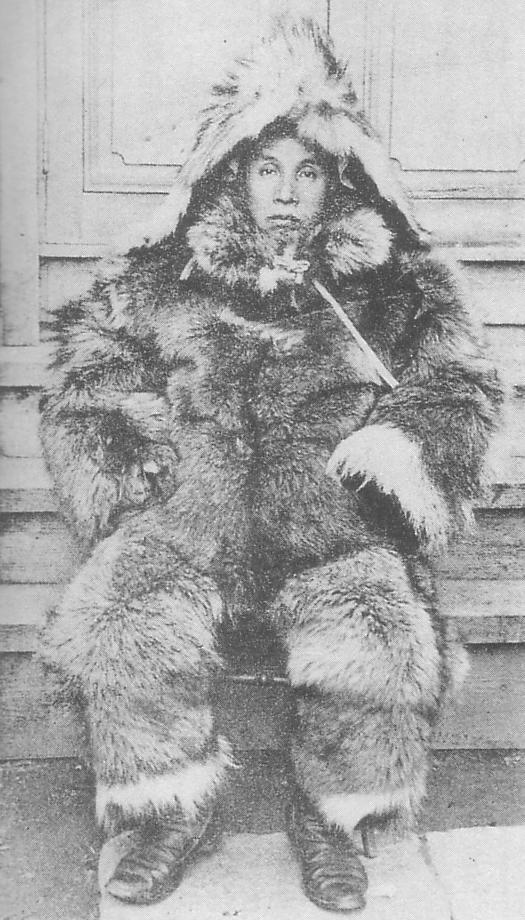
Shirase Nobu, der Führer der Japanischen Antarktisexpedition von 1910 bis 1912

- 26. Februar: Die am 11. Februar von Neuseeland aus gestartete japanische Antarktisexpedition unter Shirase Nobu auf der Kainan Maru erreicht die Antarktis. Wegen des schlechten Wetters und Packeisbildung muss sie jedoch bald umkehren und erreicht am 1. Mai Sydney in Australien, wo die Mitglieder der Expedition ohne Mittel festsitzen und den Spott der Presse über sich ergehen lassen müssen. Erst mit der Unterstützung des Australiers Tannatt William Edgeworth David kann eine neue Expedition ausgerüstet werden, die am 19. November Sydney verlässt. Eine Landung gelingt jedoch während des ganzen restlichen Jahres nicht.
- 4. Mai: Unter dem Kommando von Wilhelm Filchner verlässt die Deutschland Bremerhaven auf dem Weg in Richtung Antarktis. Nach einem Zwischenstopp in Buenos Aires nimmt die Zweite Deutsche Antarktisexpedition am 4. Oktober Kurs auf Südgeorgien, das am 18. Oktober erreicht wird. Nach einem Forschungsaufenthalt in Grytviken bricht die Deutschland-Expedition am 1. Dezember ins Weddell-Meer auf, wobei ihre Route sie an den Südsandwichinseln vorbei führt. Dort wird unter anderem das heute so genannte Filchner-Ronne-Schelfeis entdeckt, die zweitgrößte permanente Eisdecke in der Antarktis.
- 2. Dezember: Die Australasiatische Antarktisexpedition läuft mit dem Schiff Aurora unter der Leitung des australischen Geologen Douglas Mawson von Hobart in Richtung Macquarie-Insel aus, wo sie am 11. Dezember ankommt, nachdem man stürmische Wetterverhältnisse überstanden hat. Ein zweites Schiff, die Toroa, folgt mit Lebensmitteln und Passagieren. Am 23. Dezember verlässt die Aurora die Macquarie-Insel und beginnt, die Küstengebiete zu erforschen.

#### Arktisforschung
- Oktober: Auf der Suche nach dem verschollenen Polarforscher Ejnar Mikkelsen bricht Knud Rasmussen in Begleitung des Grönländers Qulutanguaq vom Handelsposten Thule in Nordgrönland zur Melville-Bucht auf. Im nächsten Jahr führt er die Erste Thule-Expedition mit demselben Ziel nach Nordostgrönland.

#### Physik
- Ernest Rutherford stellt im Frühjahr sein Atommodell (mit Hülle und Kern) vor.
- 8. April: Heike Kamerlingh Onnes entdeckt beim Abkühlen von Quecksilber mit flüssigem Helium den Effekt der Supraleitung, bei dem Metall seinen elektrischen Widerstand vollständig verliert.

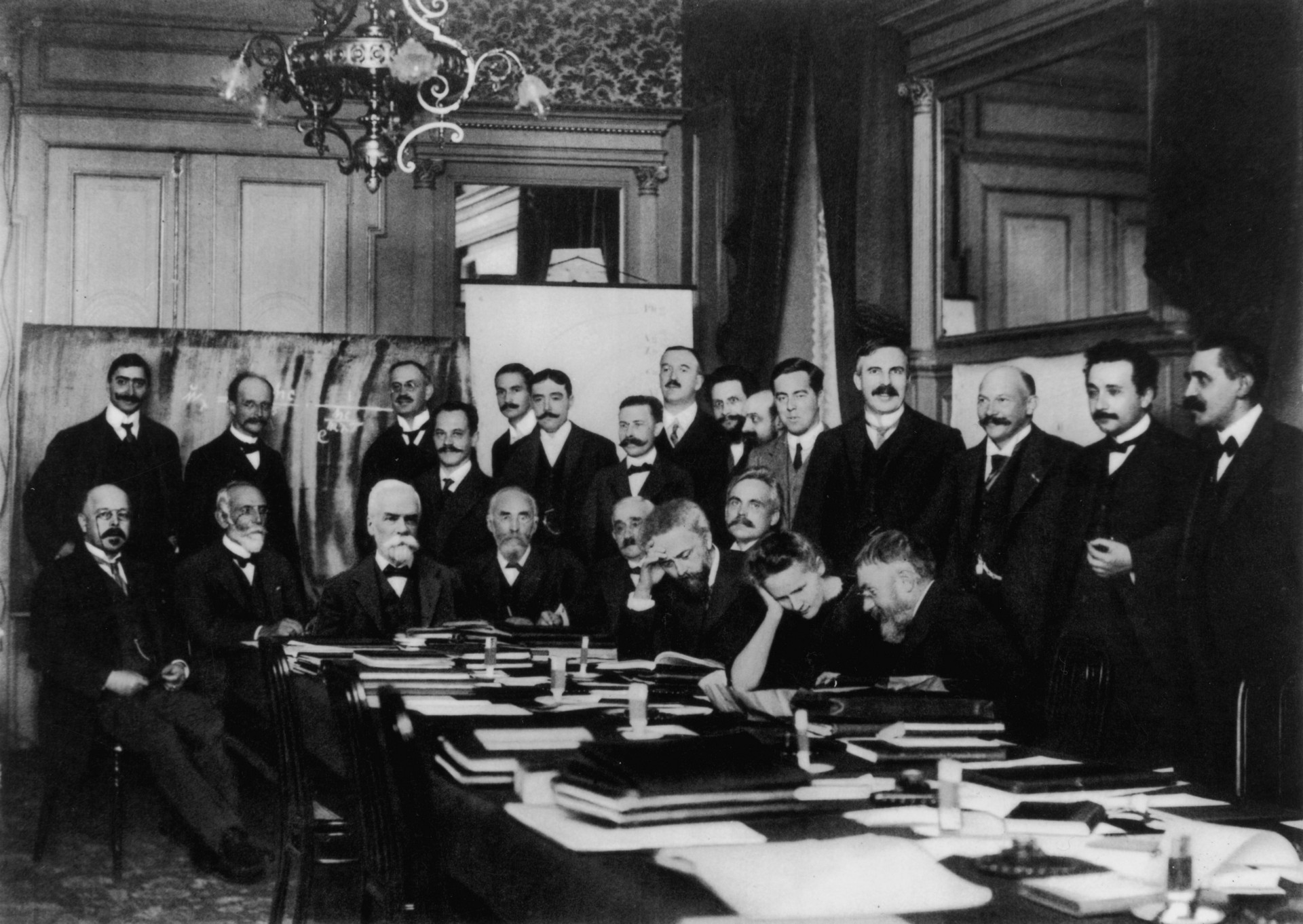
Die Teilnehmer der ersten Solvay-Konferenz

- 30. Oktober bis 3. November: Die vom belgischen Großindustriellen und Amateurforscher Ernest Solvay organisierte erste Solvay-Konferenz mit dem Thema Theorie der Strahlung und Quanten wird unter dem Vorsitz von Hendrik Antoon Lorentz in Brüssel abgehalten.

#### Luftfahrt

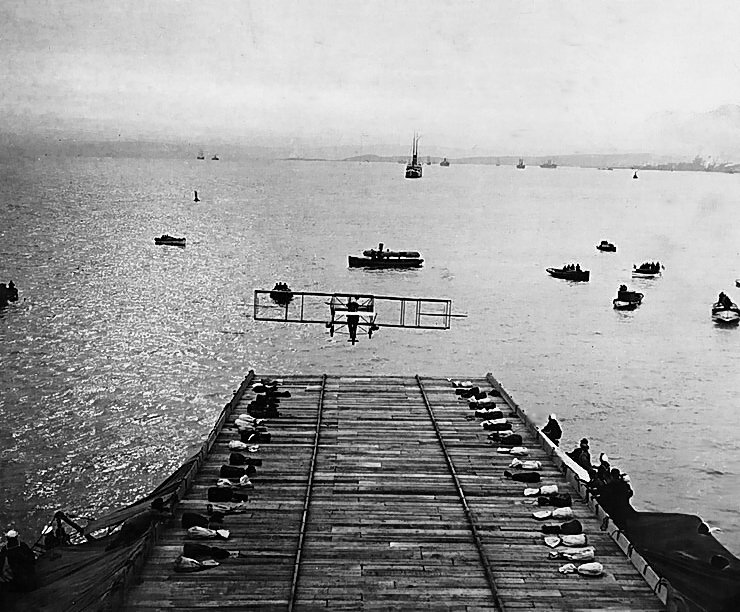
Landung auf der USS Pennsylvania

- 18. Januar: Dem Flugpionier Eugene Burton Ely gelingt – zwei Monate nach dem ersten erfolgreichen Start – erstmals auch die Landung auf einem Schiff, auf einer Plattform des schweren Kreuzers USS Pennsylvania. Dabei kommt das bis heute verwendete Fanghakensystem von Hugh Robinson zur Anwendung.

Glenn Curtiss

- 26. Januar: Dem US-amerikanischen Luftfahrtpionier Glenn Curtiss gelingt erstmals ein Start mit einem Wasserflugzeug.
- 18. Februar: Der französische Pilot Henri Pequet absolviert in Indien den ersten offiziellen Postbeförderungsflug. Er transportiert mit seinem Doppeldecker 6000 Briefe und Postkarten von Allahabad ins acht Kilometer entfernte Naini.
- 12. April: In rund vier Stunden befliegt als erster Mensch der Franzose Pierre Prier die rund 400 km lange Strecke von London nach Paris.
- 19. August: Das erste Frachtflugzeug ist in Deutschland geflogen. Ein Harlan-Eindecker transportierte druckfrische Exemplare der Berliner Morgenpost von Berlin-Johannisthal nach Frankfurt an der Oder.[1]
- 13. September: Melli Beese absolviert an ihrem 25. Geburtstag mit einer Rumpler-Taube die vorgeschriebenen Runden und Figuren zum Erwerb einer Pilotenlizenz und erhält danach als erste Frau in Deutschland die „Flugzeugführerlizenz“.

#### Astronomie

##### Liste der 1911 entdeckten Asteroiden
| Nr. und Name      | Durchmesser (km) | Datum der Entdeckung | Entdecker             |
| ----------------- | ---------------- | -------------------- | --------------------- |
| (708) Raphaela    | 21,4             | 3. Februar           | Joseph Helffrich      |
| (709) Fringilla   | 96,6             | 3. Februar           | Joseph Helffrich      |
| (710) Gertrud     | 26,8             | 28. Februar          | Johann Palisa         |
| (711) Marmulla    | ?                | 1. März              | Johann Palisa         |
| (712) Boliviana   | 127,6            | 19. März             | Gustav Witt           |
| (713) Luscinia    | 105,5            | 18. April            | Joseph Helffrich      |
| (714) Ulula       | 39,2             | 18. Mai              | Joseph Helffrich      |
| (715) Transvaalia | 28,6             | 22. April            | Harry Edwin Wood      |
| (716) Berkeley    | 21,3             | 30. Juli             | Johann Palisa         |
| (717) Wisibada    | 31,0             | 26. August           | Franz Kaiser          |
| (718) Erida       | 72,9             | 29. September        | Johann Palisa         |
| (719) Albert      | ?                | 3. Oktober           | Johann Palisa         |
| (720) Bohlinia    | 33,7             | 18. Oktober          | Franz Kaiser          |
| (721) Tabora      | 76,1             | 18. Oktober          | Franz Kaiser          |
| (722) Frieda      | ?                | 18. Oktober          | Johann Palisa         |
| (723) Hammonia    | 35,7             | 21. Oktober          | Johann Palisa         |
| (724) Hapag       | ?                | 21. Oktober          | Johann Palisa         |
| (725) Amanda      | 21,5             | 21. Oktober          | Johann Palisa         |
| (726) Joëlla      | 44,0             | 22. November         | Joel Hastings Metcalf |

#### Lehre und Forschung
- 11. Januar: In Berlin wird die Kaiser-Wilhelm-Gesellschaft zur Förderung der Wissenschaften e. V., Vorläufer der späteren Max-Planck-Gesellschaft, gegründet.
- 9. März: Die republikanische Regierung gründet per Dekret die 1537 aufgelöste Universität Lissabon neu. In der Universitätsverfassung werden am 19. April die Medizinisch-Chirurgische Hochschule Lissabon, die Pharmazeutische Hochschule, die Polytechnische Hochschule und die Fortgeschrittenen Kurse für Literaturwissenschaft in Fakultäten der neuen Universität umgewandelt.
- 17. Juni: In Reykjavík wird die Universität Island gegründet. Erster Rektor ist Björn Magnússon Ólsen.

#### Sonstiges
- 27. Januar: In Pistian wird die letzte Schiffmühle auf der Elbe abgerissen.
- 18. Februar: Ein Erdbeben verursacht einen Bergsturz im Pamir-Gebirge, der den heute 55,8 km langen Saressee entstehen lässt.

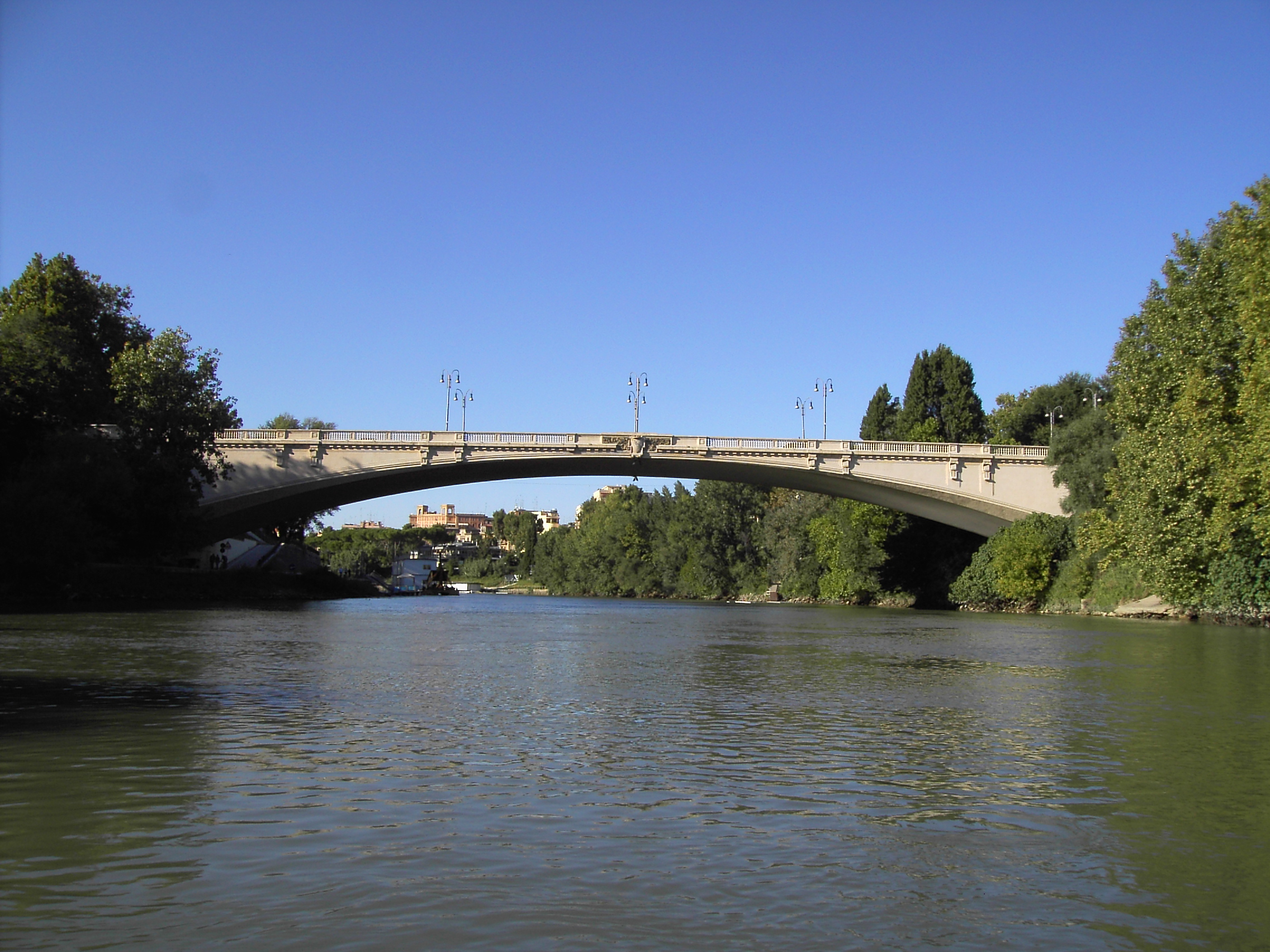
Ponte del Risorgimento

- Frühjahr: Anlässlich des 50. Jahrestages des Risorgimento wird in Rom der Ponte del Risorgimento über den Tiber eröffnet. Er ist die erste Eisenbetonbrücke Italiens und hat bei ihrer Eröffnung die größte Spannweite aller Betonbogenbrücken.

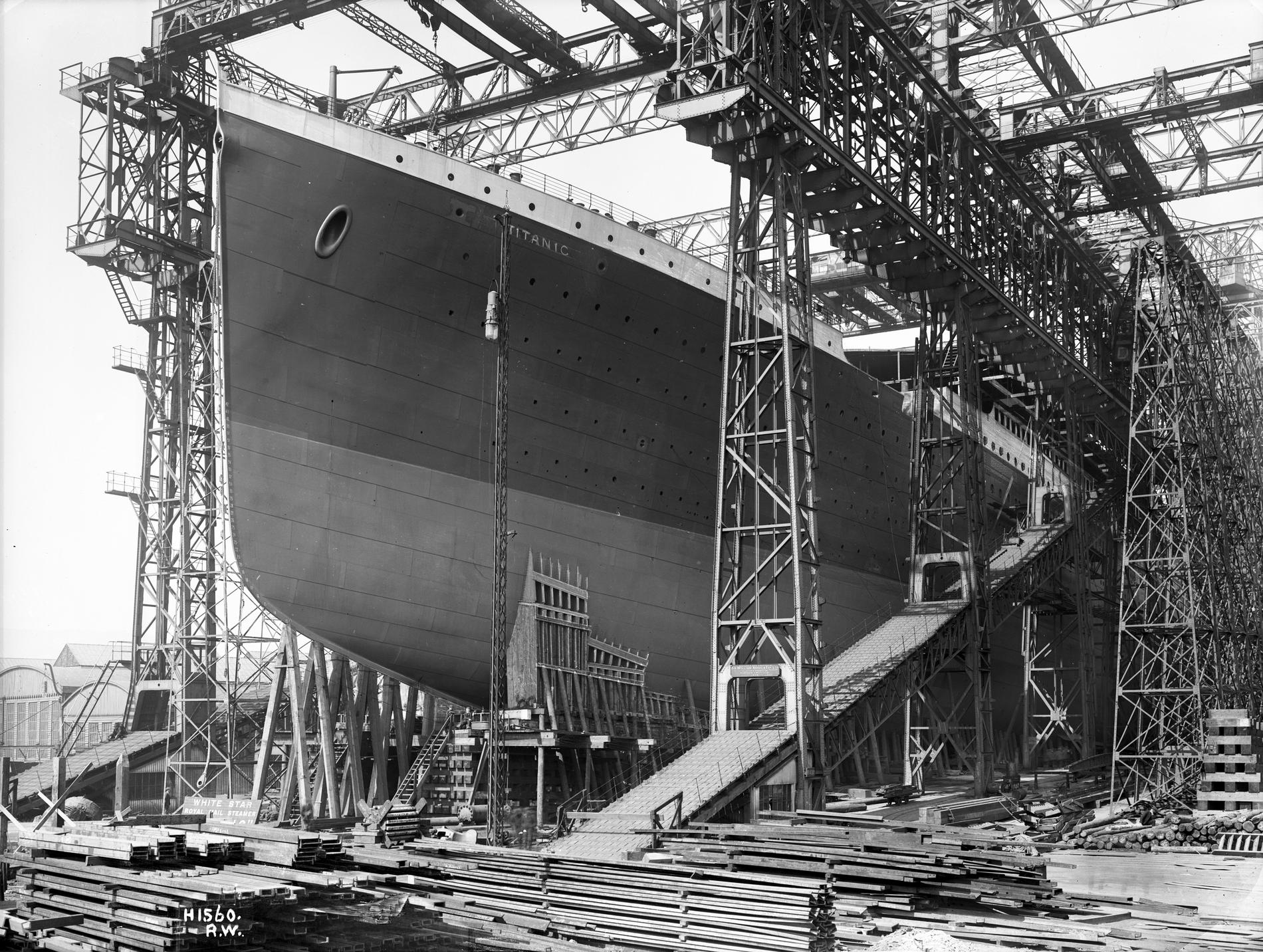
Die Titanic kurz vor dem Stapellauf

- 31. Mai: Die Titanic hat in Belfast auf der Werft von Harland & Wolff ihren Stapellauf. Anschließend wird die fertiggestellte Olympic der White Star Line übergeben. Letztere startet am 14. Juni ihre Jungfernfahrt.
- 24. Juli: Eine von Hiram Bingham geleitete Expedition der Yale University stößt in Peru durch Zufall auf die Ruinen der Inkastadt Machu Picchu.
- 7. September: Der alte Elbtunnel in Hamburg wird eingeweiht.
- 11. September: Die Küstenfunkstelle Swinemünde, später Rügen Radio, wird eröffnet.
- 4. November: Das erste Hochseeschiff mit Dieselmotor, die Selandia, läuft in Kopenhagen vom Stapel.
- 16. November: In Cambridge begegnen einander erstmals die Philosophen Bertrand Russell und Ludwig Wittgenstein, woraus sich bald eine intensive Zusammenarbeit ergibt.
- Im Deutschen Museum wird der erste Fernsehapparat der Welt aufgestellt.
- Joseph John Thomson baut den ersten Massenspektrographen.

### Kultur

#### Architektur und Denkmalbau
- 5. März: Kaiser Franz Joseph I. eröffnet in Wien das Haus der Industrie. Der späthistoristische Prachtbau wurde nach Plänen des Architekten Karl König errichtet. In seinem Inneren befindet sich der ursprünglich erste Paternosteraufzug in Österreich von Anton Freissler.
- 4. Juni: Das Denkmal Monumento a Vittorio Emanuele II wird in Rom in Erinnerung an den 50. Jahrestag der Einigung Italiens eingeweiht.
- 12. Juli: Das Fritz-Reuter-Denkmal in Stavenhagen von Bildhauer Wilhelm Wandschneider wird enthüllt.

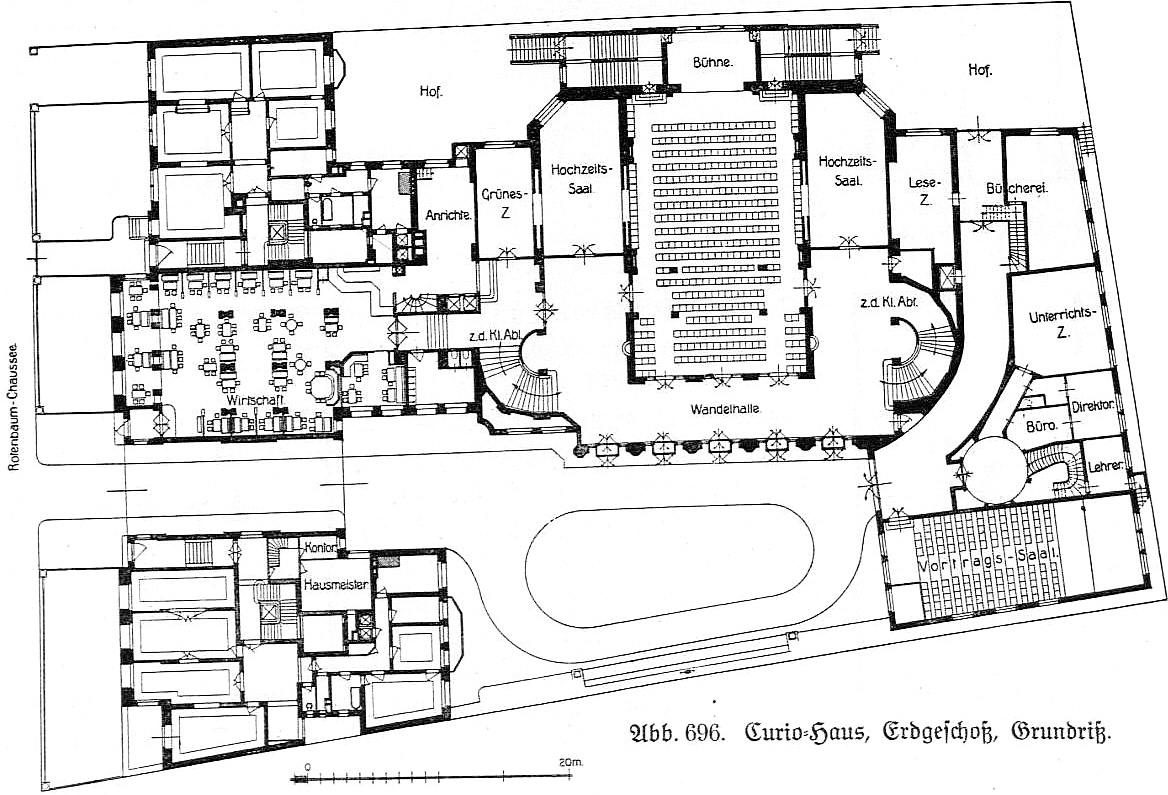
Grundriss des Curiohauses bei seiner Fertigstellung

- Das Curiohaus in Hamburg wird fertiggestellt, nach einem Entwurf des Architekten Johann Emil Schaudt für die Gesellschaft der Freunde des vaterländischen Schul- und Erziehungswesens errichtet und nach dem Gründer dieser Gesellschaft, Johann Carl Daniel Curio, benannt.

#### Bildende Kunst

Karikatur zum Bremer Künstlerstreit

- Januar: Weil Gustav Pauli, wissenschaftlicher Leiter von Der Kunstverein in Bremen, das Bild Mohnfeld von Vincent van Gogh für die Kunsthalle Bremen gekauft hat, erscheint in den Bremer Nachrichten ein „Mahnwort“. Das ist der Anstoß für den Bremer Künstlerstreit.
- 25. März: Mit einer Ausstellung der Vereinigung deutsch-mährischer bildender Künstler wird in Brünn das Kaiser-Franz-Josephs-Jubiläums-Künstlerhaus eröffnet.
- 17. April: Im Bremer Künstlerstreit erscheint die 80-seitige Broschüre Ein Protest deutscher Künstler von Carl Vinnen und anderen. Im Juni erscheint eine Antwortschrift unter dem Titel Im Kampf um die Kunst. Die Antwort auf den „Protest deutscher Künstler“.
- 21. August: Das Bildnis der Mona Lisa wird von dem 31-jährigen italienischen Anstreicher Vincenzo Peruggia aus dem Louvre gestohlen.
- Oktober: Lovis Corinth malt in Öl auf Leinwand das Porträt Carl Hagenbeck mit dem Walroß Pallas. Wenige Monate später erleidet er im Dezember einen Schlaganfall.

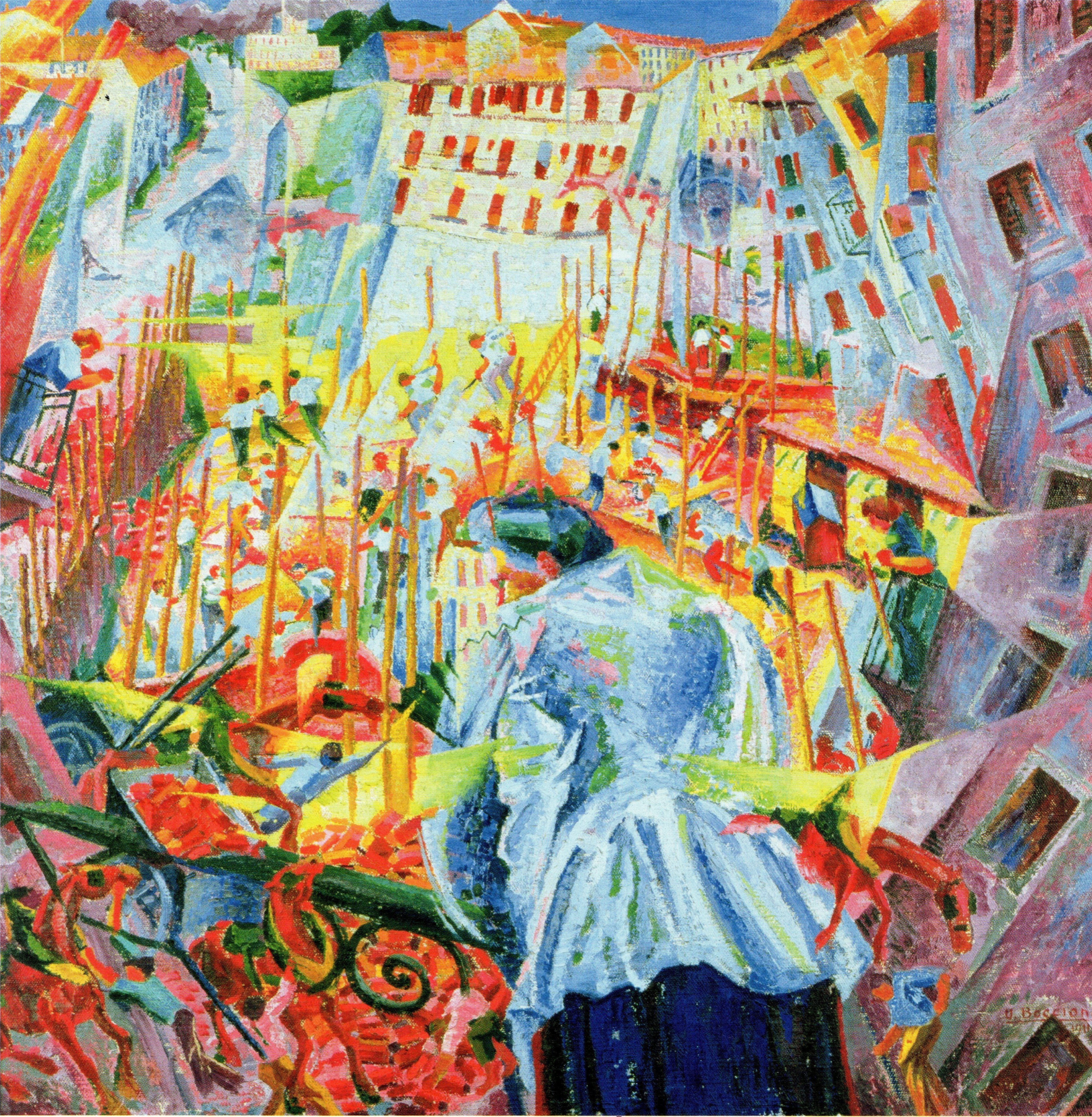
La strada entra nella casa

- November/Dezember: Umberto Boccioni malt nach einem Parisaufenthalt das Bild La strada entra nella casa und betitelt es vorerst schlicht Balkon.
- 2. Dezember: Nach einem von ihm provozierten Streit verlässt Wassily Kandinsky die Neue Künstlervereinigung München und gründet mit Franz Marc die Künstlervereinigung Der Blaue Reiter.

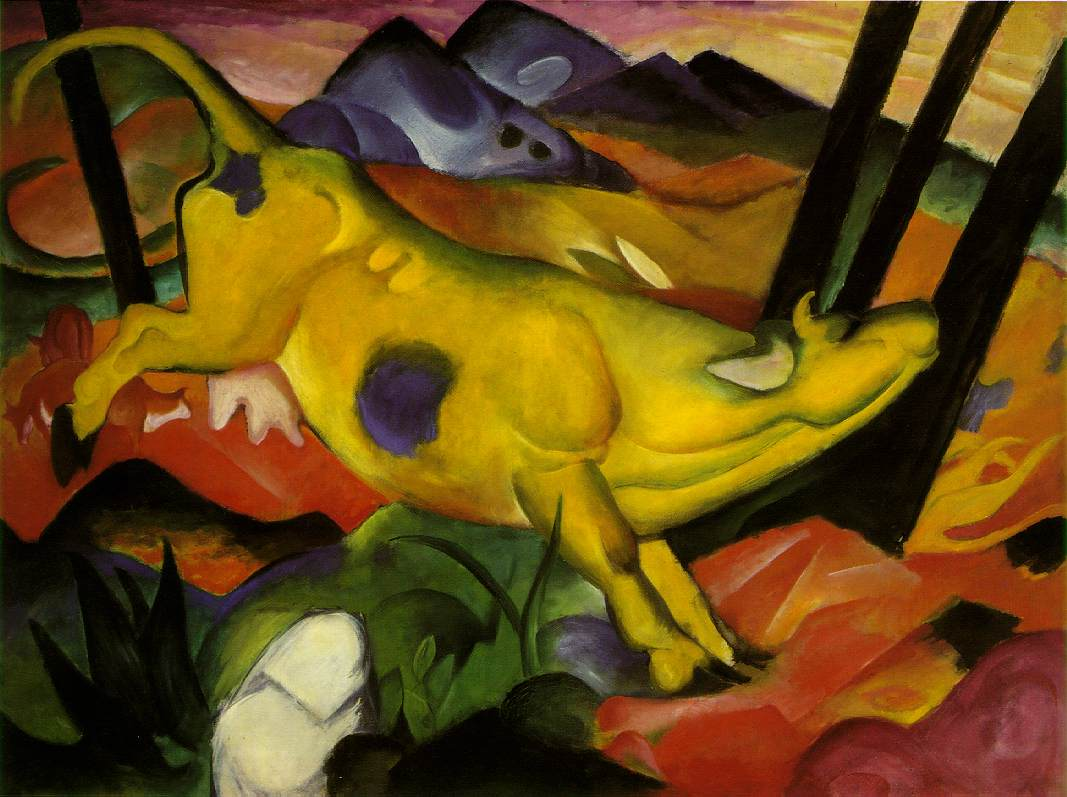
Die gelbe Kuh, Öl auf Leinwand

- 18. Dezember: Nach dem Auseinanderbrechen der Neuen Künstlervereinigung München werden am gleichen Tag sowohl deren letzte Ausstellung als auch die erste der Redaktion des Blauen Reiters eröffnet, auf der unter anderem Franz Marc seine Gemälde Blaues Pferd, Pferde in Landschaft und Die gelbe Kuh zeigt.
- Herwarth Walden prägt den Begriff Expressionismus.
- Der Kubismus spaltet sich in Salonkubisten und Galeriekubisten.

#### Film
- 28. Januar: Das Stummfilmdrama Das Liebesglück der Blinden von Curt A. Stark und Heinrich Bolten-Baeckers nach dem Drehbuch von Rosa Porten hat seine Uraufführung. Es gilt als der erste deutsche Film mit einer in sich geschlossenen Handlung überhaupt. Für die nicht namentlich genannte Hauptdarstellerin Henny Porten bedeutet es den Aufstieg zum ersten deutschen Kinostar.
- 21. Oktober: Der älteste erhaltene österreichische Spielfilm erscheint in den Kinos: Der Müller und sein Kind mit Max Bing in der Hauptrolle.
- 1. November: Die Oesterreichisch-Ungarische Kinoindustrie Ges.m.b.H. wird in Wiener Kunstfilm GmbH umbenannt, welche in den folgenden Jahren die führende österreichische Stummfilmproduktionsfirma wird.

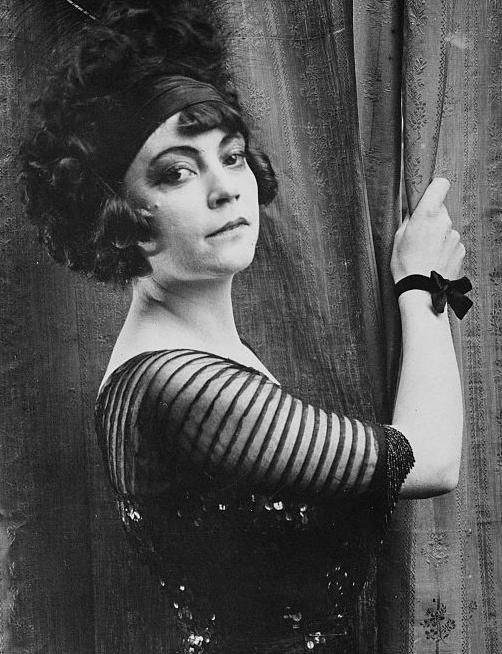
Asta Nielsen am Set von Der schwarze Traum

- Der dänische Regisseur Urban Gad dreht in Deutschland und Dänemark zahlreiche Spielfilme, darunter Heißes Blut, Nachtfalter, Der schwarze Traum, Im großen Augenblick, Der fremde Vogel und Die Verräterin. In allen diesen Filmen spielt Asta Nielsen die weibliche Hauptrolle.
- Die Geschichte der Wochenschau in Österreich beginnt, als die Wiener Kunstfilm erstmals regelmäßig wöchentlich neue Berichte aus Wien und anderen Teilen der Österreichisch-Ungarischen Monarchie bringt. Auch im Deutschen Reich werden erstmals eigene Wochenschauen produziert.
- David Horsley eröffnet das erste Filmstudio in Hollywood, die Nestor Motion Picture Company.

#### Mode
- Das Korsett wird zunehmend aus der Frauenmode entfernt.
- Der französische Modeschöpfer Paul Poiret entwirft den sogenannten „Humpelrock“.
- In Paris kommt gleichzeitig das Hosenkleid in Mode.

#### Musik und Theater
- 13. Januar: Am Berliner Lessingtheater wird Gerhart Hauptmanns Tragikomödie Die Ratten uraufgeführt.

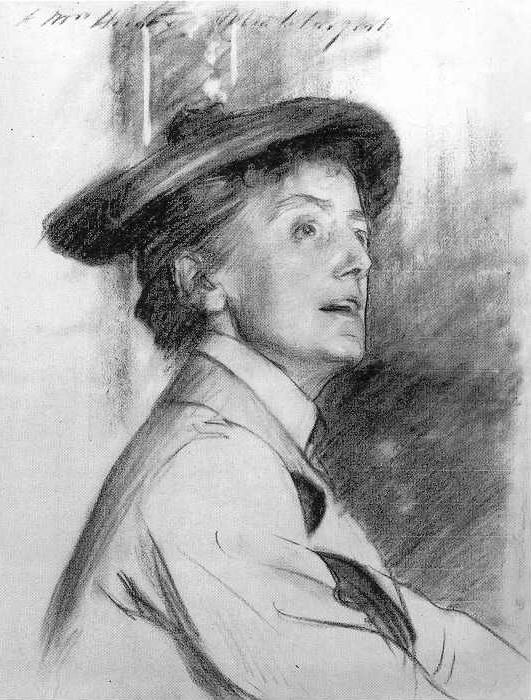
John Singer Sargent: Dame Ethel Smyth

- 21. Januar: The March of Women von Ethel Smyth wird in der Pall Mall in London uraufgeführt. Eine weitere Aufführung erfolgt am 23. März in der Royal Albert Hall, von wo aus das Lied eine rasche Verbreitung in England erfährt, und zur Hymne der englischen Suffragettenbewegung wird.
- 26. Januar: Die Oper Der Rosenkavalier von Richard Strauss hat ihre Uraufführung in der Dresdner Hofoper. Dem Werk mit dem Libretto des österreichischen Schriftstellers Hugo von Hofmannsthal, dessen Titel bis zum Schluss umstritten war, ist ein überwältigender Erfolg beschieden.
- 15. Februar: Die Uraufführung des Lustspiels Die Hose von Carl Sternheim löst einen Skandal aus. Das Lustspiel enthält ätzenden Spott gegen das deutsche Spießbürgertum und wird zeitweilig verboten.
- 25. März: Uraufführung der Operette Grigri von Paul Lincke am Metropol-Theater in Köln.
- 28. März: Die komische Oper Der Jahrmarkt von Sorotschinzy von Modest Petrowitsch Mussorgski nach einer Erzählung von Nikolai Wassiljewitsch Gogol wird dreißig Jahre nach dessen Tod in Sankt Petersburg uraufgeführt.
- 19. Mai: Uraufführung des Einakters Die spanische Stunde von Maurice Ravel an der Opéra-Comique in Paris. Publikum und Kritik lehnen die „musikalische Komödie“ ab.
- 22. Mai: Die Uraufführung von Le Martyre de Saint Sébastien (Das Martyrium des Heiligen Sebastian), einem „Mysterium in fünf Akten“ von Gabriele D’Annunzio, am Théâtre du Châtelet in Paris gerät zu einem Skandal. Der Erzbischof von Paris, Léon-Adolphe Amette, verbietet allen Katholiken den Besuch der Vorstellungen wegen der Darstellung des Heiligen durch Ida Rubinstein, eine exaltierte freizügig bekleidete Tänzerin.
- 2. Juni: Die Oper Isabeau von Pietro Mascagni wird unter der Leitung des Komponisten am Teatro Colón in Buenos Aires uraufgeführt. Das Libretto der leggenda drammatica in drei Akten stammt von Luigi Illica. Als Inspiration diente die Geschichte von Lady Godiva. Die Oper wird schnell populär und inspiriert eine Reihe anderer Opern nach Legenden.

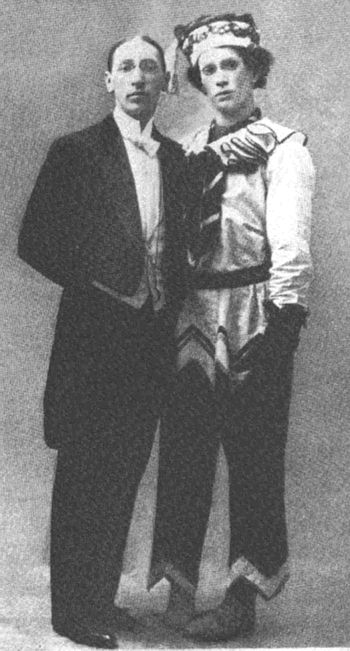
Vaslav Nijinsky als Petruschka der Uraufführung (mit Igor Strawinski links)

- 13. Juni: Mit Vaslav Nijinsky in der Titelrolle wird in Paris Igor Strawinskys Ballett Petruschka uraufgeführt. Die pantomimische Choreographie stammt von Michel Fokine, die Kostüme und das Bühnenbild von Alexander Benois.
- 14. Oktober: Die Tragikomödie Das weite Land von Arthur Schnitzler wird gleichzeitig an mehreren Bühnen im deutschsprachigen Raum uraufgeführt.
- 20. November: Ein halbes Jahr nach dem Tod des Komponisten wird in München Gustav Mahlers Das Lied von der Erde unter der Leitung von Bruno Walter uraufgeführt. Unter Vermeidung des Wortes Sinfonie hat Mahler das Werk als „sinfonischen Liederzyklus“ bezeichnet, aus Angst, eine 9. Sinfonie könnte – wie bei seinen Vorbildern Ludwig van Beethoven und Anton Bruckner – seine letzte sein.
- 23. November: An der Volksoper Wien wird das musikalische Schauspiel Der Kuhreigen von Wilhelm Kienzl unter der Regie von Rainer Simons uraufgeführt. Das Libretto stammt von Richard Batka frei nach der Novelle Die kleine Blanchefleur von Rudolf Hans Bartsch.
- 24. November: Am Theater an der Wien in Wien erfolgt die Uraufführung der Operette Eva von Franz Lehár mit dem Libretto von Alfred Maria Willner und Robert Bodanzky.
- 1. Dezember: Hugo von Hofmannsthals Theaterstück Jedermann wird im Berliner Zirkus Schumann unter der Regie von Max Reinhardt uraufgeführt.
- 23. Dezember: Am Carltheater in Wien wird die Operette Alt-Wien nach Musik von Joseph Lanner, zusammengestellt und bearbeitet von Emil Stern, uraufgeführt. Das Libretto verfassten Gustav Kadelburg, Julius Wilhelm und M. A. Weikone.
- 23. Dezember: In der Olympia Hall in London wird Das Mirakel von Karl Gustav Vollmoeller mit der Musik von Engelbert Humperdinck in der Inszenierung von Max Reinhardt welturaufgeführt.
- Eröffnung der Münchner Kammerspiele

#### Sonstiges
- 5. Januar: Der Bioparco Rom wird eröffnet. Der Zoo für die italienische Hauptstadt ist vom Tierhändler Carl Hagenbeck nach Hamburger Vorbild konzipiert.
- 28. Mai: In Stuttgart erfolgt die Eröffnung des Linden-Museums, heute eines der größten Völkerkundemuseen Europas.
- 1. August: In München wird der Tierpark Hellabrunn eröffnet.

### Gesellschaft
- 13. Januar: Ein arbeitslos gewordener Marinekoch sticht im Amsterdamer Rijksmuseum auf Rembrandts Gemälde Die Nachtwache mit einem Messer ein.

### Religion
- 24. Mai: Mit der Enzyklika Iamdudum in Lusitania brandmarkt Papst Pius X. die in Portugal durchgeführte Trennung von Kirche und Staat als Verbrechen.

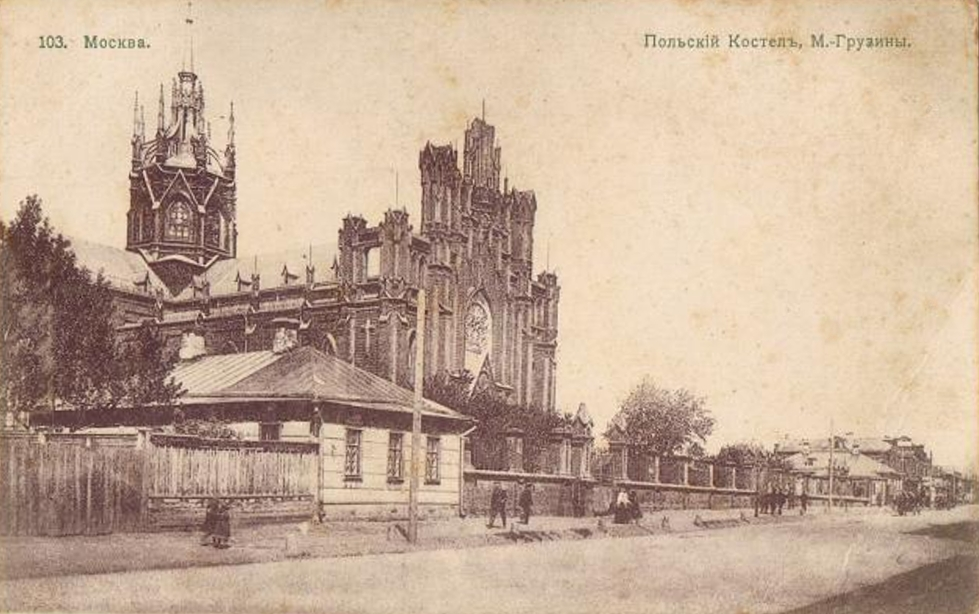
Kirche der Unbefleckten Empfängnis in Moskau

- 21. Dezember: In Moskau wird die von Tomasz Bohdanowicz-Dworzecki entworfene Kirche der Unbefleckten Empfängnis der Heiligen Jungfrau Maria als Filialkirche der Moskauer polnischen Gemeinde geweiht. Sie ist bis heute das größte katholische Gotteshaus in Russland.

### Katastrophen
- 23. März: Der australische Passagierdampfer Yongala wird vor Townsville von einem Zyklon versenkt. Alle 122 Menschen an Bord kommen ums Leben. Bis heute zählt ihr Untergang zu den größten Schiffsunglücken Australiens.

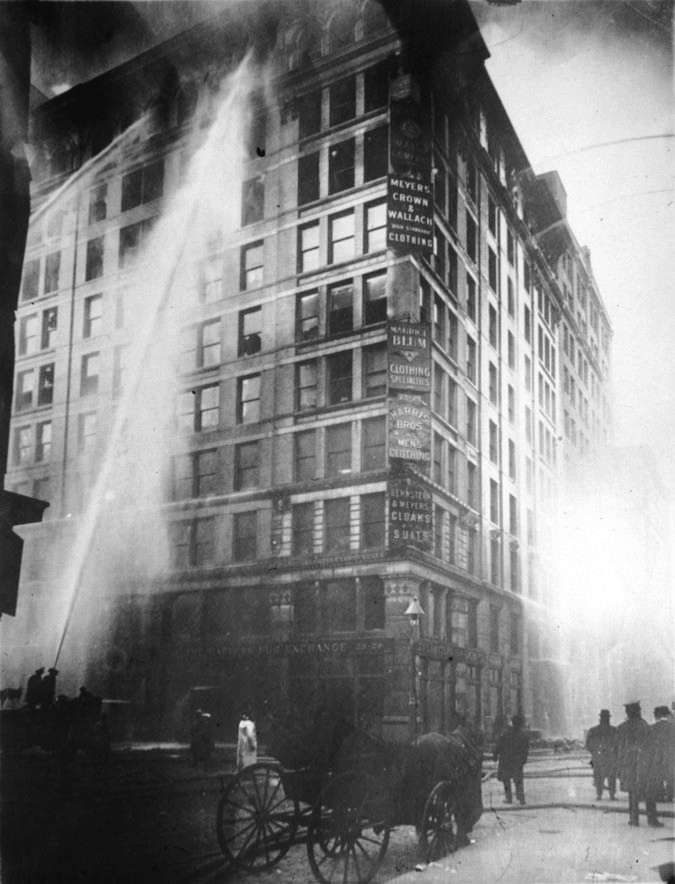
Die brennende Triangle Shirtwaist Factory

- 25. März: Beim Brand der Triangle Shirtwaist Factory in New York City kommen 146 großteils minderjährige Arbeiterinnen ums Leben. Die Leichen werden zum Teil am Arbeitsplatz sitzend vorgefunden, den sie sich nicht zu verlassen getraut haben.
- 30. September: Die Austin-Talsperre bricht und führt zu der bis dahin zweitgrößten Flutkatastrophe in Pennsylvania, USA.
- 16. November: Eines der historisch stärkeren Erdbeben in Deutschland richtet in Ebingen große Zerstörungen an. Dem Hohenzollerngraben wird oft fälschlicherweise ein Zusammenhang nachgesagt.

Kleinere Unglücksfälle sind in den Unterartikeln von Katastrophe und in der Liste von Katastrophen aufgeführt.

### Sport

#### Eiskunstlauf
- 3. Februar: Der Schwede Ulrich Salchow wird bei der Eiskunstlauf-Weltmeisterschaft in Berlin zum zehnten Mal Weltmeister im Eiskunstlauf der Herren.

#### Fechten
- 17. Dezember: In Frankfurt am Main wird der Deutsche Fechter-Bund gegründet.

#### Fußball
- 13. Februar: Der kroatische Fußballverein Hajduk Split wird gegründet.
- 15. März: FK Austria Wien wird gegründet.
- 5. Juli: Österreichische Fußballmeisterschaft 1911/12: Die erste österreichische Fußballmeisterschaft wird ins Leben gerufen, an der nur Wiener Vereine teilnahmeberechtigt sind. Das erste Match wird am 3. September ausgetragen.

#### Luftsport
- Der Franzose Jacques Schneider ruft die Schneider-Trophy, ein Rennen für Wasserflugzeuge, ins Leben.

#### Motorsport
- 21. Januar: Die erste Rallye Monte Carlo, initiiert von Albert I., beginnt. In Genf, Paris, Boulogne-sur-Mer, Berlin, Wien und Brüssel starten insgesamt 20 Teilnehmer in Richtung Monaco. Der Franzose Henri Louis Rougier wird schließlich erster Gesamtsieger.
- 30. Mai: Auf der Rundstrecke in Speedway (Indiana) wird das erste 500-Meilen-Rennen von Indianapolis für Automobile ausgetragen. Ray Harroun gewinnt auf einem Marmon Wasp.

Einträge von Leichtathletik-Weltrekorden siehe unter der jeweiligen Disziplin unter Leichtathletik.

## Historische Karten und Ansichten

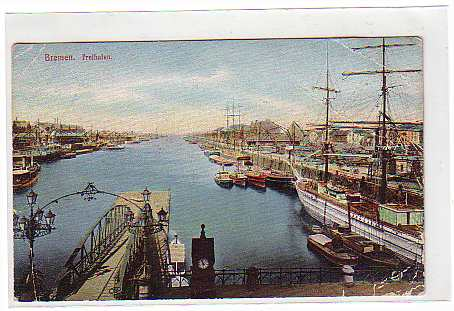
Bremer Freihafen 1911

### Nobelpreise
| Preis                                   | Person                           | Land                                            | Begründung für die Preisvergabe | Bild                 |
| --------------------------------------- | -------------------------------- | ----------------------------------------------- | --- | -------------------- |
| Nobelpreis für Physik                   | Wilhelm Wien (1864–1928)         | Deutsches Reich                                 | „für seine Entdeckungen betreffend die Gesetze der Wärmestrahlung“ (Wiensches Verschiebungsgesetz) | Wilhelm Wien         |
| Nobelpreis für Chemie                   | Marie Curie (1867–1934)          | Frankreich (geboren in Warschau, Kongresspolen) | „als Anerkennung des Verdienstes, das sie sich um die Entwicklung der Chemie erworben hat durch die Entdeckung der Elemente Radium und Polonium, durch die Charakterisierung des Radiums und dessen Isolierung in metallischem Zustand und durch ihre Untersuchungen über die Natur und die chemischen Verbindungen dieses wichtigen Elements“    | Marie Curie          |
| Nobelpreis für Physiologie oder Medizin | Allvar Gullstrand (1862–1930)    | Schweden                                        | „für seine Arbeiten über die Dioptrik des Auges“ | Allvar Gullstrand    |
| Nobelpreis für Literatur                | Maurice Maeterlinck (1862–1949)  | Belgien                                         | „auf Grund seiner vielseitigen literarischen Wirksamkeit, besonders seiner dramatischen Schöpfungen, die sich durch Phantasiereichtum auszeichnen und durch einen poetischen Idealismus, der, mitunter in der verschleierten Form des Märchenspiels, tiefe Eingebung offenbart und auf geheimnisvolle Weise Gefühl und Ahnung des Lesers anredet“ | Maurice Maeterlinck  |
| Friedensnobelpreis                      | Tobias Asser (1838–1913)         | Niederlande                                     | Organisator der Internationalen Konferenz für Privatrecht in Den Haag | Tobias Asser         |
| Friedensnobelpreis                      | Alfred Hermann Fried (1864–1921) | Österreich                                      | Gründer der Zeitschrift „Die Waffen nieder“ (später umbenannt in „Die Friedens-Warte“) | Alfred Hermann Fried |

## Geboren

### Januar
- 01. Januar: Guido Santin, italienischer Ruderer († 2008)
- 02. Januar: Peter Lohmeyer, deutscher Kap Hoornier, Marineoffizier, Kapitän, Pilot und Kommandant († 2002)
- 03. Januar: Julius Angerhausen, deutscher Weihbischof († 1990)
- 03. Januar: Fritz Huschke von Hanstein, deutscher Motorsportler († 1996)
- 04. Januar: Enrico Lorenzetti, italienischer Motorradrennfahrer († 1989)
- 04. Januar: Noro Morales, puerto-ricanischer Mambo- und Rumbamusiker († 1964)
- 05. Januar: Johann Asch, deutscher Politiker († 1990)
- 05. Januar: Jean-Pierre Aumont, französischer Schauspieler und Drehbuchautor († 2001)
- 06. Januar: Friedrich Hendrix, deutscher Leichtathlet († 1941)
- 06. Januar: Hein Thorn Prikker, deutscher Motorradrennfahrer († 1998)
- 07. Januar: Roberto Amoroso, italienischer Filmschaffender († 1994)
- 07. Januar: Julián de Ajuriaguerra, baskischer Neuropsychiater und Psychoanalytiker († 1993)
- 08. Januar: Andrej Očenáš, slowakischer Komponist († 1995)
- 09. Januar: Carmen Guerrero Franco, mexikanische Schauspielerin († 1986)
- 09. Januar: Franz Nauber, deutscher Hornist († 2001)
- 10. Januar: Nazım Aslangil, türkischer Skirennläufer
- 11. Januar: Margarete Berger-Heise, deutsche Politikerin († 1981)
- 11. Januar: Tommy Duncan, US-amerikanischer Country-Sänger († 1967)
- 11. Januar: Brunhilde Pomsel, deutsche Sekretärin und Stenografin († 2017)
- 12. Januar: Robert Abshagen, deutscher Kommunist und Widerstandskämpfer († 1944)
- 13. Januar: Guido del Mestri, Kardinal der römisch-katholischen Kirche († 1993)
- 14. Januar: Heinz Engelmann, deutscher Schauspieler († 1996)
- 14. Januar: Hans-Martin Majewski, deutscher Filmkomponist († 1997)
- 14. Januar: Anatoli Rybakow, russischer Schriftsteller († 1998)
- 14. Januar: George Tremblay, US-amerikanischer Komponist († 1982)
- 15. Januar: Nasib Schiganow, tatarischer Komponist († 1988)
- 16. Januar: Eduardo Frei Montalva, chilenischer Politiker († 1982)
- 16. Januar: Roger Lapébie, französischer Radrennfahrer († 1996)
- 16. Januar: Walter Müller, deutscher Architekt († 1992)
- 17. Januar: Hans-Wilhelm Quitzow, deutscher Geologe († 2009)
- 17. Januar: George Stigler, US-amerikanischer Ökonom († 1991)
- 18. Januar: Gábor Darvas, ungarischer Komponist und Musikwissenschaftler († 1985)
- 18. Januar: Danny Kaye, US-amerikanischer Schauspieler, Komiker und Sänger († 1987)
- 18. Januar: Hans-Hilmar Staudte, deutscher Schachmeister und Problemkomponist († 1979)
- 18. Januar: José María Arguedas, peruanischer Schriftsteller († 1969)
- 19. Januar: Garrett Birkhoff, US-amerikanischer Mathematiker († 1996)
- 19. Januar: Ken Nelson, US-amerikanischer Musikproduzent († 2008)
- 20. Januar: Alfredo Foni, italienischer Fußballspieler und -trainer († 1985)
- 21. Januar: Erich Angermann, deutscher Politiker († 1968)
- 22. Januar: Mary Hayley Bell, britische Schauspielerin und Dramatikerin († 2005)

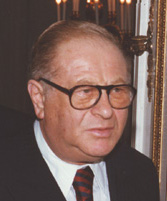
Bruno Kreisky, 1980

- 22. Januar: Bruno Kreisky, österreichischer Politiker und Bundeskanzler († 1990)
- 22. Januar: Roberto García Morillo, argentinischer Komponist († 2003)
- 23. Januar: Renzo Avanzo, italienischer Dokumentarfilmer († 1989)
- 23. Januar: Anna Maria Jokl, österreichisch-israelische Schriftstellerin, Psychotherapeutin († 2001)
- 24. Januar: Catherine L. Moore, US-amerikanische Science-Fiction- und Fantasy-Autorin († 1987)
- 25. Januar: Kurt Maetzig, deutscher Filmregisseur († 2012)
- 26. Januar: Max Gluckman, südafrikanischer Ethnosoziologe († 1975)
- 26. Januar: Polykarp Kusch, US-amerikanischer Physiker († 1993)
- 26. Januar: Norbert Schultze, deutscher Komponist († 2002)
- 27. Januar: Alfons Dorfner, österreichischer Kanute († 1982)
- 27. Januar: Maria Wimmer, deutsche Schauspielerin († 1996)
- 28. Januar: Lee Metcalf, US-amerikanischer Politiker († 1978)
- 29. Januar: Reuben H. Tucker, US-amerikanischer 2-Sterne-General († 1970)
- 30. Januar: Roy Eldridge, US-amerikanischer Jazztrompeter († 1989)
- 30. Januar: Paris Pişmiş, türkisch-armenische Astronomin († 1999)
- 31. Januar: Hans Arens, deutscher Literatur- und Sprachwissenschaftler († 2003)
- 31. Januar: Josef Rösing, deutscher Politiker († 1983)
- 31. Januar: Dan Thornton, US-amerikanischer Politiker († 1976)

### Februar
- 01. Februar: Michael Murach, deutscher Amateurboxer und Europameister († 1941)
- 02. Februar: Jussi Björling, schwedischer Sänger († 1960)
- 02. Februar: Jean-Jacques Grunenwald, französischer Organist, Komponist und Musikpädagoge († 1982)
- 03. Februar: Jehan Alain, französischer Organist und Komponist († 1940)
- 03. Februar: Reba Monness, US-amerikanische Tischtennisspielerin († 1980)
- 04. Februar: Antun Nalis, jugoslawischer Schauspieler († 2000)
- 04. Februar: Peter Schütte, deutscher Schauspieler und Sänger († 1973)
- 05. Februar: Wilhelm Andersen, deutscher Theologe († 1980)
- 05. Februar: Nakamura Mitsuo, japanischer Schriftsteller und Literaturkritiker († 1988)

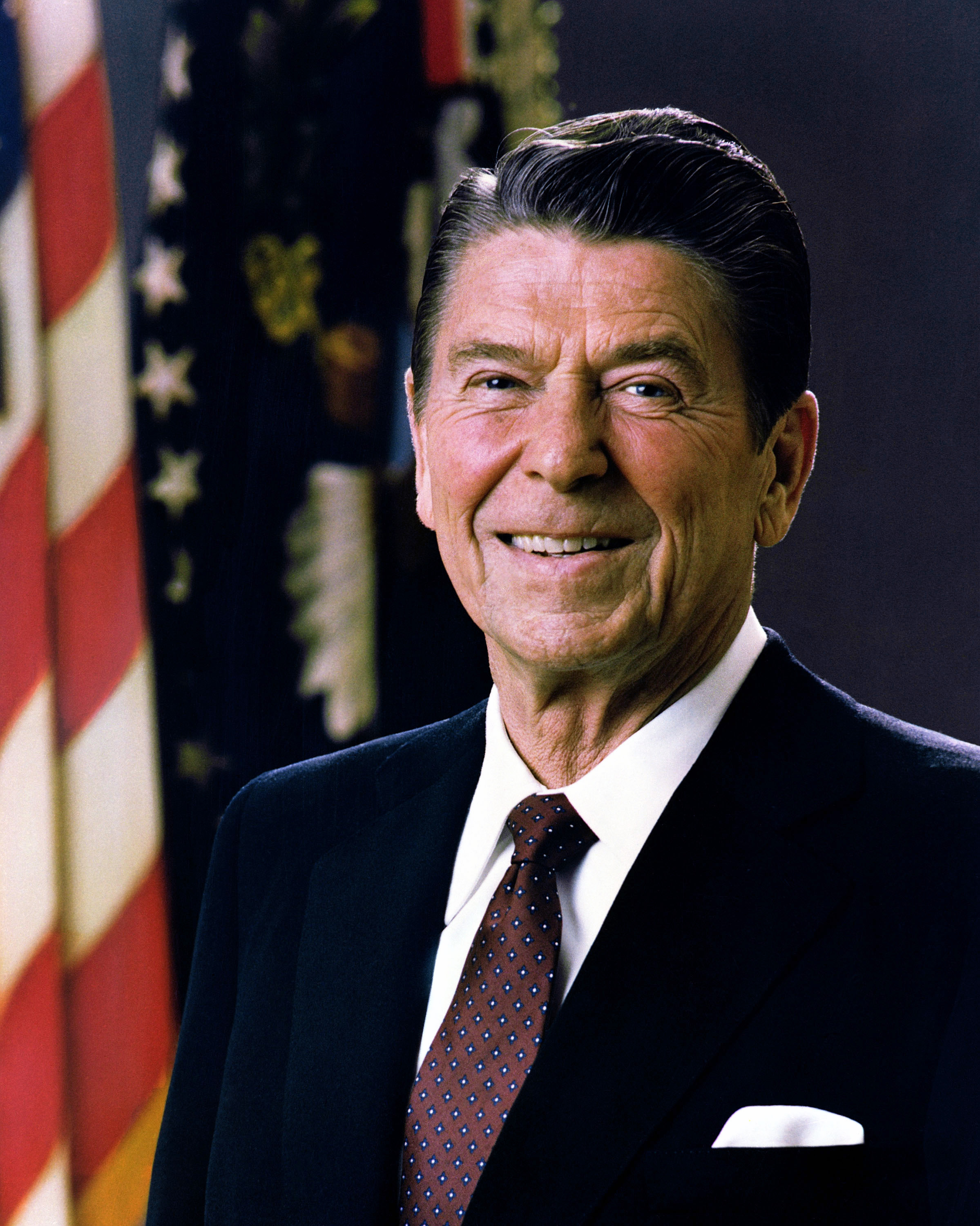
Ronald Reagan, 1983

- 06. Februar: Ronald Reagan, US-amerikanischer Schauspieler, 33. Gouverneur von Kalifornien, 40. Präsident der USA († 2004)
- 07. Februar: Rudolf Raftl, österreichischer Fußballtormann († 1994)
- 08. Februar: Erwin Feller, deutscher Politiker († 1991)
- 08. Februar: Elizabeth Bishop, US-amerikanische Schriftstellerin und Pulitzer-Preis-Trägerin († 1979)
- 09. Februar: Bernhard Bechler, deutscher Offizier und Politiker in der DDR († 2002)
- 10. Februar: Mstislaw Keldysch, russischer Aeronautiker und Mathematiker († 1978)
- 10. Februar: Georg Kliesing, deutscher Politiker († 1992)
- 11. Februar: Carl Keenan Seyfert, US-amerikanischer Astronom († 1960)
- 12. Februar: Elizabeth B. Andrews, US-amerikanische Politikerin († 2002)
- 12. Februar: Cearbhall Ó Dálaigh, Präsident von Irland († 1978)
- 12. Februar: Hans Habe, deutscher Journalist, Schriftsteller und Drehbuchautor († 1977)
- 12. Februar: Kurt Planck, österreichischer Polizeijurist († 1975)
- 12. Februar: Hermine Schröder, deutsche Leichtathletin († 1978)
- 14. Februar: Maurice Gatsonides, niederländischer Automobilrennfahrer und Unternehmer († 1998)
- 14. Februar: Willem Kolff, niederländischer Internist († 2009)
- 14. Februar: Mercedes Sagredo, dominikanische Komponistin († 1998)
- 14. Februar: Gerhard Schumann, deutscher Schriftsteller († 1995)
- 14. Februar: Eduardo Serrano, venezolanischer Musiker, Dirigent und Komponist († 2008)
- 16. Februar: Agnes Kraus, deutsche Schauspielerin († 1995)
- 18. Februar: Auður Auðuns, isländische Rechtsanwältin und Politikerin († 1999)
- 18. Februar: Hans Woellke, deutscher Leichtathlet († 1943)
- 19. Februar: Bill Bowerman, US-amerikanischer Leichtathletiktrainer und Unternehmer († 1999)
- 19. Februar: Herwart Miessner, deutscher Politiker († 2002)
- 19. Februar: Merle Oberon, britische Schauspielerin († 1979)
- 19. Februar: Helmut Sündermann, deutscher Publizist († 1972)
- 20. Februar: Robert McBride, US-amerikanischer Komponist († 2007)
- 20. Februar: Peter Paul, deutscher Schauspieler († 1985)
- 20. Februar: Hans Scholz, deutscher Schriftsteller, Journalist und Maler († 1988)
- 20. Februar: Georges Schwartz, französischer Automobilrennfahrer († 1994)
- 22. Februar: Bill Baker, US-amerikanischer Baseballspieler († 2006)
- 25. Februar: Karl Haager, deutscher Jurist, Richter des Bundesverfassungsgerichts († 2008)
- 25. Februar: Kurt Ziesel, österreichischer Journalist († 2001)
- 26. Februar: Fritz Bock, österreichischer Politiker, Mitbegründer der ÖVP († 1993)
- 27. Februar: Julio Curatella, argentinischer Ruderer († 1995)
- 27. Februar: Egon Sundberg, schwedischer Fußballspieler († 2015)
- 27. Februar: Heinz Starke, deutscher Politiker († 2001)
- 28. Februar: Friedrich Karl Dörner, deutscher Altphilologe und Archäologe († 1992)
- 28. Februar: Bernd Scholz, deutscher Komponist († 1969)

### März
- 01. März: Harry Golombek, britischer Großmeister im Schach († 1995)
- 01. März: Joachim Ruoff, Ia-Offizier des SS-Führungshauptamtes und SS-Standartenführer († 1996)
- 02. März: József Háda, ungarischer Fußballspieler und -trainer († 1994)
- 02. März: Josef Krejci, österreichischer Handballspieler
- 03. März: Jean Harlow, US-amerikanische Schauspielerin († 1937)
- 04. März: Jean-Paul Colas, französischer Automobilrennfahrer († 2009)
- 04. März: Carl Forberg, US-amerikanischer Automobilrennfahrer († 2000)
- 05. März: Gregor Determann, deutscher Politiker († 1993)
- 05. März: Andrés Pardo Tovar, kolumbianischer Soziologe, Musikethnologe und Folklorist († 1972)
- 06. März: Heinrich Homann, deutscher Politiker († 1994)
- 07. März: Nikolai Baibakow, sowjetischer Politiker († 2008)
- 07. März: Stefan Kisielewski, polnischer Komponist und Schriftsteller († 1991)
- 08. März: Herbert Abel, deutscher Geograph und Museumsdirektor († 1994)
- 08. März: Alan Hovhaness, US-amerikanischer Komponist († 2000)
- 08. März: Wilhelm Sandner, deutscher Eisschnellläufer († 1984)
- 08. März: François Stahly, deutsch-französischer Bildhauer († 2006)
- 09. März: Raymond Abrashkin, US-amerikanischer Schriftsteller, Drehbuchautor und Regisseur († 1960)
- 09. März: Clara Rockmore, russische Theremin-Virtuosin († 1998)
- 10. März: Remigi Blättler, Schweizer Klarinettist und Volksmusiker († 2003)
- 10. März: René Carrière, französischer Automobilrennfahrer († 1982)
- 10. März: Maurice Falkner, britischer Automobilrennfahrer († 1966)
- 10. März: Marita Camacho Quirós, First Lady von Costa Rica und Supercentenarian († 2025)
- 11. März: Pericle Patocchi, Schweizer Schriftsteller und Lehrer († 1968)
- 11. März: Fritz Trautwein, Hamburger Architekt († 1993)
- 12. März: Gustavo Díaz Ordaz, mexikanischer Politiker und Präsident von Mexiko († 1979)
- 12. März: Harry Fisher, US-amerikanischer Gewerkschafter, Friedensaktivist († 2003)
- 12. März: William Patrick Hitler, Neffe von Adolf Hitler und der Sohn von Alois Hitler Junior († 1987)
- 12. März: Wilhelm Stasch, deutscher Boxer († 1989)
- 13. März: José Ardévol, kubanischer Komponist († 1981)
- 13. März: Willi Göttert, deutscher Pfarrer und Friedensaktivist († 2008)

L. Ron Hubbard, 1950

- 13. März: L. Ron Hubbard, Science-Fiction-Autor und Gründer von Scientology († 1986)
- 14. März: Karl Neckermann, deutscher Leichtathlet († 1984)
- 15. März: Wilhelm Mohnke, SS-Brigadeführer und Generalmajor der Waffen-SS († 2001)
- 16. März: Sybille Bedford, deutsch-britische Journalistin und Schriftstellerin († 2006)
- 16. März: Bob Foster, britischer Motorradrennfahrer († 1982)
- 16. März: Pierre Harmel, belgischer Politiker († 2009)
- 16. März: Josef Mengele, Arzt im Konzentrations- und Vernichtungslager Auschwitz († 1979)
- 18. März: Heinz-Josef Adamski, deutscher Historiker, Volkskundler und Gymnasiallehrer († 2002)
- 18. März: Gabriel Celaya, spanischer Schriftsteller († 1991)
- 20. März: Arthur Knautz, deutscher Feldhandballspieler († 1943)
- 20. März: Alfonso García Robles, mexikanischer Politiker; Friedensnobelpreisträger († 1991)
- 21. März: Günther Klotz, Oberbürgermeister von Karlsruhe (1952 bis 1970) († 1972)
- 21. März: Hans Nicklisch, deutscher Schriftsteller und Übersetzer († 2001)
- 24. März: Edgar Arro, estnischer Komponist und Organist († 1978)
- 24. März: Joseph Barbera, US-amerikanischer Zeichentrickfilmer und Produzent († 2006)
- 24. März: Hans Sion, deutscher Bierbrauer († 1998)
- 25. März: Carlo Castelbarco, italienischer Adeliger und Automobilrennfahrer († 1988)
- 25. März: Jack Ruby, Mörder des vermeintlichen Kennedy-Attentäters Lee Harvey Oswald († 1967)
- 26. März: Lennart Atterwall, schwedischer Leichtathlet († 2001)
- 26. März: John Langshaw Austin, englischer Philosoph und Linguist († 1960)
- 26. März: Bernard Katz, Biophysiker und Neurophysiologe († 2003)

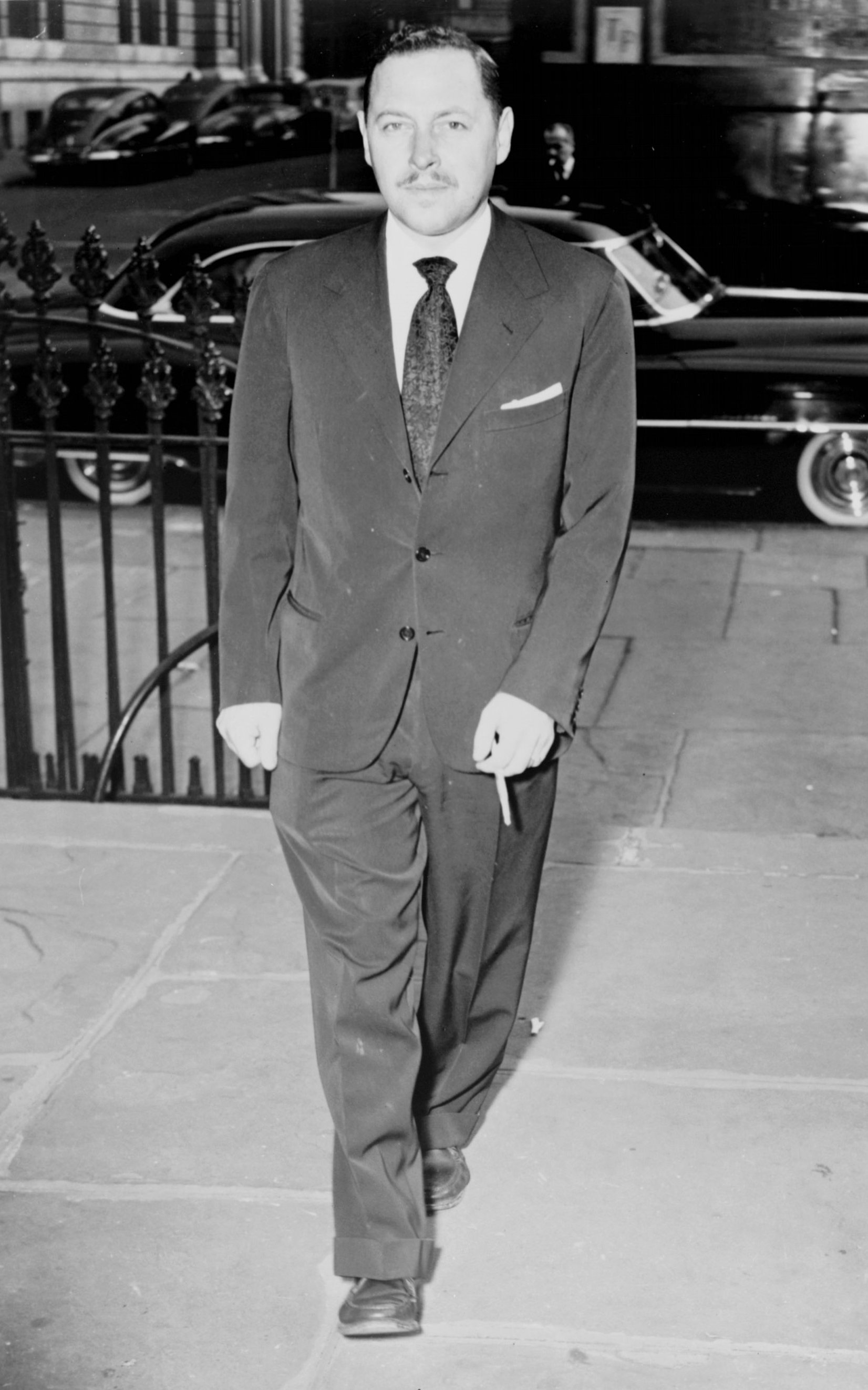
Tennessee Williams

- 26. März: Tennessee Williams, US-amerikanischer Schriftsteller († 1983)
- 28. März: Therese Angeloff, deutsche Kabarettistin und Schauspielerin († 1985)
- 28. März: Heinz Maier-Leibnitz, deutscher Physiker († 2000)
- 28. März: Consalvo Sanesi, italienischer Automobilrennfahrer († 1998)
- 28. März: William Sears, US-amerikanischer Autor († 1992)
- 28. März: Heinrich Sonnrein, deutscher Fußballspieler und Torwart († 1944)
- 29. März: Brigitte Horney, deutsche Schauspielerin († 1988)
- 30. März: Ekrem Akurgal, türkischer Archäologe († 2002)
- 30. März: Heini Dittmar, deutscher Segelflieger († 1960)
- 30. März: Lester Stoefen, US-amerikanischer Tennisspieler und -trainer († 1970)
- 31. März: Elisabeth Grümmer, Opern- und Kammersängerin († 1986)

### April
- 01. April: Joe Fortenberry, US-amerikanischer Basketballspieler († 1993)
- 01. April: Adam Kardinal Kozłowiecki, Erzbischof von Lusaka († 2007)
- 01. April: Gerardus Antonius Joseph van Os, niederländischer Biochemiker († 2006)
- 02. April: Darrell A. Amyx, US-amerikanischer Klassischer Archäologe († 1997)
- 02. April: John Montague, kanadischer Geiger und Musikpädagoge († 1991)
- 02. April: Wanda Wróblewska, polnische Theaterregisseurin († 1997)
- 03. April: Eugen Eckert, deutscher Bildhauer und Kunstmaler († 1998)
- 03. April: Theo Schuster, deutscher Schachspieler und Schachjournalist († 1998)
- 04. April: Václav Čtvrtek, tschechischer Schriftsteller († 1976)
- 05. April: Erich Kästner, deutscher Konstrukteur († 2005)
- 05. April: Jimmy Kinnon, Gründer von Narcotics Anonymous († 1985)
- 05. April: Dieter Oesterlen, deutscher Architekt und Hochschullehrer († 1994)
- 05. April: Robert Jan Verbelen, flämischer Schriftsteller († 1990)

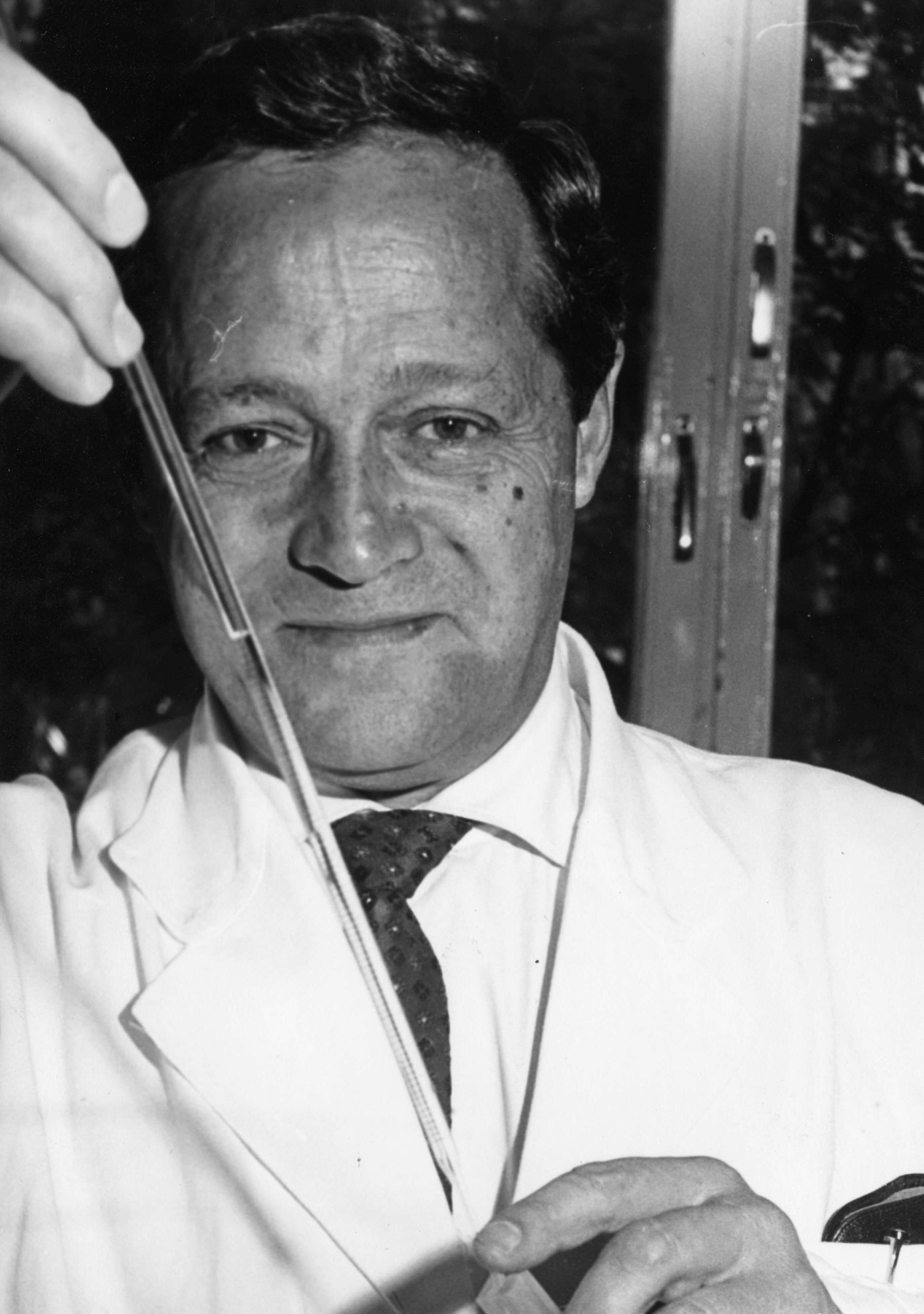
Feodor Felix Konrad Lynen, ca. 1965

- 06. April: Feodor Lynen, deutscher Biochemiker und Nobelpreisträger († 1979)
- 06. April: Pietro Scarpini, italienischer Pianist und Musikpädagoge († 1997)
- 07. April: Hervé Bazin, französischer Schriftsteller († 1996)
- 08. April: Melvin Calvin, amerikanischer Chemiker und Biochemiker († 1997)
- 08. April: Emil Cioran, rumänischer Philosoph († 1995)
- 09. April: Rafael Arnáiz Barón, Trappist, Mystiker († 1938)
- 10. April: Martin Denny, US-amerikanischer Jazzpianist († 2005)
- 10. April: Heinz Hillegaart, deutscher Diplomat († 1975)
- 10. April: Alois Niederalt, deutscher Politiker († 2004)
- 11. April: Leopold Hawelka, österreichischer Gründer und Betreiber des Café Hawelka († 2011)
- 11. April: Stanisława Walasiewicz, polnisch-US-amerikanische Leichtathletin († 1980)
- 13. April: Gunter Böhmer, deutsch-schweizerischer Maler, Zeichner und Buch-Illustrator († 1986)
- 13. April: Wolfgang Görg, deutscher Fotograf († 1984)
- 13. April: Eric Oliver, britischer Motorradrennfahrer († 1980)
- 14. April: Leo Kowalski, deutscher Komponist und Pianist († 1986)
- 14. April: Theodor Romscha, ukrainischer Bischof und Martyrer († 1947)
- 15. April: Yuri Arbatsky, Komponist und Folklorist († 1963)
- 16. April: William T. Stearn, britischer Botaniker († 2001)
- 17. April: Helmut Apffel, deutscher Philologe, Lokalhistoriker und Pädagoge († 2007)
- 17. April: George Seaton, US-amerikanischer Regisseur, Drehbuchautor, Produzent († 1979)
- 18. April: Carl Appel, österreichischer Architekt († 1997)
- 18. April: Wilhelm Banse, deutscher Politiker und MdB († 1965)
- 18. April: Rudolf Wölfl, deutscher Philologe, Pädagoge und Humanist († 2003)
- 19. April: Helmut Berthold, deutscher Feldhandballspieler († 2000)
- 20. April: Reidar Andersen, norwegischer Skispringer († 1991)
- 20. April: Barbara Beyenka, Theologin, Übersetzerin und Schriftstellerin († 2006)
- 20. April: Kukrit Pramoj, Premierminister von Thailand († 1995)
- 20. April: Hans Studer, Schweizer Komponist, Chorleiter und Organist († 1984)
- 21. April: Leonard Warren, US-amerikanischer Bariton († 1960)
- 22. April: Fritz Lamerdin, deutscher Forstbeamter († 1993)
- 23. April: Bruno Ahlberg, finnischer Boxer († 1966)
- 23. April: Valentin Brück, deutscher Politiker († 1980)
- 23. April: Józef Cyrankiewicz, polnischer kommunistischer Politiker und Ministerpräsident († 1989)
- 23. April: Ronald Neame, britischer Kameramann, Drehbuchautor und Regisseur († 2010)
- 24. April: Eugen Jebeleanu, rumänischer Lyriker († 1991)
- 24. April: Karl Schiller, deutscher Politiker († 1994)
- 25. April: Kenneth Lee Spencer, amerikanisch-deutscher Opernsänger (Bass) und Schauspieler († 1964)
- 26. April: Paul Verner, Mitglied des Politbüros des ZK der SED in der DDR († 1986)
- 27. April: Bruno Beger, deutscher Anthropologe und Hauptsturmführer der SS († 2009)
- 28. April: Nicolás Casimiro, dominikanischer Sänger († 1964)
- 28. April: Mario Bauzá, kubanischer Jazzmusiker († 1993)
- 29. April: Antony Bevan, britischer Automobilrennfahrer († 1971)
- 29. April: Erika von Brockdorff, deutsche Widerstandskämpferin im Zweiten Weltkrieg († 1943)
- 30. April: Peter Blachstein, deutscher Politiker und MdB († 1977)
- 30. April: Luise Rinser, deutsche Schriftstellerin († 2002)

### Mai
- 01. Mai: Koçi Xoxe, albanischer Politiker († 1949)
- 02. Mai: Marie Therese Hug, Prinzessin aus dem Hause Hohenzollern († 2005)
- 03. Mai: Heinrich Kiefer, deutscher Maler und Grafiker († 1980)
- 04. Mai: Walter Adamson, deutsch-australischer Schriftsteller († 2010)
- 05. Mai: Andor Lilienthal, ungarischer Schachgroßmeister († 2010)
- 05. Mai: Herschel C. Loveless, US-amerikanischer Politiker († 1989)
- 06. Mai: Walter Müller, österreichischer Schauspieler († 1969)
- 06. Mai: Viktor Fogarassy,  österreichischer Kaufmann und Kunstsammler († 1989)
- 07. Mai: Ishirō Honda, japanischer Regisseur († 1993)
- 08. Mai: Robert Johnson, US-amerikanischer Bluesmusiker († 1938)
- 10. Mai: Heinrich Roloff, deutscher Bibliothekar († 1980)
- 10. Mai: Alberto Soresina, italienischer Komponist und Musikpädagoge († 2007)
- 10. Mai: Isabelle Waldberg, Schweizer Künstlerin († 1990)
- 11. Mai: Helmut Arndt, deutscher Wirtschaftswissenschaftler († 1997)
- 11. Mai: Martin Bruneß, deutscher Jurist und Bundeswehrdisziplinaranwalt († 1996)
- 11. Mai: Ludwig Kratz, deutscher Chemiker († 1957)
- 12. Mai: Wilhelm Leichum, deutscher Leichtathlet († 1941)
- 14. Mai: Hans Vogt, deutscher Komponist († 1992)

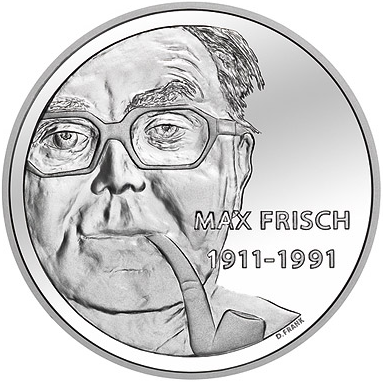
Max Frisch auf der 20-Franken-Gedenkmünze 2011

- 15. Mai: Max Frisch, Schweizer Architekt und Schriftsteller († 1991)
- 15. Mai: Leo Fuchs, polnisch-US-amerikanischer, jiddischer Schauspieler, Komiker, Sänger und Tänzer († 1994)
- 15. Mai: Herta Oberheuser, Ärztin im KZ Ravensbrück († 1978)
- 16. Mai: Walter Hollitscher, österreichischer Philosoph, Marxist und Psychoanalytiker († 1986)
- 17. Mai: Jillert Cammenga, niederländischer Komponist und Dirigent († 1993)
- 17. Mai: André Jaunet, Schweizer Flötist († 1988)
- 17. Mai: Albéric O’Kelly de Galway, belgischer Schachmeister und der 3. Fernschachweltmeister († 1980)
- 17. Mai: Maureen O’Sullivan, irisch-US-amerikanische Schauspielerin († 1998)
- 18. Mai: Big Joe Turner, US-amerikanischer Blues- und Rock 'n' Roll-Sänger († 1985)
- 20. Mai: Norbert Aresin, deutscher Mediziner († 1971)
- 20. Mai: Annie M. G. Schmidt, niederländische Schriftstellerin († 1995)
- 21. Mai: Johannes Beeskow, deutscher Karosseriebauer († 2005)
- 22. Mai: Anatol Rapoport, zentraler Vordenker der sogenannten Systemwissenschaften († 2007)
- 23. Mai: Paul Augustin Mayer, deutscher Kurienkardinal († 2010)
- 23. Mai: Betty Nuthall, englische Tennisspielerin († 1983)
- 23. Mai: Ernst Voigt, deutscher Pilot und Erprobungsflieger († 2000)
- 24. Mai: Heinz Cramer, deutscher Stabsoffizier und Moderner Fünfkämpfer († 2003)
- 24. Mai: Herbert W. Clutter, US-amerikanisches Mordopfer († 1959)
- 24. Mai: Lotte Rausch, deutsche Schauspielerin († 1995)
- 24. Mai: Ne Win, myanmarischer Politiker († 2002)
- 26. Mai: Maurice Baquet, französischer Schauspieler († 2005)
- 27. Mai: Hubert H. Humphrey, US-amerikanischer Politiker († 1978)
- 27. Mai: Teddy Kollek, israelischer Politiker, Bürgermeister von Jerusalem 1965–1993 († 2007)
- 27. Mai: Vincent Price, US-amerikanischer Schauspieler († 1993)
- 28. Mai: Fritz Hochwälder, österreichischer Schriftsteller († 1986)
- 28. Mai: Jean-Pierre Lévy, französisches Résistance-Mitglied, Gründer der Franc-Tireurs († 1996)
- 28. Mai: Alfred Nier, US-amerikanischer Physiker († 1994)
- 29. Mai: Fernando Chueca Goitia, spanischer Historiker († 2004)
- 29. Mai: Charles Jay, französischer Komponist († 1988)
- 30. Mai: Herbert Weymar, deutscher Ingenieurkartograph und Amateurbotaniker († 1979)
- 31. Mai: Maurice Allais, französischer Wirtschaftswissenschaftler und Nobelpreisträger († 2010)
- 31. Mai: Ludwig Helmken, deutscher Jurist, Unternehmer und Politiker (FDP), MdBB († 1996)
- Mai: Gholam Hossein Banan, iranischer Sänger († 1986)

### Juni
- 01. Juni: Hermann Auf der Heide, deutscher Hockeyspieler († 1984)
- 02. Juni: Karl Rührschneck, deutscher Motorradrennfahrer († 1997)
- 04. Juni: Billy Fiske, US-amerikanischer Bobfahrer und Olympiasieger († 1940)
- 04. Juni: Günther Nollau, deutscher Rechtsanwalt und Jurist († 1991)
- 05. Juni: Vaughn Horton, US-amerikanischer Countrysänger und Songwriter († 1988)
- 06. Juni: Jean Cayrol, französischer Autor und Verleger († 2005)
- 07. Juni: Mario Perazzolo, italienischer Fußballspieler und -trainer († 2001)
- 08. Juni: Hans Appel, deutscher Fußballspieler († 1973)
- 08. Juni: Ralph Maria Siegel, deutscher Komponist und Texter († 1972)
- 08. Juni: Raymond Stempert, französischer Automobilrennfahrer († 1973)
- 09. Juni: André Dewavrin, Gründer des Geheimdienstes der Freien Franzosen († 1998)
- 09. Juni: Sigi Engl, österreichisch-amerikanischer Skirennläufer und Skischulleiter († 1982)
- 09. Juni: Maclyn McCarty, US-amerikanischer Biologe († 2005)
- 10. Juni: Denes Agay, US-amerikanischer Komponist und Arrangeur († 2007)
- 10. Juni: Ralph Kirkpatrick, US-amerikanischer Cembalist († 1984)
- 11. Juni: Peter Acht, deutscher Diplomatiker und Historiker († 2010)
- 11. Juni: Detlev Lais, deutscher Saxophonist und Schlagersänger († 1978)
- 12. Juni: Milovan Đilas, jugoslawischer Politiker, Schriftsteller und Dissident († 1995)
- 13. Juni: Luis Walter Alvarez, US-amerikanischer Physiker und Nobelpreisträger († 1988)
- 13. Juni: Erwin Wilhelm Müller, deutsch-amerikanischer Physiker († 1977)
- 14. Juni: Lew Abramow, russischer Schachspieler und -schiedsrichter († 2004)
- 14. Juni: Herbert Fritsche, Dichter († 1960)
- 14. Juni: Marcel Perincioli, Schweizer Bildhauer († 2005)
- 15. Juni: Mark Fax, US-amerikanischer Komponist und Musikpädagoge († 1974)
- 15. Juni: Marie-Louise Henry, deutsch-französische evangelische Theologin († 2006)
- 15. Juni: Jack McCracken, US-amerikanischer Basketballspieler († 1958)
- 15. Juni: Janusz Minkiewicz, polnischer Schriftsteller, Lyriker, Satiriker, Journalist und Übersetzer († 1981)
- 16. Juni: Georg Meistermann, deutscher Maler († 1990)
- 16. Juni: Willibald Schmaus, deutscher und österreichischer Fußballspieler († 1979)
- 16. Juni: Phyllis Sellick, englische Pianistin und Musikpädagogin († 2007)
- 17. Juni: Wiktor Nekrassow, sowjetischer Kriegsschriftsteller († 1987)
- 18. Juni: Alfred Ziethlow, deutscher Maler und Zeichner († 2003)
- 19. Juni: Hermann Höfle, SS-Sturmbannführer († 1962)
- 20. Juni: Paul Pietsch, deutscher Automobilrennfahrer und Verleger († 2012)
- 22. Juni: Nicolas Naaman, syrischer Erzbischof († 1982)
- 21. Juni: Hanna Malewska, polnische Schriftstellerin († 1983)
- 21. Juni: Aleksander Marczewski, polnischer Komponist, Dirigent und Organist († 1981)
- 22. Juni: Harvey Shapiro, US-amerikanischer Cellist und Musikpädagoge († 2007)
- 23. Juni: Nikolai Kusnezow, sowjetischer Triebwerkskonstrukteur († 1995)
- 23. Juni: David Ogilvy, britischer Werbetexter († 1999)
- 24. Juni: Juan Manuel Fangio, argentinischer Automobilrennfahrer († 1995)
- 24. Juni: Georg Heubeck, deutscher Versicherungsmathematiker († 1989)
- 24. Juni: Ernesto Sabato, argentinischer Schriftsteller und Physiker († 2011)
- 25. Juni: William Howard Stein, US-amerikanischer Biochemiker und Nobelpreisträger († 1980)
- 26. Juni: Rolf Karlsen, norwegischer Komponist und Organist († 1982)
- 26. Juni: Edward H. Levi, US-amerikanischer Jurist und Politiker († 2000)
- 26. Juni: Georg Schubert, deutscher Maler und Grafiker († 2005)
- 26. Juni: Ernst Witt, deutscher Mathematiker († 1991)
- 26. Juni: Mildred Didrikson Zaharias, US-amerikanische Leichtathletin und Golferin († 1956)
- 27. Juni: Georg Dascher, deutscher Handballspieler († 1944)
- 28. Juni: Alfred Schweder, deutscher SS-Führer und Jurist († 1992)
- 29. Juni: Bernard Herrmann, US-amerikanischer Komponist († 1975)
- 29. Juni: Bernhard zur Lippe-Biesterfeld, Prinz der Niederlande († 2004)
- 30. Juni: Heinz Abraham, deutscher Politiker († 1992)
- 30. Juni: Kurt Lingens, Gerechter unter den Völkern, Arzt († 2004)
- 30. Juni: Czesław Miłosz, polnischer Schriftsteller († 2004)

### Juli
- 02. Juli: Anja Ignatius, finnische Geigerin und Musikpädagogin († 1995)
- 02. Juli: Reg Parnell, englischer Automobilrennfahrer sowie Teamchef († 1964)
- 02. Juli: Bohdan Wodiczko, polnischer Dirigent und Musikpädagoge († 1985)
- 04. Juli: Franco Ferrara, italienischer Dirigent († 1985)
- 04. Juli: Malte Jaeger, deutscher Schauspieler († 1991)
- 04. Juli: Mitch Miller, US-amerikanischer Orchesterleiter und Oboespieler († 2010)
- 04. Juli: Frederick Seitz, US-amerikanischer Physiker († 2008)

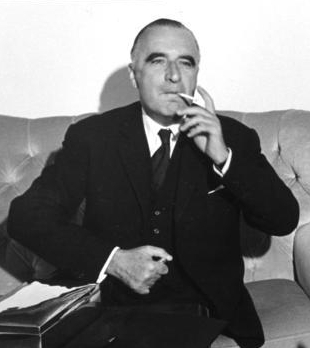
Georges Pompidou, 1965

- 05. Juli: Georges Pompidou, französischer Politiker († 1974)
- 05. Juli: Leonhard Birkofer, deutscher Chemiker († 2015)
- 06. Juli: LaVerne Sofie Andrews, US-amerikanische Sängerin († 1967)
- 06. Juli: Manuel Enrique Pérez Díaz, venezolanischer Gitarrist, Komponist und Musikpädagoge († 1984)
- 07. Juli: Hermann Ferdinand Arning, deutscher Jurist und Politiker († 1987)
- 07. Juli: Jesse Carver, englischer Fußballspieler und -trainer († 2003)
- 07. Juli: Gretchen Franklin, britische Schauspielerin († 2005)
- 07. Juli: Ernst Klett, deutscher Verleger († 1998)
- 07. Juli: Ludwig Pfältzer, deutscher Kriegsdienstverweigerer und NS-Opfer († 1942)
- 07. Juli: Marcel Reymond, Schweizer Skispringer († 2002)
- 09. Juli: Tommy Anderson, kanadischer Eishockeyspieler und -trainer († 1971)
- 09. Juli: Simon Fraser, 15. Lord Lovat, schottischer General und Kommandoführer im Zweiten Weltkrieg († 1995)
- 09. Juli: Mervyn Peake, britischer Schriftsteller, Illustrator († 1968)
- 09. Juli: John Archibald Wheeler, US-amerikanischer theoretischer Physiker († 2008)
- 10. Juli: Franz Rost, deutscher Mineraloge († 1988)
- 10. Juli: Cootie Williams, US-amerikanischer Jazztrompeter († 1985)
- 10. Juli: David Peel Yates, britischer Offizier († 1978)
- 11. Juli: Viola Mitchell, US-amerikanische Geigerin († 2002)
- 12. Juli: Bogdan Ostromęcki, polnischer Lyriker, Essayist und Übersetzer († 1979)
- 14. Juli: Terry-Thomas, britischer Schauspieler († 1990)

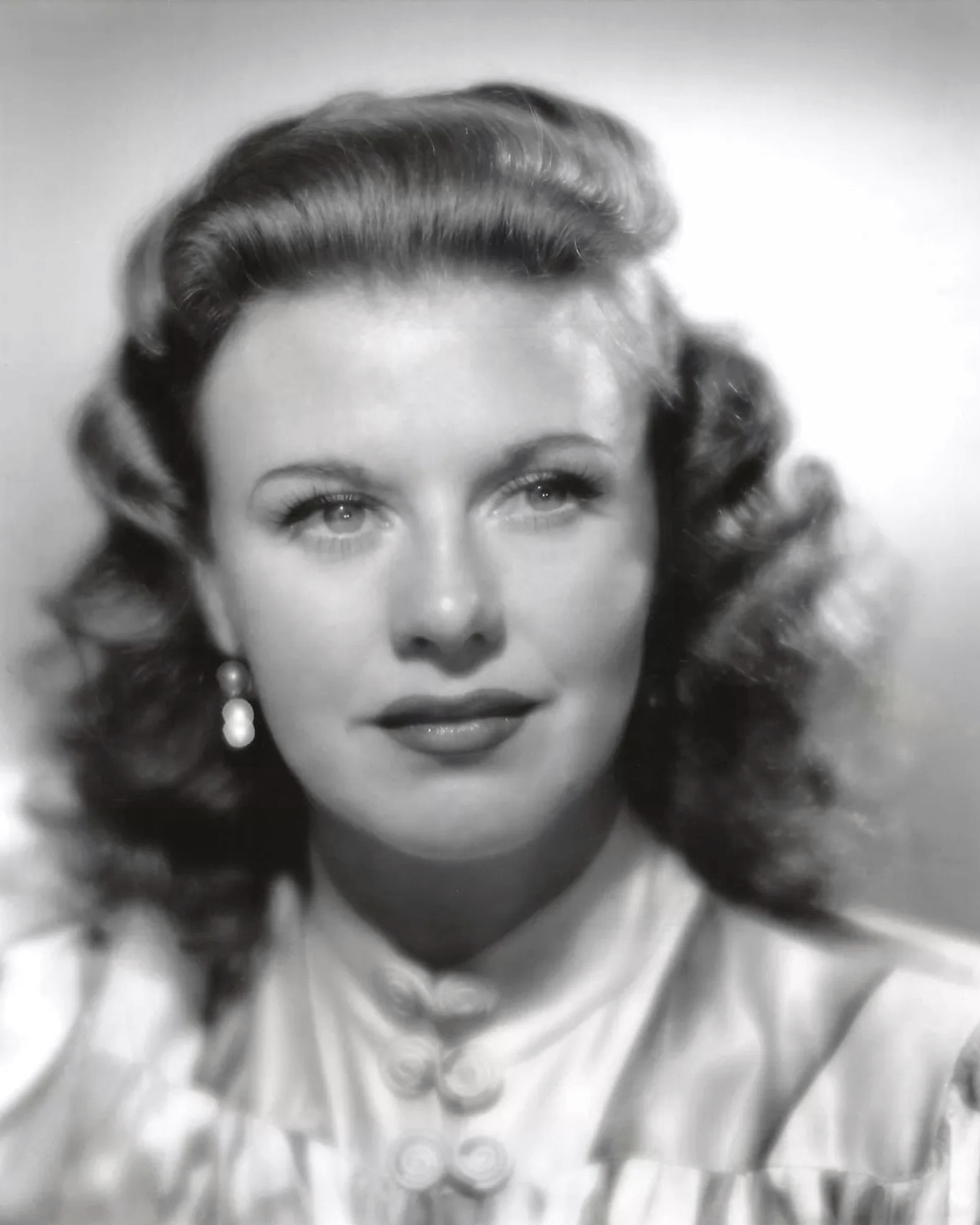
Ginger Rogers

- 16. Juli: Ginger Rogers, US-amerikanische Schauspielerin († 1995)
- 17. Juli: Fikret Arıcan, türkischer Fußballspieler, -trainer und -funktionär († 1993)
- 17. Juli: Lucas Mahrenbrand, österreichischer Maler und Grafiker († 1994)
- 18. Juli: Hume Cronyn, kanadischer Schauspieler († 2003)
- 19. Juli: Cissy van Bennekom, niederländische Schauspielerin († 2005)
- 19. Juli: Jos Cillien, luxemburgischer Kunstturner († 1984)
- 21. Juli: Werner Bieder, Schweizer evangelischer Geistlicher und Hochschullehrer († 1999)
- 21. Juli: Walter Lohmann, deutscher Radrennfahrer († 1993)
- 21. Juli: Marshall McLuhan, Medientheoretiker, Medienkritiker und Publizist († 1980)
- 22. Juli: Emil Andres, US-amerikanischer Automobilrennfahrer († 1999)
- 22. Juli: Luis Alfonzo Larrain, venezolanischer Komponist und Musiker († 1996)
- 24. Juli: Kazys Ambrozaitis, litauischer Röntgenologe († 2017)
- 24. Juli: Rudolf Liechtenhan der Jüngere, Schweizer Dramaturg und Ballettspezialist († 2005)
- 24. Juli: John Passmore Widgery, britischer Richter († 1981)
- 25. Juli: Len Duncan, US-amerikanischer Automobilrennfahrer († 1998)
- 26. Juli: Horacio Podestá, argentinischer Ruderer († 1999)
- 26. Juli: Lia Wöhr, deutsche Schauspielerin, Regisseurin, Tänzerin († 1994)
- 27. Juli: Heinrich Neuy, deutscher Bauhauskünstler, Maler († 2003)
- 28. Juli: Morris Goldenberg, US-amerikanischer Perkussionist und Musikpädagoge († 1969)
- 28. Juli: Gerhard Stöck, deutscher Leichtathlet und Olympiasieger († 1985)
- 29. Juli: Ján Cikker, slowakischer Komponist († 1989)
- 29. Juli: Eduard Claudius, deutscher Schriftsteller und Diplomat der DDR († 1976)
- 29. Juli: Foster Furcolo, US-amerikanischer Politiker († 1995)
- 30. Juli: Wolf Ackva, deutscher Schauspieler († 2000)
- 30. Juli: André Adam, französischer Soziologe und Ethnologe († 1991)
- 30. Juli: Pierre Souvairan, schweizerisch-kanadischer Pianist und Musikpädagoge französischer Herkunft († 2000)

### August
- 01. August: Pericle Felici, Kardinal der römisch-katholischen Kirche († 1982)
- 02. August: Alfred Mansveld, belgischer Bobfahrer
- 03. August: Manuel Esperón, mexikanischer Filmkomponist († 2011)
- 05. August: Otto Bittelmann, deutscher Politiker und MdB († 2000)
- 05. August: John Calvert, US-amerikanischer Zauberkünstler und Schauspieler († 2013)

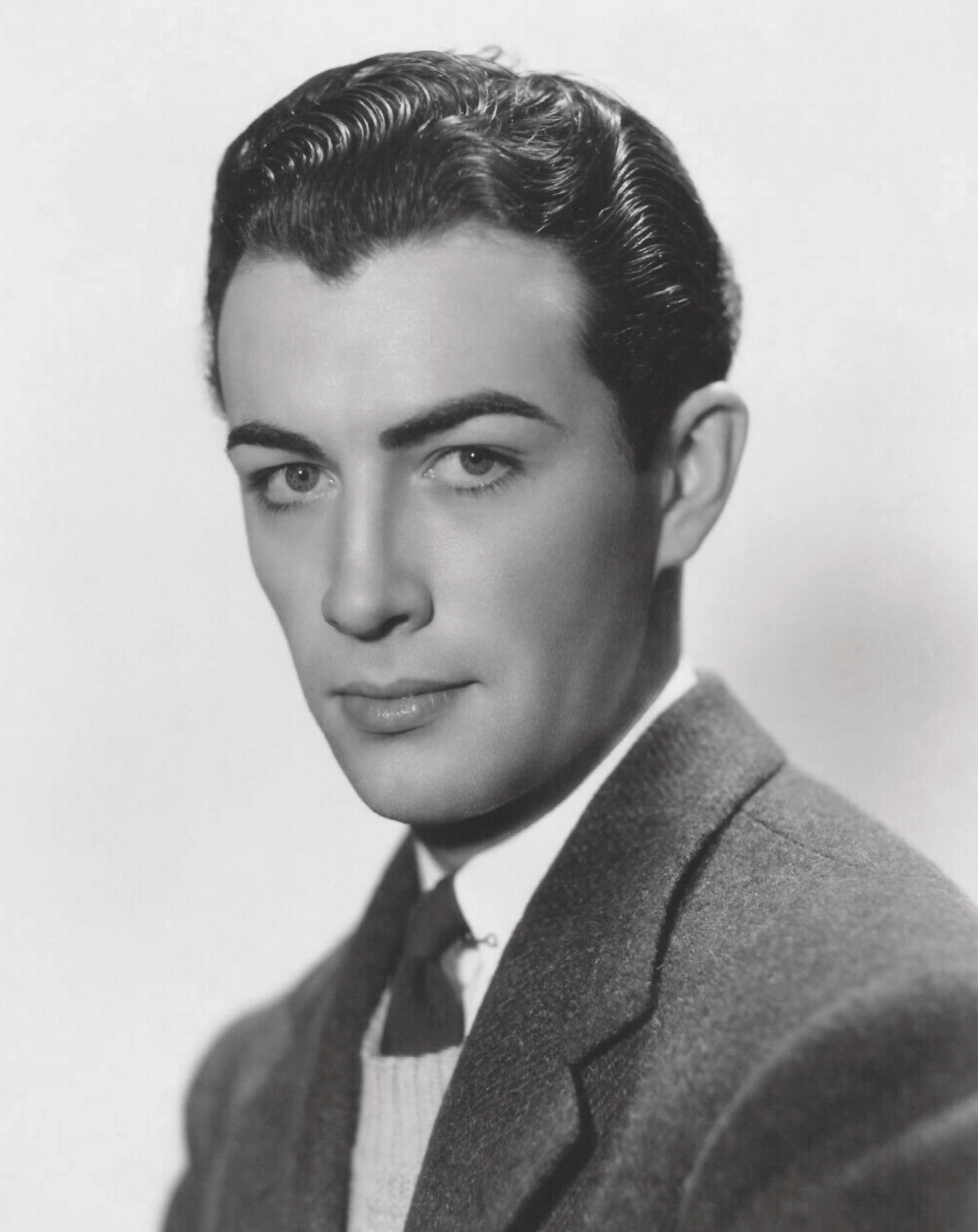
Robert Taylor

- 05. August: Robert Taylor, US-amerikanischer Filmschauspieler († 1969)
- 06. August: Lucille Ball, US-amerikanische Schauspielerin († 1989)
- 06. August: Annibale Frossi, italienischer Fußballspieler und -trainer († 1999)
- 06. August: Kadidja Wedekind, deutsche Schauspielerin und Journalistin († 1994)
- 06. August: Ji Xianlin, chinesischer Linguist, Paläograph, Indologe und Historiker († 2009)
- 07. August: Nicholas Ray, US-amerikanischer Filmregisseur († 1979)
- 08. August: Frederick Grinke, kanadischer Geiger und Musikpädagoge († 1987)
- 08. August: Herwig Walter, deutscher Schauspieler († 1986)
- 09. August: William Alfred Fowler, US-amerikanischer Physiker († 1995)
- 09. August: Mario Wandruszka, österreichischer Romanist und Sprachwissenschaftler († 2004)
- 11. August: Thanom Kittikachorn, thailändischer General und Politiker († 2004)
- 12. August: Hubert Armbruster, deutscher Jurist († 1995)
- 12. August: Cantinflas, mexikanischer Schauspieler, Sänger, Komiker und Produzent († 1993)
- 14. August: Béatrice du Vinage, deutsch-schwedische Malerin, Grafikerin, Fotografin und Journalistin († 1993)
- 16. August: Ernst Friedrich Schumacher, britischer Ökonom († 1977)
- 17. August: Michail Botwinnik, russischer Schach-Großmeister († 1995)
- 17. August: Martin Sandberger, SS-Standartenführer und Kommandeur der Sicherheitspolizei († 2010)
- 18. August: Wolfgang Dessecker, deutscher Leichtathlet und Olympiateilnehmer († 1973)
- 21. August: Gedeon Barcza, ungarischer Schachspieler († 1986)
- 22. August: Robert Fischer, Präsident des Bundesgerichtshofs († 1983)
- 22. August: Edvard Hambro, norwegischer Politiker († 1977)
- 22. August: Harry Heltzer, US-amerikanischer Manager und ehemaliger CEO von 3M († 2005)
- 23. August: Carl Dolmetsch, englischer Blockflötist († 1997)
- 23. August: Hilda Kuper, simbabwische Anthropologin († 1992)
- 23. August: Betty Robinson, US-amerikanische Sprinterin und Olympiasiegerin († 1999)
- 23. August: Birger Ruud, norwegischer Skispringer und Olympiasieger († 1998)
- 24. August: Victor Barna, ungarischer Tischtennisspieler († 1972)
- 24. August: Friedrich Luft, deutscher Theaterkritiker († 1990)
- 24. August: Michel Pablo, führender Trotzkist aus Griechenland († 1996)
- 25. August: Võ Nguyên Giáp, vietnamesischer General († 2013)
- 26. August: Erich Arndt, deutscher Bahnradsportler († 1961)
- 26. August: Mario Celoria, italienischer Fußballspieler († 1984)
- 27. August: Harald Bräuniger, deutscher Pharmazeut und Hochschullehrer († 1988)
- 28. August: Nérée Arsenault, kanadischer Politiker und Forstingenieur († 1982)
- 28. August: Joseph Luns, niederländischer Politiker, Diplomat und NATO-Generalsekretär († 2002)
- 30. August: Gigi Parrish, US-amerikanische Schauspielerin († 2006)
- 30. August: Helene Pfleiderer, deutsche Wohltäterin († 1994)
- 30. August: Arsenio Rodríguez, kubanischer Musiker und Komponist († 1970)
- 30. August: Hermann Stork, deutscher Wasserspringer († 1962)

### September
- 02. September: René Amengual Astaburuaga, chilenischer Komponist († 1954)
- 02. September: Floyd Council, US-amerikanischer Blues-Musiker († 1976)
- 02. September: Werner Döring, deutscher Physiker († 2006)
- 03. September: Ernst Meister, deutscher Lyriker, Hörspielautor, Erzähler und Theaterautor († 1979)
- 06. September: Zeke Clements, US-amerikanischer Country-Musiker († 1994)
- 07. September: Henri de France, französischer Ingenieur, entwickelte das SECAM-Farbfernsehsystem († 1986)
- 07. September: Todor Schiwkow, bulgarischer Politiker, Regierungschef und Staatspräsident († 1998)
- 08. September: Tomasz Kiesewetter, polnischer Komponist, Dirigent und Musikpädagoge († 1992)
- 08. September: Alois Pisnik, Politiker der DDR († 2004)
- 09. September: Michel Aunaud, französischer Automobilrennfahrer († 1982)
- 09. September: Richard Baer, deutscher Nationalsozialist, Kommandant des KZ Dora-Mittelbau († 1963)
- 09. September: John Gorton, Premierminister von Australien († 2002)
- 09. September: Gerhard Gerlich, deutscher Politiker († 1962)
- 09. September: Paul Goodman, US-amerikanischer Sozialphilosoph und Poet († 1972)
- 10. September: Hans Baumgartner, Schweizer Fotograf († 1996)
- 10. September: Renée Simonot, französische Schauspielerin und Synchronsprecherin († 2021)
- 11. September: Bola de Nieve, kubanischer Musiker († 1971)
- 11. September: Albrecht Schönherr, deutscher Theologe und Bischof († 2009)
- 12. September: Isabel Barletta, argentinische Supercentenarian († 2025)
- 13. September: Roger Arnaldez, französischer Islamwissenschaftler († 2006)
- 13. September: Bill Monroe, US-amerikanischer Musiker († 1996)
- 14. September: Leslie Graham, britischer Motorradrennfahrer († 1953)
- 15. September: Emil Botta, rumänischer Schauspieler und Lyriker († 1977)
- 15. September: Joseph Pevney, US-amerikanischer Filmregisseur, Schauspieler, Filmproduzent und Drehbuchautor († 2008)
- 16. September: Charles Amer, britischer Unternehmer und Fußballvereinspräsident von FC Middlesbrough († 2012)
- 17. September: Otto Daiker, deutscher Motorradrennfahrer († 1968)
- 17. September: Wolfgang von Groote, deutscher Offizier und Militärhistoriker († 2000)
- 17. September: Theodor Piffl-Perčević, österreichischer Politiker und Unterrichtsminister († 1994)
- 18. September: Helmut Braselmann, deutscher Feldhandballspieler († 1993)
- 18. September: Karl-Heinz Grindler, deutscher Fußballspieler († 2004)
- 19. September: Helene Bodmann, österreichische Botanikerin († 1948)
- 19. September: William Golding, britischer Schriftsteller († 1993)
- 19. September: Allan Pettersson, schwedischer Komponist und Bratschist († 1980)
- 20. September: Alfred Naujocks, deutscher Nationalsozialist († 1966)
- 21. September: Erika Engel-Wojahn, deutsche Kinderbuchautorin, Lyrikerin und Illustratorin († 2004)
- 21. September: Artur Missbach, deutscher Politiker († 1988)
- 22. September: Heinrich Krug, deutscher Wasserballspieler
- 22. September: Franz Xaver Unertl, deutscher Politiker und MdB († 1970)
- 23. September: Lajzer Ajchenrand, polnischer Dichter († 1985)
- 23. September: Frank Moss, US-amerikanischer Politiker († 2003)
- 23. September: Franz Wagner, deutscher und österreichischer Fußballspieler († 1974)
- 23. September: Sally Sweetland, US-amerikanische Sopranistin († 2015)
- 24. September: Marcel Chauvigné, französischer Ruderer († 1972)
- 24. September: Haim Schwarzbaum, israelischer Orientalist und Erzählforscher († 1983)
- 24. September: Konstantin Tschernenko, russischer Politiker († 1985)
- 25. September: Eric Eustace Williams, Regierungschef von Trinidad und Tobago von 1956 bis 1981 († 1981)
- 26. September: Bruno Venturini, italienischer Fußballtorwart († 1991)
- 27. September: Ernest Stoeffler, deutsch-amerikanischer methodistischer Theologe († 2003)
- 28. September: Ellsworth Vines, US-amerikanischer Tennisspieler († 1994)
- 29. September: Takakichi Asō, japanischer Unternehmer und Politiker († 1980)
- 30. September: Ed Danowski, US-amerikanischer American-Football-Spieler († 1997)

### Oktober
- 02. Oktober: Hermann Adler, deutscher Schriftsteller und Publizist († 2001)
- 02. Oktober: Jack Finney, US-amerikanischer Schriftsteller († 1995)
- 02. Oktober: Tilly Fleischer, deutsche Leichtathletin († 2005)
- 02. Oktober: Pascal Rywalski, Schweizer Kapuziner und Generalminister († 2002)
- 03. Oktober: Ljubiša Broćić, jugoslawischer Fußballtrainer († 1995)
- 03. Oktober: Wilhelm Wöste, katholischer Theologe, Weihbischof in Münster († 1993)
- 04. Oktober: Hans Cossy, deutscher Schauspieler († 1972)
- 04. Oktober: Hermann Nattkämper, deutscher Fußballspieler († 2005)
- 05. Oktober: Flann O’Brien, irischer Schriftsteller († 1966)
- 07. Oktober: Vaughn Monroe, US-amerikanischer Sänger, Bandleader und Trompeter († 1973)
- 11. Oktober: Nello Pagani, italienischer Motorrad- und Automobilrennfahrer († 2003)
- 11. Oktober: Juan Carlos Zabala, argentinischer Leichtathlet und Olympiasieger († 1983)
- 12. Oktober: Bruno Liebrucks, deutscher Philosoph († 1986)
- 13. Oktober: Migjeni, albanischer Dichter († 1938)
- 13. Oktober: André Navarra, französischer Cellist († 1988)
- 14. Oktober: Wilhelm Karl Arnold, deutscher Psychologe († 1983)
- 14. Oktober: Lê Đức Thọ, vietnamesischer Politiker († 1990)
- 15. Oktober: John S. McKiernan, US-amerikanischer Politiker († 1997)
- 16. Oktober: Ronald Kinloch Anderson, schottischer Pianist, Musikpädagoge und Musikproduzent († 1984)
- 17. Oktober: Negrito Chapuseaux, dominikanischer Sänger und Komponist († 1986)
- 19. Oktober: Hilde Spiel, österreichische Journalistin und Schriftstellerin († 1990)
- 19. Oktober: Willie Perryman, US-amerikanischer Blues-Musiker († 1985)
- 19. Oktober: Ludwig Vörg, deutscher Alpinist († 1941)
- 19. Oktober: Eberhard Werdin, deutscher Komponist († 1991)
- 20. Oktober: Grete Schickedanz, deutsche Unternehmerin († 1994)
- 21. Oktober: Mary Blair, US-amerikanische Künstlerin († 1978)
- 22. Oktober: Willi Aengevelt, deutscher Immobilienmakler († 2006)
- 22. Oktober: Gerhard Bosinski, deutscher evangelischer Theologe († 1985)
- 24. Oktober: Paul Grégoire, Erzbischof von Montréal und Kardinal († 1993)
- 24. Oktober: Sonny Terry, US-amerikanischer Bluessänger und Mundharmonikaspieler († 1986)
- 25. Oktober: Roelof Frankot, niederländischer Maler († 1984)
- 26. Oktober: Mogens Brems, dänischer Schauspieler († 1989)
- 26. Oktober: Sid Gillman, US-amerikanischer American-Football-Spieler und -Trainer († 2003)
- 26. Oktober: Mahalia Jackson, US-amerikanische Gospelsängerin († 1972)
- 27. Oktober: Leif Erickson, US-amerikanischer Schauspieler († 1986)
- 30. Oktober: Ernst Feick, Präsident des Deutschen Handballbundes († 2007)
- 30. Oktober: Ruth Hussey, US-amerikanische Schauspielerin († 2005)
- 30. Oktober: Maxim Hermaniuk, ukrainischer Erzbischof († 1996)
- 31. Oktober: Alexander Achijeser, russisch-ukrainischer theoretischer Physiker († 2000)
- 31. Oktober: René Hardy, Mitglied der Résistance, vermutlich der Verräter von Jean Moulin († 1987)
- 31. Oktober: Hans Mennekes, deutscher Künstler († 1983)

### November
- 01. November: Samuel Warren Carey, australischer Geologe († 2002)
- 01. November: Otto Eidenschink, deutscher Bergsteiger († 2004)
- 01. November: Sonja Ferlov Mancoba, dänische Bildhauerin († 1984)
- 01. November: Donald William Kerst, US-amerikanischer Physiker († 1993)
- 01. November: Henri Troyat, französischer Schriftsteller († 2007)
- 01. November: Sidney Wood, US-amerikanischer Tennisspieler († 2009)
- 02. November: Henry Cassirer, US-amerikanischer Journalist und Schriftsteller († 2004)
- 02. November: Paul Carell, deutscher NS-Funktionär, Autor († 1997)
- 02. November: Odysseas Elytis, griechischer Dichter († 1996)
- 03. November: Rosa Alarco Larrabure, peruanische Musikwissenschaftlerin, Komponistin und Chorleiterin († 1980)
- 03. November: Karl Bodmer, deutscher Motorradrennfahrer († 1955)
- 03. November: Vladimir Ussachevski, russisch-amerikanischer Komponist († 1990)
- 04. November: Shimizu Osamu, japanischer Komponist († 1986)
- 05. November: Nicola Agnozzi, italienischer Bischof († 2008)
- 05. November: Marie Osborne, US-amerikanische Filmschauspielerin († 2010)
- 05. November: Roy Rogers, US-amerikanischer Country-Sänger und Schauspieler († 1998)
- 06. November: Pawel Lisizian, russisch-armenischer Bariton († 2004)
- 07. November: Hans Pesser, österreichischer Fußballspieler und -trainer († 1986)
- 09. November: Ed Kahn, US-amerikanischer American-Football-Spieler († 1945)
- 10. November: Anton Perwein, österreichischer Feldhandballspieler († 1981)
- 11. November: Hans Bothmann, zweiter Leiter des Vernichtungslagers Chelmno († 1946)
- 11. November: Alfred Fane, britischer Automobilrennfahrer und Flieger († 1942)
- 11. November: Roberto Matta, chilenischer Maler des Surrealismus († 2002)
- 11. November: Paul Rolland, US-amerikanischer Musikpädagoge und Bratschist († 1978)
- 13. November: Karl Baur, deutscher Pilot, Fluglehrer und Ingenieur († 1963)
- 13. November: Heinz von Foerster, österreichischer Kybernetiker († 2002)
- 15. November: Otto Baum, deutscher Offizier der Waffen-SS, zuletzt SS-Oberführer († 1998)
- 15. November: Kay Walsh, britische Tänzerin und Schauspielerin († 2005)
- 17. November: Heli Finkenzeller, deutsche Schauspielerin († 1991)
- 17. November: William Tannen, US-amerikanischer Film- und Theaterschauspieler († 1976)
- 18. November: Attilio Bertolucci, italienischer Lyriker, Literaturkritiker und Übersetzer († 2000)
- 18. November: Pierre Bonnard, Schweizer evangelischer Geistlicher und Hochschullehrer († 2003)
- 18. November: Herbert Alois Kraus, österreichischer Journalist und Politiker († 2008)
- 20. November: David Seymour, polnischer Fotograf († 1956)
- 20. November: Jean Shiley, US-amerikanische Leichtathletin († 1998)
- 20. November: Paul Zielinski, deutscher Fußballspieler († 1966)
- 24. November: Erik Bergman, finnischer Komponist († 2006)
- 25. November: Kurt Lütgen, deutscher Schriftsteller († 1992)
- 26. November: Savino Guglielmetti, italienischer Kunstturner († 2006)
- 26. November: Samuel Reshevsky, US-amerikanischer Schachspieler († 1992)
- 27. November: Curt Biegler, deutscher Politiker und MdB († 2000)
- 28. November: Margot Busak, deutsche Unternehmerin († 1992)
- 30. November: Mori Arimasa, japanischer Philosoph († 1976)
- 30. November: Jorge Negrete, mexikanischer Schauspieler und Sänger († 1953)
- 30. November: Hans Nielsen, deutscher Schauspieler († 1965)
- 30. November: Tamura Taijirō, japanischer Schriftsteller († 1983)
- 30. November: Boris Taslitzky, französischer Maler des Sozialistischen Realismus († 2005)
- 30. November: Martin Teich, deutscher Fernsehmeteorologe († 2004)

### Dezember
- 01. Dezember: Franz Binder, österreichischer Fußballspieler († 1989)
- 01. Dezember: Ralph Kercheval, US-amerikanischer American-Football-Spieler († 2010)
- 03. Dezember: Ray Hanken, US-amerikanischer American-Football-Spieler († 1980)
- 03. Dezember: Nino Rota, italienischer Komponist († 1979)
- 04. Dezember: Gerhard Menzel, Unternehmer in der Glasindustrie († 1997)
- 05. Dezember: Ferdinand Friedensbacher, österreichischer Skirennläufer und Skispringer († 1987)
- 05. Dezember: Carlos Marighella, brasilianischer Revolutionär und Theoretiker der Stadtguerilla († 1969)
- 05. Dezember: Władysław Szpilman, polnischer Pianist, Komponist und Schriftsteller († 2000)
- 07. Dezember: Max Braithwaite, kanadischer Schriftsteller († 1995)
- 07. Dezember: Peter Hamel, deutscher Regisseur († 1979)
- 07. Dezember: Joachim von Seydlitz-Kurzbach, deutscher Brigadegeneral des Heeres der Bundeswehr, Angehöriger des Bundesnachrichtendienstes († 2005)
- 08. Dezember: Lee J. Cobb, US-amerikanischer Schauspieler († 1976)
- 08. Dezember: Kin Platt, US-amerikanischer Schriftsteller († 2003)
- 09. Dezember: Broderick Crawford, US-amerikanischer Schauspieler († 1986)
- 09. Dezember: Wilhelm Kirschner, rumäniendeutscher Handballspieler († 1994)
- 10. Dezember: Anni Schaad, Gründerin der Modeschmuckwerkstatt Langani († 1988)
- 11. Dezember: Heinrich Lehmann-Willenbrock, deutscher Kapitän und Fregattenkapitän († 1986)
- 11. Dezember: Nagib Mahfuz, ägyptischer Schriftsteller, Nobelpreisträger († 2006)
- 12. Dezember: Stanley Bate, englischer Komponist († 1959)
- 12. Dezember: Thomas Canning, US-amerikanischer Komponist († 1989)
- 12. Dezember: Dore Hoyer, deutsche Tänzerin und Choreografin († 1967)
- 13. Dezember: Emmy Albus, deutsche Leichtathletin († 1995)
- 13. Dezember: Trygve Haavelmo, norwegischer Ökonom und Nobelpreisträger († 1999)
- 13. Dezember: Fritz Kalmar, österreichischer Autor und Bühnenkünstler († 2008)
- 13. Dezember: Kenneth Patchen, US-amerikanischer Schriftsteller († 1972)
- 14. Dezember: Spike Jones, US-amerikanischer Musiker († 1965)

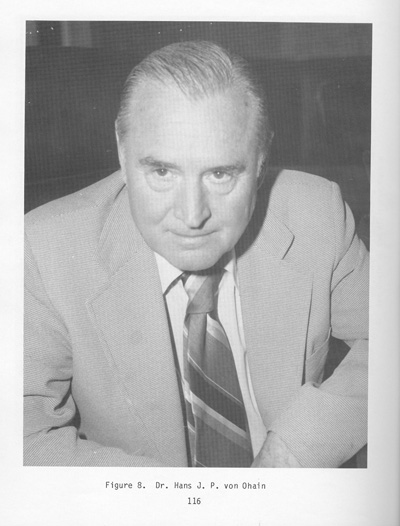
Hans Joachim Pabst von Ohain

- 14. Dezember: Hans Joachim Pabst von Ohain, einer der Väter des Strahltriebwerks († 1998)
- 15. Dezember: Stan Kenton, US-amerikanischer Klavierspieler und -Komponist († 1979)
- 17. Dezember: Gilbert de Rudder, Pseudonym Grizzly, belgischer Motorradrennfahrer († 1946)
- 18. Dezember: Jules Dassin, US-amerikanischer Filmregisseur († 2008)
- 20. Dezember: Peter Robens, deutscher Leichtathlet († 1946)
- 21. Dezember: Junie Astor, französische Schauspielerin († 1967)
- 21. Dezember: Paul Burkhard, Schweizer Komponist († 1977)
- 23. Dezember: Niels Kaj Jerne, britischer Mediziner und Nobelpreisträger († 1994)
- 25. Dezember: Louise Bourgeois, französische Malerin und Bildhauerin († 2010)
- 26. Dezember: Ludwig Kraus, deutscher Ingenieur († 1997)
- 26. Dezember: Takamatsu, japanische Prinzessin († 2004)
- 27. Dezember: Heinz Maegerlein, deutscher Sportjournalist († 1998)
- 27. Dezember: Juana Francisca Rubio, spanische Plakatkünstlerin und Malerin († 2008)

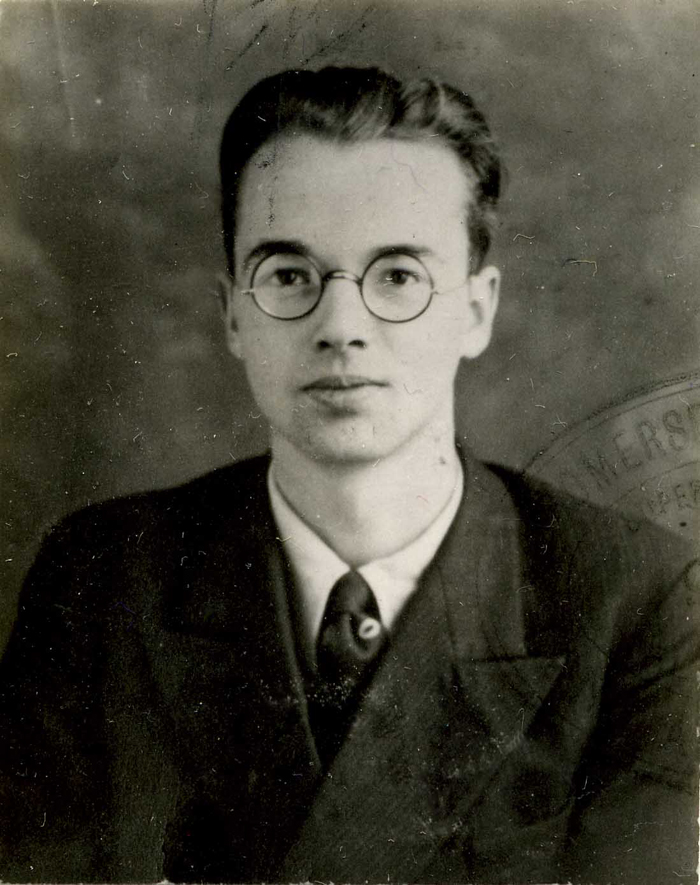
Klaus Fuchs (um 1940)

- 29. Dezember: Klaus Fuchs, deutsch-britischer Kernphysiker, sowjetischer „Atomspion“ († 1988)
- 29. Dezember: Nicolae Kovacs, rumänischer Fußballspieler und -trainer ungarischer Abstammung († 1977)
- 29. Dezember: Marcel Prawy, österreichischer Dramaturg und Opernkritiker († 2003)
- 29. Dezember: Otto Probst, österreichischer Politiker, Verkehrsminister und Nationalrat († 1978)
- 30. Dezember: Walt Brown, US-amerikanischer Automobilrennfahrer († 1951)
- 30. Dezember: Margret Thomann-Hegner, deutsche Malerin und Grafikerin († 2005)

### Genaues Geburtsdatum unbekannt
- Narayan Apte, mutmaßliche Drahtzieher des Attentats auf Mahatma Gandhi († 1949)
- Ahmed Ateş, türkischer Orientalist († 1966)
- Königin Fatima von Libyen († 2009)

## Gestorben

### Januar/Februar
- 04. Januar: Ludwig Jeep, deutscher Altphilologe (* 1846)
- 08. Januar: Harfenjule, Berliner Straßensängerin und Stadtoriginal (* 1829)
- 08. Januar: Emma Ihrer, deutsche Politikerin und Gewerkschafterin (* 1857)
- 09. Januar: Edvard Rusjan, slowenischer Luftfahrtpionier (* 1886)
- 11. Januar: Charles J. Hughes, US-amerikanischer Politiker (* 1853)
- 11. Januar: Richard von Perger, österreichischer Komponist, Dirigent und Musikpädagoge (* 1854)
- 12. Januar: Franz Eugen Schlachter, Altphilologe und Übersetzer der Schlachter-Bibel (* 1859)
- 12. Januar: Georg Jellinek, deutscher Staatsrechtler (* 1851)
- 13. Januar: Willibald A. Nagel, deutscher Physiologe (* 1870)
- 17. Januar: Francis Galton, britischer Mediziner (* 1822)
- 18. Januar: Otto Hetzer, deutscher Erfinder und Unternehmer, Begründer des Holzleimbaus (* 1846)
- 22. Januar: Siegmund Lustgarten, österreichischer Arzt (* 1857)
- 24. Januar: Heinrich Mayr, deutscher Forstwissenschaftler (* 1854)
- 26. Januar: Friedrich Arnd, deutscher Publizist (* 1839)
- 28. Januar: August Aschinger, deutscher Gastronom (* 1862)
- 28. Januar: Carl Robert Lessing, Miteigentümer und Herausgeber der „Vossischen Zeitung“ (* 1827)
- 28. Januar: Pierre Mathieu-Bodet, französischer Politiker (* 1816)
- 28. Januar: Maurice Yvon, französischer Architekt (* 1857)
- 29. Januar: Wilhelm Wilmanns, deutscher Germanist (* 1842)
- 30. Januar: Theodor Christomannos, österreichischer Jurist, Pionier des Tourismus in Südtirol (* 1854)
- 30. Januar: Emil Hundrieser, deutscher Bildhauer (* 1846)
- 31. Januar: Paul Singer, deutscher Fabrikant und Reichstagsabgeordneter (* 1844)
- 04. Februar: Piet Cronjé, Kommandeur der Buren im Ersten und Zweiten Burenkrieg (* 1836)
- 06. Februar: Morteza Qoli Chan Hedayat, iranischer Politiker (* 1856)
- 08. Februar: Gustaf Fröding, schwedischer Lyriker (* 1860)
- 09. Februar: Bernhard Ludwig Suphan, deutscher Literaturwissenschaftler (* 1845)
- 10. Februar: Hiram A. Tuttle, US-amerikanischer Politiker (* 1837)
- 11. Februar: Emil Jacobsen, deutscher Chemiker und Schriftsteller (* 1836)
- 11. Februar: Albert Salomon Anselm von Rothschild, österreichischer Bankier (* 1844)
- 15. Februar: Theodor Escherich, deutsch-österreichischer Kinderarzt und Bakteriologe, Entdecker des Bakteriums Escherichia coli (* 1857)
- 16. Februar: Agnes Günther, deutsche Schriftstellerin (* 1863)
- 17. Februar: William Paine Lord, US-amerikanischer Politiker (* 1838)
- 19. Februar: Paul Morton, US-amerikanischer Politiker (* 1857)
- 21. Februar: Eugène Vast, französischer Organist und Komponist (* 1833)
- 25. Februar: Jules Bouval, französischer Organist und Komponist (* 1867)
- 25. Februar: Friedrich Spielhagen, deutscher Schriftsteller (* 1829)
- 25. Februar: Fritz von Uhde, deutscher Maler (* 1848)
- 26. Februar: Ludwig Gottsleben, österreichischer Schauspieler und Schriftsteller (* 1836)
- 27. Februar: John Lee Carroll, US-amerikanischer Politiker (* 1830)
- 28. Februar: Ida Baccini, italienische Schriftstellerin und Journalistin (* 1850)

### März/April
- 01. März: Joseph Auer, deutscher Komponist (* 1855)

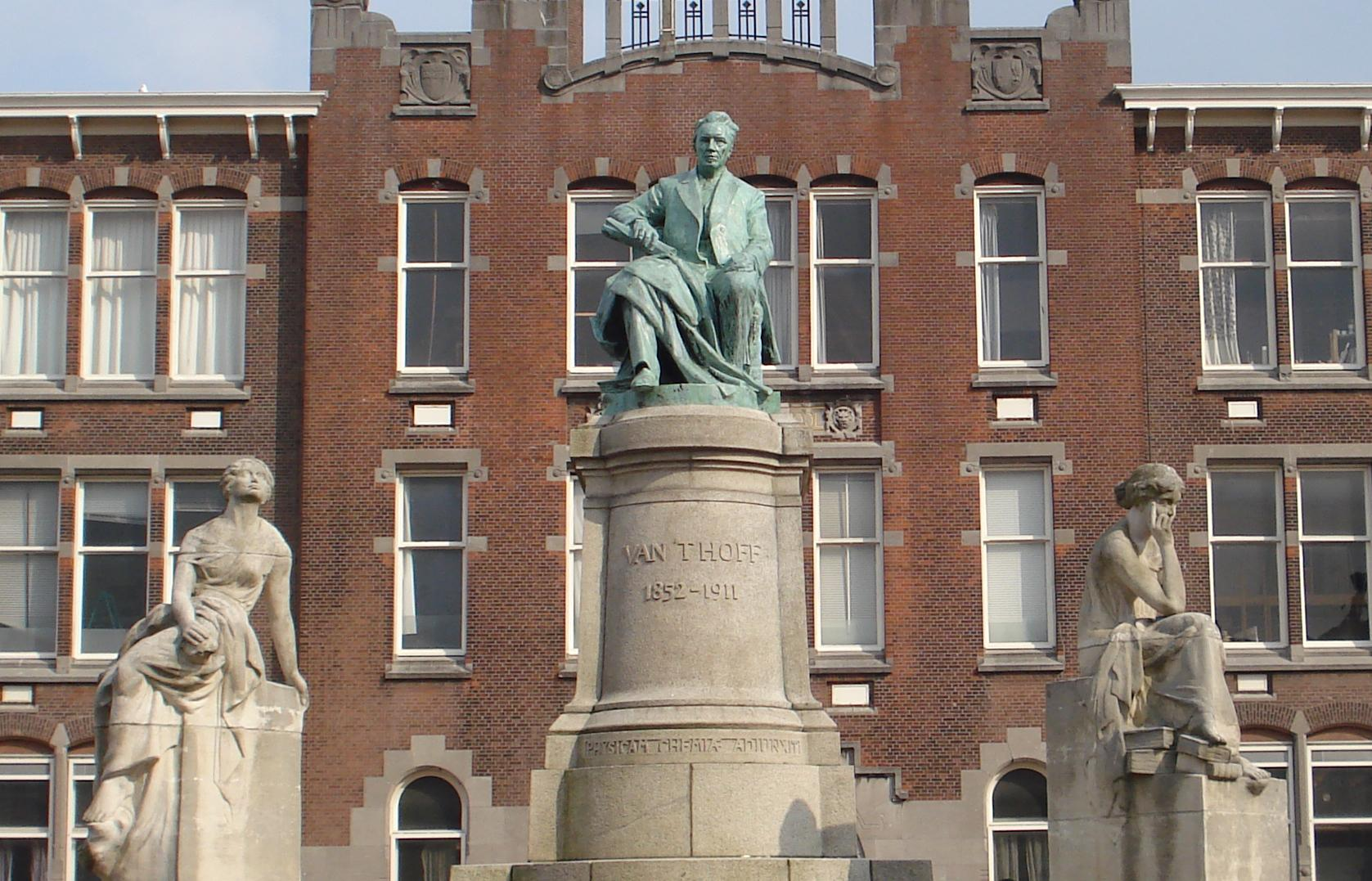
Denkmal für Jacobus Henricus van ’t Hoff in Rotterdam

- 01. März: Jacobus Henricus van ’t Hoff, holländischer Chemiker und Nobelpreisträger (* 1852)
- 02. März: Friedrich Goll, Schweizer Orgelbauer (* 1839)
- 02. März: Hendrik Jacobus Hamaker, niederländischer Rechtswissenschaftler (* 1844)
- 05. März: Gottlob Theuerkauf, deutscher Maler und Lithograf (* 1833)
- 06. März: Hermann Jakob Dingelstad, deutscher römisch-katholischer Theologe und Bischof (* 1835)
- 08. März: Ernst Falkenthal, deutscher Kolonialbeamter (* 1858)
- 09. März: Otto Puchstein, deutscher Archäologe (* 1856)
- 11. März: Ernst Brenner, Schweizer Politiker (* 1856)
- 13. März: Jacob Maarten van Bemmelen, niederländischer Chemiker (* 1830)
- 17. März: Friedrich Haase, deutscher Schauspieler, Regisseur und Theaterdirektor (* 1825)
- 18. März: John Attfield, englischer Chemiker (* 1835)
- 21. März: Saturnin Arloing, französischer Tierarzt, Infektiologe und Professor für Anatomie und Physiologie (* 1846)
- 22. März: Reinhard Kekulé von Stradonitz, deutscher Archäologe (* 1839)
- 23. März: Godfried Marschall, Generalvikar und Weihbischof in der Erzdiözese Wien (* 1840)
- 23. März: Eduard Zacharias, deutscher Botaniker (* 1852)
- 27. März: Hans Arnhold, österreichischer Politiker (* 1989)
- 29. März: Alexandre Guilmant, französischer Organist und Komponist (* 1837)
- 30. März: Pellegrino Artusi, italienischer Literaturkritiker (* 1820)
- 30. März: Ellen Swallow Richards, US-amerikanische Chemikerin und Ökologin (* 1842)
- 31. März: Ella Magnussen, deutsche Malerin (* 1847)
- 01. April: Martin Greif, deutscher Dichter (* 1839)
- 05. April: Daniil Chwolson, russischer Orientalist und Altertumsforscher (* 1819)
- 05. April: Berthold Riehl, deutscher Kunsthistoriker (* 1858)
- 10. April: Samuel Loyd, US-amerikanischer Spiele-Erfinder und Rätselspezialist (* 1841)
- 11. April: Władysław Floriański, polnischer Sänger und Opernregisseur (* 1854)
- 13. April: George Washington Glick, US-amerikanischer Politiker (* 1827)
- 13. April: Konrad Koch, deutscher Pädagoge und Fußballpionier (* 1846)
- 13. April: John McLane, US-amerikanischer Politiker (* 1852)
- 14. April: Daniel Paul Schreber, deutscher Jurist und Autor (* 1842)
- 15. April: Johannes Bosscha, niederländischer Physiker (* 1831)
- 15. April: Georg Knorr, deutscher Ingenieur und Unternehmer (* 1859)
- 20. April: Georg Schleusner, deutscher evangelischer Geistlicher (* 1841)
- 25. April: Emilio Salgari, italienischer Schriftsteller (* 1862)

### Mai/Juni
- 01. Mai: Hannah Whitall Smith, US-amerikanische Frauenrechtlerin, Autorin und Führerin der Heiligungsbewegung (* 1832)
- 01. Mai: Richard Weitbrecht, deutscher Theologe und Schriftsteller (* 1851)
- 02. Mai: Otto Lueger, deutscher Ingenieur (* 1843)
- 04. Mai: Alfred B. Kittredge, US-amerikanischer Politiker (* 1861)
- 04. Mai: Adolph Woermann, Hamburger Kaufmann, Reeder und Politiker (* 1847)
- 05. Mai: Hermann Auleb, deutscher Jurist, Autor und Politiker (* 1832)
- 05. Mai: Aristide Delannoy, französischer Zeichner (* 1874)
- 05. Mai: Gustav Haarmann, deutscher Politiker (* 1848)
- 10. Mai: La Fayette Grover, US-amerikanischer Politiker (* 1823)
- 12. Mai: Johann Rudolf Moser, Schweizer Kaufmann und Politiker (* 1827)
- 14. Mai: András L. Áchim, ungarischer Politiker (* 1871)
- 14. Mai: Guido Hermann Schäf, deutscher Orgelbauer (* 1840)
- 18. Mai: Gustav Mahler, österreichischer Komponist und Dirigent (* 1860)
- 21. Mai: Maurice Berteaux, französischer Politiker (* 1852)
- 23. Mai: Carl August von der Meden, erster Präsident des Deutschen Tennisbundes (* 1841)
- 26. Mai: Paul Ewald, deutscher evangelischer Theologe und Hochschullehrer (* 1857)
- 29. Mai: Remigio Acevedo, chilenischer Organist und Komponist (* 1863)
- 30. Mai: Milton Bradley, US-amerikanischer Zeichner, Lithograph, Patentanwalt, Erfinder, Spielehersteller (* 1836)
- 03. Juni: Arthur Tappan Pierson, US-amerikanischer presbyterianischer Pastor, Missionar und Schriftsteller (* 1837)
- 08. Juni: Johannes Otzen, deutscher Architekt (* 1839)
- 10. Juni: Adolf von Wilbrandt, deutscher Schriftsteller und Direktor des Burgtheaters in Wien (* 1837)
- 14. Juni: Fedor Flinzer, deutscher Illustrator, Pädagoge und Autor (* 1832)
- 14. Juni: Johan Svendsen, norwegischer Komponist (* 1840)
- 15. Juni: Léon Richer, französischer Feminist (* 1824)
- 17. Juni: Othmar Zeidler, österreichischer Chemiker (* 1850)
- 18. Juni: George W. McBride, US-amerikanischer Politiker (* 1854)
- 20. Juni: Ole Andreas Øverland, norwegischer Historiker (* 1855)

### Juli/August
- 03. Juli: Ernst Hoeltzer, deutscher Telegraphist und Fotograf (* 1835)

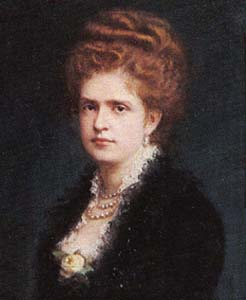
Maria Pia von Savoyen und Portugal

- 05. Juli: Maria Pia von Savoyen, Prinzessin von Italien und Königin von Portugal (* 1847)
- 07. Juli: Carl Haunold, österreichischer Maler und Librettist (* 1832)
- 07. Juli: Helene Ross, deutsche Malerin (* 1827)
- 07. Juli: Paul Tschackert, deutscher Kirchenhistoriker (* 1848)
- 12. Juli: Júlia da Costa, brasilianische Dichterin (* 1844)
- 13. Juli: William B. Shattuc, US-amerikanischer Politiker (* 1841)
- 14. Juli: Franziska Feifalik, österreichische Friseurin und Vertraute der Kaiserin Elisabeth von Österreich-Ungarn (* 1842)
- 14. Juli: Hermann Senator, deutscher Mediziner (* 1834)
- 18. Juli: Hermann Naftali Adler, Oberrabbiner des Vereinigten Königreichs (* 1839)
- 18. Juli: Friedrich Eichlam, deutscher Kakteensammler (* 1862)
- 23. Juli: Maurice Fournier, französischer Motorrad- und Automobilrennfahrer (* 1880)
- 20. Juli: Hermann Schubert, deutscher Mathematiker (* 1848)
- 30. Juli: Adolphe Deslandres, französischer Komponist und Organist (* 1840)
- 31. Juli: Marija Fjodorowna Morosowa, russische Unternehmerin und Mäzenin (* 1830)
- 01. August: Edwin Austin Abbey, US-amerikanischer Maler und Illustrator (* 1852)
- 01. August: Konrad Duden, deutscher Philologe (* 1829)
- 03. August: Reinhold Begas, deutscher Bildhauer und Maler (* 1831)
- 03. August: Edward Murphy, US-amerikanischer Politiker (* 1836)
- 05. August: Anton Josef Gruscha, Kardinal und Erzbischof der Erzdiözese Wien (* 1820)
- 06. August: Florentino Ameghino, argentinischer Zoologe, Paläontologe, Geologe und Anthropologe (* 1853)
- 08. August: William P. Frye, US-amerikanischer Politiker (* 1830)
- 12. August: Jules Brunet, französischer Offizier (* 1838)
- 12. August: Jozef Israëls, niederländischer Maler (* 1824)
- 15. August: Albert Ladenburg, deutscher Chemiker (* 1842)
- 22. August: Theodor Scheimpflug, österreichischer Geodät, Entdecker der fotografischen Regel (* 1865)
- 29. August: Asaf Jah VI., Fürst von Hyderabad (* 1866)
- 30. August: Otto Wendt, deutscher Rechtswissenschaftler (* 1846)
- August: Wassili Kühner, russischer Komponist (* 1840)

### September/Oktober
- 02. September: Roger Q. Mills, US-amerikanischer Politiker (* 1832)
- 08. September: Jan Kardinal Puzyna de Kosielsko, Bischof von Krakau (* 1842)
- 11. September: William Robertson Boggs, Offizier des US-Heeres, Brigadegeneral des konföderierten Heeres im Sezessionskrieg und Professor am Polytechnischen Institut von Virginia (* 1829)
- 15. September: George Frankenstein, deutschamerikanischer Maler und Journalist (* 1825)
- 16. September: Edward Whymper, englischer Bergsteiger (* 1840)
- 17. September: Thomas Henry Carter, US-amerikanischer Politiker (* 1854)
- 17. September: Max Liebermann von Sonnenberg, deutscher Offizier, Abgeordneter und Publizist (* 1848)
- 18. September: Pjotr Stolypin, russischer Politiker (* 1862)
- 21. September: Ahmed Urabi Pascha, ägyptischer Offizier und Politiker, Führer der Urabi-Bewegung (* 1841)
- 23. September: Samuel Oettli, Schweizer evangelischer Geistlicher und Hochschullehrer (* 1846)
- 27. September: Fletcher D. Proctor, US-amerikanischer Politiker (* 1860)
- 01. Oktober: Wilhelm Dilthey, deutscher Philosoph, Pädagoge, Psychologe, Kulturhistoriker (* 1833)
- 05. Oktober: Charles Théodore Malherbe, französischer Musikwissenschaftler und Komponist (* 1853)
- 07. Oktober: John Hughlings Jackson, englischer Neurologe (* 1835)
- 07. Oktober: Joseph V. Quarles, US-amerikanischer Politiker (* 1843)
- 09. Oktober: Cornelius Newton Bliss, US-amerikanischer Politiker (* 1833)
- 10. Oktober: Jack Daniel, US-amerikanischer Unternehmer und Gründer der Brennerei Jack Daniel’s Tennessee Whiskey (* um 1850)
- 17. Oktober: Abram P. Williams, US-amerikanischer Politiker (* 1832)
- 18. Oktober: Johann Hinrich Angelbeck, deutscher Politiker (* 1833)
- 18. Oktober: Alfred Binet, französischer Pädagoge und Psychologe (* 1857)
- 22. Oktober: Gustav von Oertzen, deutscher Kolonialbeamter (* 1836)
- 25. Oktober: Édouard François André, französischer Gärtner, Gartengestalter und Botaniker (* 1840)

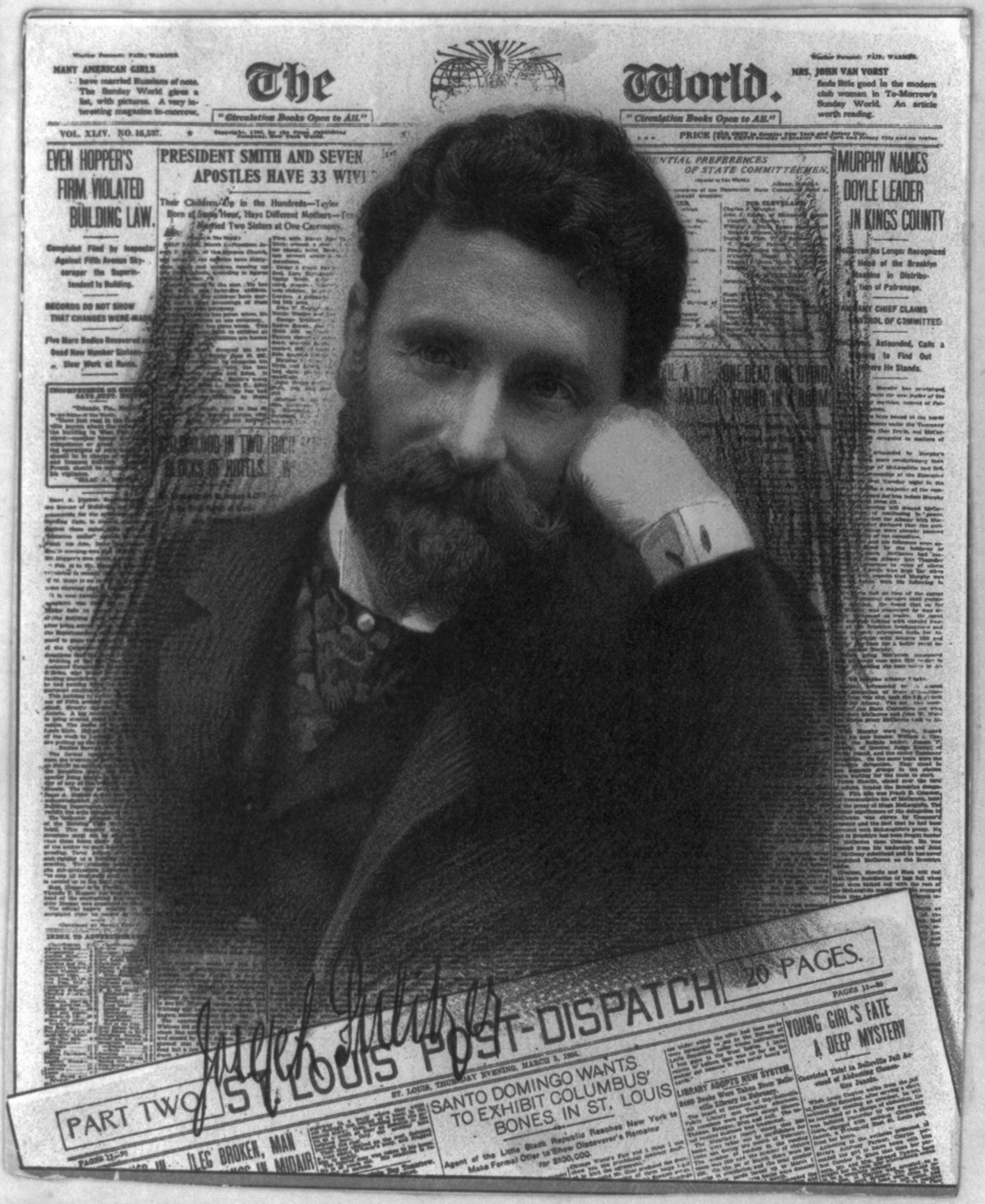
Joseph Pulitzer

- 29. Oktober: Joseph Pulitzer, US-amerikanischer Journalist und Herausgeber (* 1847)

### November/Dezember
- 01. November: James Benton Grant, US-amerikanischer Politiker (* 1848)
- 03. November: Norman Jay Colman, US-amerikanischer Politiker (* 1827)
- 14. November: Constantin Christomanos, griechischer Historiker, Dramenautor und Theaterleiter (* 1867)
- 16. November: Engelbert Arnold, schweizerischer Elektroingenieur (* 1856)
- 22. November: William George Aston, britischer Konsularbeamter (* 1841)
- 22. November: Alexander Schoeller, deutscher Bankier (* 1852)
- 24. November: Wilhelm Jensen, deutscher Schriftsteller (* 1837)
- 27. November: Josef Anton Schobinger, Schweizer Politiker (* 1849)
- 29. November: Isaac Johnson, britischer Erfinder (* 1811)
- 30. November: Johannes Vahlen, deutscher Altphilologe (* 1830)
- 04. Dezember: Adolf Walewski, polnischer Schauspieler, Regisseur und Dramatiker (* 1852)
- 05. Dezember: Walentin Alexandrowitsch Serow, russischer Maler (* 1865)
- 07. Dezember: Ruth Bré, deutsche Mutterrechtlerin, Frauenrechtlerin, Schriftstellerin, Journalistin, Theaterschreiberin und radikale Patriarchatskritikerin (* 1862)
- 10. Dezember: Joseph Dalton Hooker, englischer Botaniker und Reisender (* 1817)
- 11. Dezember: Prithvi, König von Nepal (* 1875)
- 13. Dezember: Eugen von Kahler, deutschsprachiger Maler und Grafiker (* 1882)

### Genaues Todesdatum unbekannt
- Ernst Anders, deutscher Porträt- und Genremaler (* 1845)
- Shigeru Aoki, japanischer Maler (* 1882)
- Michael Arzt, deutscher Unternehmer (* 1841)
- Emmanuel Lafarge, französischer Opernsänger (* 1862)